# Luftwaffe
Aquest article tracta sobre la força aèria alemanya abans i durant la Segona Guerra Mundial. Per a l'actual arma aèria alemanya, veure Força aèria alemanya. Per l'arma aèria alemanya durant la Primera Guerra Mundial, veure Luftstreitkräfte. Per l'arma aèria de la RDA, veure Luftstreitkräfte
La Luftwaffe  (pronunciació alemanya: [ˈlʊftvafə] ( escolteu-ho)) va ser la branca de la guerra aèria de la Wehrmacht durant la Segona Guerra Mundial. L'arma aèria militar d'Alemanya durant la Primera Guerra Mundial, la Luftstreitkräfte de l'Exèrcit Imperial i la Marine-Fliegerabteilung de la Marina Imperial, havien estat dissoltes el maig de 1920 d'acord amb els termes del Tractat de Versalles que establia que Alemanya tenia prohibit tenir força aèria.
Durant el període d'entreguerres, els pilots alemanys van ser entrenats en secret en violació del tractat a la base aèria de Lipetsk a la Unió Soviètica. Amb la pujada del partit nazi i el rebuig del Tractat de Versalles, l'existència de la Luftwaffe va ser reconeguda públicament el 26 de febrer de 1935, poc més de dues setmanes abans d'obert desafiament a el Tractat de Versalles a través del rearmament alemany i el reclutament es donaran a conèixer el 16 de març. La Legió Còndor, un destacament de la Luftwaffe enviat per ajudar el bàndol nacional a la Guerra Civil espanyola, va proporcionar a la força un valuós camp de proves per a noves tàctiques i avions. Parcialment com a resultat d'aquesta experiència de combat, la Luftwaffe s'havia convertit en una de les forces aèries més sofisticades, tecnològicament avançades i amb experiència en la batalla del món quan va esclatar la Segona Guerra Mundial el 1939. L'estiu de 1939, la Luftwaffe tenia vint-i-vuit Geschwader (ales. La Luftwaffe també operava unitats de paracaigudistes, els Fallschirmjäger.
La Luftwaffe va resultar fonamental en les victòries alemanyes a Polònia i Europa Occidental el 1939 i el 1940. No obstant això, durant la batalla d'Anglaterra, tot i causar greus danys a la infraestructura de la RAF i, durant el The Blitz posterior, devastant moltes ciutats britàniques, la força aèria no va aconseguir fer rendir els assetjats britànics. A partir de 1942, les campanyes de bombardejos aliats van destruir gradualment el braç de combat de la Luftwaffe. Des de finals de 1942, la Luftwaffe va utilitzar el seu excedent de suport terrestre i altre personal per crear les divisions de camp de la Luftwaffe. A més del seu servei a Occident, la Luftwaffe operava sobre la Unió Soviètica, el nord d'Àfrica i el sud d'Europa. Malgrat el seu ús tardà d'avions turborreactors i coets avançats per a la destrucció de bombarders aliats, la Luftwaffe va quedar desbordada pel nombre superior dels aliats i la tàctica millorada, així com per la manca de pilots entrenats i combustible d'aviació. El gener de 1945, durant les etapes finals de la batalla de les Ardenes, la Luftwaffe va fer un darrer esforç per guanyar la superioritat aèria, i es va trobar amb un fracàs. Amb una disminució ràpida del subministrament de petroli, oli i lubricants després d’aquesta campanya, i com a part de la totalitat de les forces militars de la Wehrmacht en conjunt, la Luftwaffe va deixar de ser una força de combat efectiva.
Després de la derrota d'Alemanya, la Luftwaffe es va dissoldre el 1946. Durant la Segona Guerra Mundial, els pilots alemanys van obtenir aproximadament 70.000 victòries aèries, mentre que més de 75.000 avions de la Luftwaffe van ser destruïts o danyats significativament. D’aquests, gairebé 40.000 es van perdre completament. La Luftwaffe només va tenir dos comandants en cap al llarg de la seva història: Hermann Göring i posteriorment el generalfeldmarschall Robert Ritter von Greim durant les dues últimes setmanes de la guerra.
La Luftwaffe va participar profundament en crims de guerra nazis. Al final de la guerra, un percentatge important de la producció d'avions es va originar en camps de concentració, una indústria que donava feina a desenes de milers de presoners. La demanda de mà d'obra per part de la Luftwaffe va ser un dels factors que van portar a la deportació i assassinat de centenars de milers de jueus d'Hongria el 1944. L'Oberkommando der Luftwaffe organitzà experiments en éssers humans, i la Luftwaffe tropes de terra va cometre massacres a Itàlia, Grècia i Polònia.

## Història

### Orígens

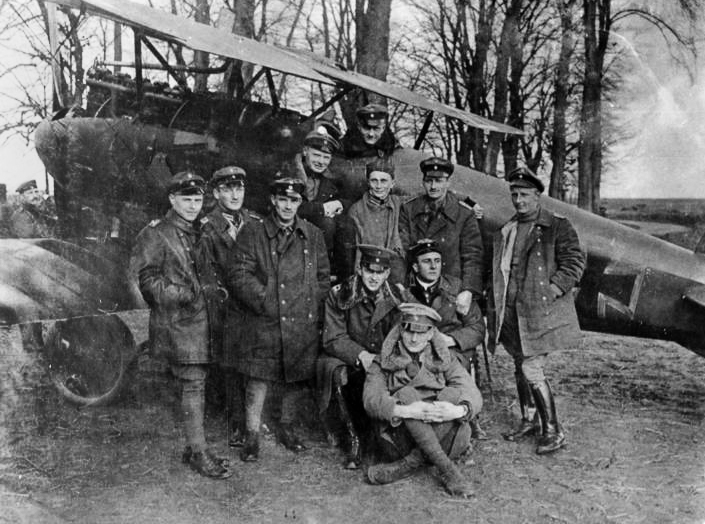
Manfred von Richthofen amb altres membres del Jasta 11, 1917 com a part de la Luftstreitkräfte

El Servei Aeri de l'Exèrcit Alemany Imperial es va fundar el 1910 amb el nom de Die Fliegertruppen des deutschen Kaiserreiches, sovint escurçat a Fliegertruppe. Es va canviar el nom de Luftstreitkräfte el 8 d'octubre de 1916. La guerra aèria al front occidental va rebre més atenció en els anals dels primers relats de l'aviació militar, ja que va produir asos com Manfred von Richthofen and Ernst Udet, Oswald Boelcke i Max Immelmann. Després de la derrota d'Alemanya, el servei es va dissoldre el 8 de maig de 1920 sota les condicions del tractat de Versalles, que també obligava a destruir tots els avions militars alemanys.
Atès que el tractat de Versalles prohibia a Alemanya tenir una força aèria, els pilots alemanys s'entrenaven en secret. Inicialment, es feien servir escoles d'aviació civil a Alemanya, tot i que només es podien fer servir avions d'entrenament lleugers per mantenir la façana que els estudiants anaven a volar amb companyies aèries civils com Deutsche Luft Hansa. Per entrenar els seus pilots en els últims avions de combat, Alemanya va sol·licitar l'ajut de la Unió Soviètica, que també estava aïllada a Europa. Es va establir un camp d'aviació secret a Lipetsk el 1924 i va operar durant aproximadament nou anys utilitzant avions d'entrenament principalment holandesos i soviètics, però també alguns alemanys, abans de ser tancada el 1933. Aquesta base era coneguda oficialment com el 4t esquadró de la 40a ala de l'Exèrcit Roig. Centenars de pilots de la Luftwaffe i personal tècnic van visitar, estudiar i rebre formació a les escoles de la força aèria soviètica de diversos llocs del centre de Rússia. Roessing, Blume, Fosse, Teetsemann, Heini, Makratzki, Blumendaat i molts altres futurs asos de la Luftwaffe es van formar a Rússia en escoles conjuntes rus-alemanyes que es van crear sota el patrocini d'Ernst August Köstring.
Els primers passos cap a la formació de la Luftwaffe es van dur a terme pocs mesos després d'Adolf Hitler va arribar a el poder. Hermann Göring, un as de la Primera Guerra Mundial, es va convertir en Kommissar Nacional d'Aviació amb l'exdirector de Luft Hansa Erhard Milch com a segon. L'abril de 1933 es va crear el Ministeri d'Aviació del Reich (Reichsluftfahrtministerium o RLM). El RLM s'encarregava del desenvolupament i producció d'avions. El control de Göring sobre tots els aspectes de l'aviació es va convertir en absolut. El 25 de març de 1933, l'Associació Alemanya d'Esports Aeris va absorbir totes les organitzacions privades i nacionals, tot conservant el seu títol d'esport. El 15 de maig de 1933, totes les organitzacions d'aviació militar del RLM es van fusionar, formant la Luftwaffe; és el seu "aniversari" oficial. El Cos d'Aviadors Nacional Socialista (Nationalsozialistisches Fliegerkorps o NSFK) es va formar el 1937 per donar formació prèvia al vol a joves masculins i per involucrar aviadors esportius adults en el moviment nazi. Membres de l'edat militar de la NSFK van ser reclutats a la Luftwaffe. Com que tots aquests membres anteriors de la NSFK també eren membres del partit nazi, això va donar a la nova Luftwaffe una forta base ideològica nazi en contrast amb les altres branques de la Wehrmacht (el Heer (exèrcit) i el Kriegsmarine (armada)). Göring va tenir un paper destacat en l'acumulació de la Luftwaffe el 1933–36, però va tenir poca implicació en el desenvolupament de la força després del 1936, i Milch es va convertir en el ministre "de facto" fins al 1937.
L'absència de Göring en matèria de planificació i producció va ser afortunada. Göring tenia poc coneixement de l'aviació actual, havia volat per última vegada el 1922 i no s'havia mantingut informat dels darrers esdeveniments. Göring també va mostrar una manca de comprensió de doctrina i qüestions tècniques en la guerra aèria que va deixar a altres més competents. El comandant en cap va deixar l'organització i l'edifici de la Luftwaffe, després de 1936, a Erhard Milch. Tanmateix, Göring, com a part del cercle interior de Hitler, va proporcionar accés a recursos financers i material per rearmar i equipar la Luftwaffe.
Una altra figura destacada de la construcció de l'energia aèria alemanya aquesta vegada va ser Helmuth Wilberg. Més tard, Wilberg va tenir un paper important en el desenvolupament de la doctrina aèria alemanya. Després d'haver dirigit el personal aeri del Reichswehr durant vuit anys a la dècada de 1920, Wilberg tenia una experiència considerable i era ideal per a un lloc de personal superior. Göring va considerar la possibilitat de fer Wilberg Cap d'Estat Major (CS). No obstant això, es va revelar que la mare de Wilberg era jueva. Per aquest motiu, Göring no el podia tenir com a CS. No desitjant que el seu talent es perdés, Göring es va assegurar que les lleis racials del Tercer Reich no li fosin aplicables. Wilberg va romandre en el personal aeri, i sota Walther Wever va ajudar a elaborar els principals textos doctrinals de la Luftwaffe, "La conducta de la guerra aèria" i "Reglament 16".

### Preparació per a la guerra: 1933-1939

#### Els anys de Wever, 1933–1936

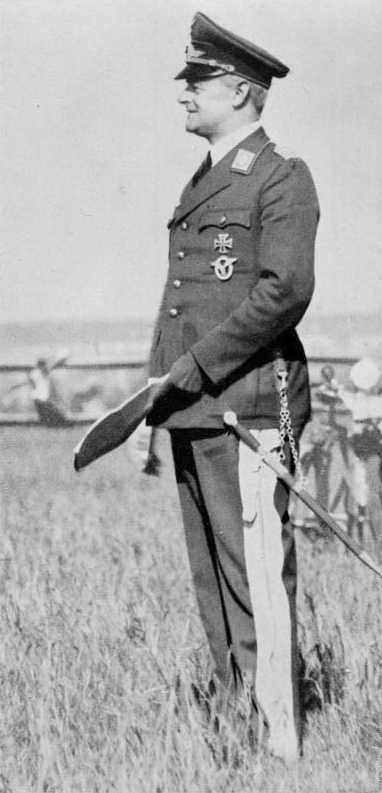
Walther Wever, cap de l'estat major de la Luftwaffe, 1933-1936

El cos d'oficials alemanys estava disposat a desenvolupar capacitats de bombardeig estratègic contra els seus enemics. No obstant això, les consideracions econòmiques i geopolítiques havien de tenir prioritat. Els teòrics del poder aeri alemany van continuar desenvolupant teories estratègiques, però es va posar èmfasi en el suport de l'exèrcit, ja que Alemanya era una potència continental i s'esperava afrontar operacions terrestres després de qualsevol declaració d'hostilitats.
Per aquestes raons, entre 1933 i 1934, la Luftwaffe ' lideratge s s'ocupa principalment dels mètodes tàctics i operatius. En termes aeris, el concepte d'exèrcit de Truppenführung era un concepte operatiu, a més d'una doctrina tàctica. A la Primera Guerra Mundial, l'inicial de Fliegertruppe (1914-1915) eren les Feldflieger Abteilung, unitats aèries d'observació/reconeixement, cadascun amb sis avions de dos seients cadascun, s'havien unit a les formacions militars específiques i va actuar com a suport. Les unitats de bombarders en picat es consideraven essencials per al Truppenführung, atacant el quarter general enemic i les línies de comunicació. El "Reglament 10: el bombarder" (Dienstvorschrift 10: Das Kampfflugzeug), publicat el 1934, defensava la superioritat aèria i les aproximacions a les tàctiques d'atac terrestre sense tractar qüestions operatives. Fins al 1935, el manual de 1926 "Directives per a la realització de la guerra aèria operativa" va continuar actuant com a principal guia per a les operacions aèries alemanyes. El manual va dirigir l'OKL a centrar-se en operacions limitades (no operacions estratègiques): la protecció d'àrees específiques i el suport de l'exèrcit en combat.
Amb un concepte tàctic-operatiu eficaç, els teòrics del poder aeri alemany necessitaven una doctrina i una organització estratègiques. Robert Knauss, un militar (no pilot) a la Luftstreitkräfte durant la Primera Guerra Mundial, i posteriorment pilot experimentat amb Lufthansa, va ser un destacat teòric del poder aeri. Knauss va promoure la teoria de Giulio Douhet segons el qual el poder aeri podia guanyar guerres sols destruint la indústria enemiga i trencant la moral enemiga "terroritzant la població" de les principals ciutats. Això defensava atacs contra civils. L'estat major va bloquejar l'entrada de la teoria de Douhet en la doctrina, per por de vagues de venjança contra civils i ciutats alemanys.
El desembre del 1934, el cap de l'Estat Major General de la Luftwaffe major general Walther Wever va tractar de modelar la doctrina batalla de la Luftwaffe en un pla estratègic. En aquest moment, Wever va realitzar jocs de guerra (simulats contra França) en un intent d'establir la seva teoria d'una força de bombardeig estratègica que, pensava, resultaria decisiva guanyant la guerra mitjançant la destrucció de la indústria enemiga, tot i que aquests exercicis també incloïen atacs tàctics contra les forces terrestres enemigues i les comunicacions. El 1935 es va elaborar el " Reglament 16 de la Luftwaffe : la conducta de la guerra aèria". A la proposta, es conclou: "La missió de la Luftwaffe és servir aquests objectius".
Corum afirma que sota aquesta doctrina, la direcció de la Luftwaffe va rebutjar la pràctica del "bombardeig de terror" (vegeu la doctrina de bombardeig estratègic de la Luftwaffe). Segons Corum, es va considerar que el bombardeig terrorista era "contraproduent", augmentant en lloc de destruir la voluntat de resistència de l'enemic. Aquestes campanyes de bombardeig van ser considerats com a desviació de les operacions principals de la Luftwaffe; la destrucció de les forces armades enemigues.
No obstant això, Wever va reconèixer la importància del bombardeig estratègic. En la doctrina recentment introduïda, La conducta de la guerra aèria el 1935, Wever va rebutjar la teoria de Douhet i va esbossar cinc punts clau de l'estratègia aèria:
1. Destruir la força aèria enemiga bombardejant les seves bases i fàbriques d'avions i derrotant les forces aèries enemigues que ataquen objectius alemanys.
2. Per evitar el moviment de grans forces terrestres enemigues cap a les zones decisives, destruint ferrocarrils i carreteres, en particular ponts i túnels, que són indispensables per al moviment i el subministrament de forces.
3. Donar suport a les operacions de les formacions de l'exèrcit, independents dels ferrocarrils, és a dir, les forces blindades i les forces motoritzades, impedint l'avanç de l'enemic i participant directament en operacions terrestres.
4. Donar suport a les operacions navals atacant bases navals, protegint les bases navals d'Alemanya i participant directament en batalles navals
5. Paralitzar les forces armades enemigues aturant la producció a les fàbriques d'armament.

Wever va començar a planificar una força de bombarders estratègics i va intentar incorporar el bombardeig estratègic a una estratègia de guerra. Creia que els avions tàctics només s'haurien d'utilitzar com a pas per desenvolupar una força aèria estratègica. Al maig de 1934, Wever va iniciar un projecte de set anys per desenvolupar l'anomenat "bombarder Ural", que podria atacar fins al cor de la Unió Soviètica. El 1935, aquesta competició de disseny va donar lloc als prototips Dornier Do 19 i Junkers Ju 89, tot i que tots dos estaven poc dotats. L'abril de 1936, Wever publica els requisits per al concurs de disseny "Bombarder A": un abast de 6.700 km (4.163 mi) amb una càrrega de bomba de 900 kg (1.984 lb). Tanmateix, la visió de Wever d'un bombarder "Ural" mai es va realitzar, i es va perdre el seu èmfasi en les operacions aèries estratègiques. L'única proposta de disseny per al "Bombarder A" de Wever que va arribar a la producció va ser el Projekt 1041 de Heinkel, que va culminar amb la producció i el servei de primera línia com l'únic bombarder pesat operatiu d'Alemanya, el Heinkel He 177, el 5 de novembre de 1937, data en què va rebre el seu número d'avió RLM.
El 1935, les funcions militars del RLM es van agrupar en Oberkommando der Luftwaffe (OKL; "Alt Comandament de la Força Aèria").
Després de la prematura mort de Walther Wever a principis de juny de 1936 en un accident relacionat amb l'aviació, a finals dels anys 30 la Luftwaffe no tenia cap propòsit clar. La força aèria no estava subordinada al paper de suport de l'exèrcit i no se li va assignar cap missió estratègica particular. La doctrina alemanya va caure entre els dos conceptes. La Luftwaffe havia de ser una organització capaç de dur a terme tasques de suport generals i amplis en lloc de qualsevol missió específica. Principalment, es va triar aquest camí per fomentar un ús més flexible de la força aèria i oferir a les forces terrestres les condicions adequades per a una victòria decisiva. De fet, en esclatar la guerra, només el 15% dels avions de la Luftwaffe es dedicaven a operacions de suport terrestre, en contra del mite de sempre que la Luftwaffe estava dissenyada només per a missions tàctiques i operatives.

#### Canvi de direcció, 1936–37

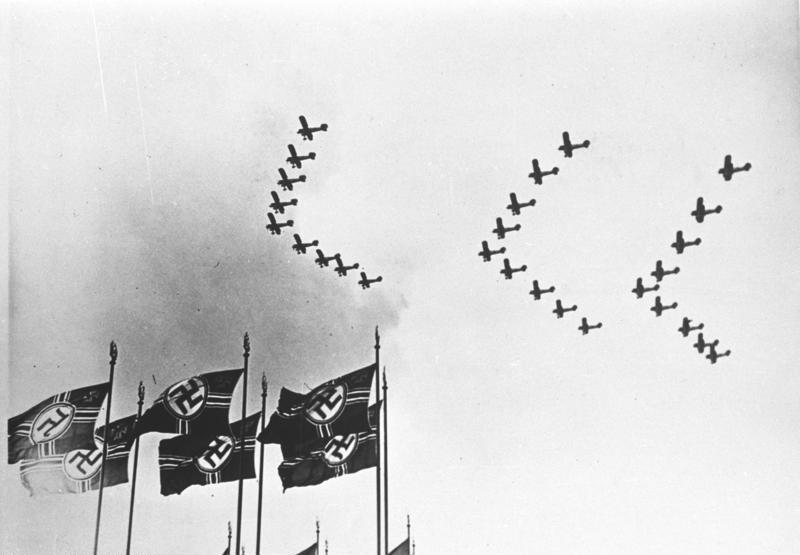
Desfilada de la Luftwaffe 1937

La participació de Wever en la construcció de la Luftwaffe va acabar bruscament el 3 de juny de 1936 quan va resultar mort juntament amb el seu enginyer en un Heinkel He 70 Blitz, irònicament el mateix dia que es va anunciar el seu concurs de disseny de bombarders pesats "Bomber A". Després de la mort de Wever, Göring va començar a interessar-se més pel nomenament d'oficials del personal de la Luftwaffe . Göring va nomenar el seu successor Albert Kesselring com a cap de gabinet i Ernst Udet al capdavant de l'Oficina Tècnica del Ministeri de l'Aire del Reich (Technisches Amt), tot i que no era un expert tècnic. Malgrat això, Udet va ajudar a canviar la direcció tàctica de la Luftwaffe cap als bombarders mitjans ràpids per destruir el poder aeri enemic a la zona de batalla en lloc de fer bombardeigs industrials sobre la seva producció d'aviació.
Kesselring i Udet no s'hi van posar. Durant l'època de Kesselring com a CS, 1936-1937, es va desenvolupar una lluita de poder entre els dos mentre Udet intentava ampliar el seu propi poder dins de la Luftwaffe. Kesselring també va haver de lluitar perquè Göring nomenés "homes sí" a llocs importants. Udet es va adonar de les seves limitacions i els seus fracassos en la producció i desenvolupament d'avions alemanys tindrien greus conseqüències a llarg termini.

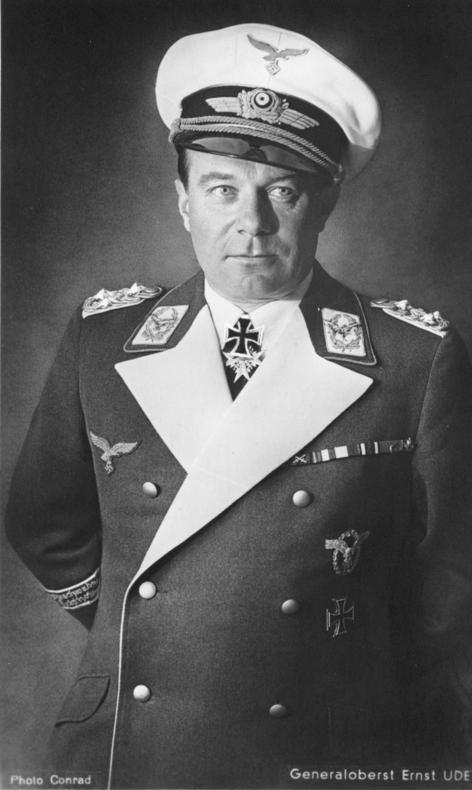
Ernst Udet. Juntament amb Albert Kesselring, Udet va ser l'encarregat d'establir la tendència de disseny dels avions alemanys. Udet es va centrar en les forces aèries de suport tàctic a l'exèrcit.

El fracàs de la Luftwaffe en avançar cap a la consecució d'una força de bombardeig estratègica es va atribuir a diversos motius. Molts membres del comandament de la Luftwaffe creien que els bombarders mitjans tenien força suficient per llançar operacions de bombardeig estratègic contra els enemics més probables d'Alemanya; França, Txecoslovàquia i Polònia. El Regne Unit presentava problemes més grans. El General der Flieger Hellmuth Felmy, comandant de la Luftflotte 2 el 1939, va ser acusat d'idear un pla per a una guerra aèria sobre les illes britàniques. Felmy estava convençut que la Gran Bretanya podia ser derrotada mitjançant un bombardeig moral. Felmy va assenyalar el suposat pànic que havia esclatat a Londres durant la crisi de Múnic, evidència que creia de la debilitat britànica. Una segona raó era la tècnica. Els dissenyadors alemanys mai no havien resolt els problemes relacionats amb les dificultats de disseny del Heinkel He 177 A, provocades per la necessitat, des del seu inici, el 5 de novembre de 1937, de tenir capacitats moderades de bombardeig en un avió de 30 metres d'envergadura. A més, Alemanya no posseïa els recursos econòmics per igualar els darrers esforços britànics i americans de 1943-1944, particularment en la producció massiva a gran escala de motors d'avions d'alta potència (amb una potència de més de 1.500 kW (2.000 CV). A més, l'OKL no havia previst l'esforç industrial i militar que requeriria un bombardeig estratègic. El 1939 la Luftwaffe no estava molt millor preparada que els seus enemics per dur a terme una campanya de bombardeig estratègic, amb resultats fatals durant la batalla d'Anglaterra.
El programa alemany de rearmament es va enfrontar a dificultats per adquirir matèries primeres. Alemanya va importar la majoria dels seus materials essencials per reconstruir la Luftwaffe, en particular cautxú i alumini. Les importacions de petroli eren particularment vulnerables al bloqueig. Alemanya va impulsar plantes de combustible sintètic, però encara no va satisfer les demandes. El 1937, Alemanya va importar més combustible del que tenia al començament de la dècada. L'estiu de 1938 només es podrien cobrir el 25% dels requisits. En els materials siderúrgics, la indústria funcionava amb prou feines el 83% de la capacitat i, al novembre de 1938, Göring va informar que la situació econòmica era greu. L'Oberkommando der Wehrmacht (OKW), el comandament general de totes les forces militars alemanyes, va ordenar la reducció de les matèries primeres i l'acer que s'utilitzaven per a la producció d'armament. Les xifres de reducció van ser substancials: 30% d'acer, 20% de coure, 47% d'alumini i 14% de cautxú. En aquestes circumstàncies, no va ser possible per a Milch, Udet o Kesselring produir una formidable força estratègica de bombardeig fins i tot si ho haguessin volgut.
El desenvolupament d'avions es limitava ara a la producció de bombarders mitjans bimotors que requerien molt menys material, mà d'obra i capacitat de producció d'aviació que el "Bombarder dels Urals" de Wever. La indústria alemanya podria construir dos bombarders mitjans per a un bombarder pesat i el RLM no es limitaria a desenvolupar un bombarder pesat que també trigaria temps. Göring va remarcar que "el Führer no preguntarà quant de grans són els bombarders, sinó només quants n'hi ha". La mort prematura de Wever, un dels millors oficials que van sortir de la Luftwaffe la deixa sense una força aèria estratègica durant la Segona Guerra Mundial, que finalment va resultar fatal per l'esforç de guerra alemany.
La manca de capacitat estratègica hauria d'haver estat evident molt abans. La crisi dels Sudets va posar de manifest la falta de preparació alemanya per dur a terme una guerra aèria estratègica (tot i que els britànics i els francesos es trobaven en una posició molt més feble) i Hitler va ordenar que la Luftwaffe s'ampliés fins a cinc vegades la seva mida anterior. L'OKL va descuidar greument la necessitat d'avions de transport; fins i tot el 1943, les unitats de transport es van descriure com a Kampfgeschwadern zur besonderen Verwendung (Unitats de bombarders en obligacions especials, KGzbV). i només agrupant-los en ales dedicades de transport de càrrega i personal (Transportgeschwader) durant aquest any. El març de 1938, mentre que l'Anschluss tenia lloc, Göring va ordenar a Felmy que investigués la possibilitat d'atacs aeris contra Gran Bretanya. Felmy va concloure que no era possible fins que es van obtenir bases a Bèlgica i els Països Baixos i que la Luftwaffe tenia bombarders pesats. Poc va importar, ja que l'Acord de Múnic va evitar la guerra i no va sorgir la necessitat d'avions de llarg abast.
Aquests fracassos no es van exposar fins a la guerra. Mentrestant, els dissenys alemanys d'origen de mitjans dels anys 30, com el Messerschmitt Bf 109, el Heinkel He 111, el Junkers Ju 87 Stuka i el Dornier Do 17, van tenir un rendiment molt bo. Tots van veure per primera vegada un servei actiu a la Legió Còndor contra avions subministrats pels soviètics. La Luftwaffe també es va adonar ràpidament que els dies del caça biplà havien acabat, el Heinkel He 51 va passar al servei com a avió d'entrenament. Particularment impressionants van ser els Heinkel i Dornier, que van complir els requisits de la Luftwaffe per als bombarders que eren més ràpids que els combatents de la dècada de 1930, molts dels quals eren biplans o monoplans reforçats amb puntals.
Tot i la participació d'aquests avions (principalment a partir de 1938), va ser el venerable Junkers Ju 52 (que aviat es va convertir en la columna vertebral del Transportgruppen) el que va fer la principal contribució. Durant la guerra civil espanyola, Hitler va remarcar que "Franco hauria d'erigir un monument per a la glòria dels Junkers Ju 52. És l'avió que la revolució espanyola ha d'agrair per la seva victòria".

#### Bombarders en picat

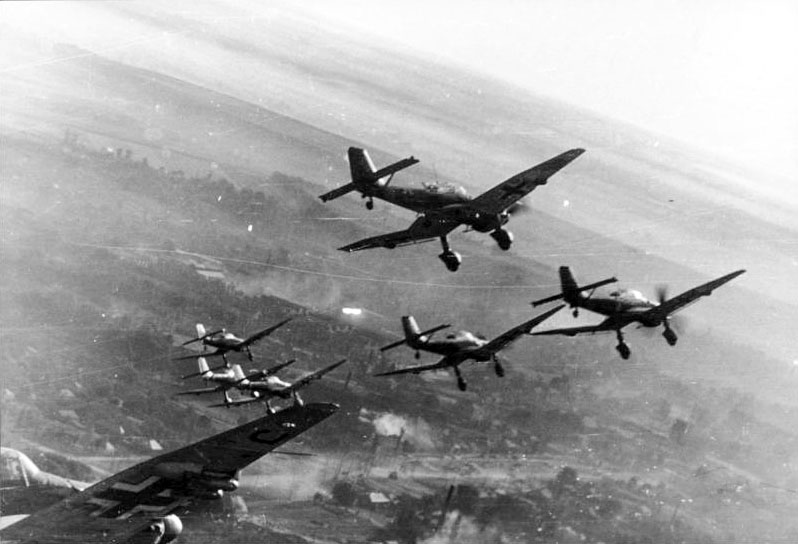
Junkers Ju 87 Ds sobre el front oriental, hivern 1943–44

La mala precisió dels bombarders a nivell el 1937 va portar la Luftwaffe a copsar els beneficis del bombardeig en picat. Aquests últims podrien aconseguir una precisió molt millor contra objectius tàctics terrestres que els bombarders convencionals més pesats. El rang no va ser un criteri clau per a aquesta missió. No sempre era factible que l'exèrcit traslladés artilleria pesada sobre territori capturat recentment per bombardejar fortificacions o donar suport a les forces terrestres, i els bombarders podrien fer la feina més ràpidament. Els bombarders en picat, sovint màquines bimotors monomotors, podrien aconseguir millors resultats que els avions més grossos de sis o set homes, a una dècima part del cost i quatre vegades la precisió. Això va fer que Udet defensés el bombarder, especialment el Junkers Ju 87.
La "història amorosa" d'Udet amb bombarders en picat va afectar greument el desenvolupament a llarg termini de la Luftwaffe, especialment després de la mort del general Wever. Els programes d'atacs d'atac tàctic havien de servir com a solucions provisionals fins que va arribar la següent generació d'avions. El 1936, el Junkers Ju 52 era l'eix vertebrador de la flota alemanya de bombarders. Això va provocar una pressa per part del RLM per produir els Junkers Ju 86, Heinkel He 111 i Dornier Do 17 abans que es fes una avaluació adequada. El Ju 86 era pobre, mentre que el He 111 mostrava la major promesa. La guerra civil espanyola va convèncer Udet (juntament amb una producció limitada de la indústria alemanya de municions) que el malbaratament no era acceptable en termes de munició. Udet va intentar construir bombes en picat al Junkers Ju 88 i va transmetre la mateixa idea, iniciada específicament per l'OKL per al Heinkel He 177, aprovat a principis de novembre de 1937. En el cas del Ju 88, es van haver de fer 50.000 modificacions. El pes es va augmentar de set a dotze tones. Això va provocar una pèrdua de velocitat de 200 km/h. Udet només va transmetre a Ernst Heinkel la sol·licitud de capacitat de bombardeig en picat de l'OKL a Ernst Heinkel sobre el He 177, que es va oposar vehementment a aquesta idea, que va arruïnar el seu desenvolupament com a bombarder pesat. Göring no va ser capaç de rescindir el requisit de bombardeig per al He 177A fins al setembre de 1942.

#### Mobilització, 1938–1941
A l'estiu de 1939, la Luftwaffe tenia preparats per al combat nou Jagdgeschwader (ales de combat) equipades majoritàriament amb el Messerschmitt Bf 109E, quatre Zerstörergeschwader (ales destructores) equipades amb el Messerschmitt Bf 110 pesat, 11 Kampfgeschwader (ales de bombarder) equipades principalment amb el Heinkel He 111 i el Dornier Do 17Z, i quatre Sturzkampfgeschwader (ala de bombarders en picat) armats principalment amb l'emblemàtic Junkers Ju 87 B Stuka. La Luftwaffe tot just començava a acceptar el Junkers Ju 88A per al servei, ja que havia tingut dificultats de disseny, amb només una dotzena d'avions del tipus considerades preparades per al combat. La força de la Luftwaffe en aquest moment es va situar en 373.000 persones (208.000 aviadors, 107.000 en l'artilleria i 58.000 en senyals). Disposava de 4.201 avions operatius: 1.191 bombarders, 361 bombarders, 788 caces, 431 caces pesats i 488 transports. Tot i les deficiències, era una força impressionant.
No obstant això, fins i tot a la primavera de 1940, la Luftwaffe encara no s'havia mobilitzat completament. Tot i l'escassetat de matèries primeres, el Generalluftzeugmeister Ernst Udet havia augmentat la producció mitjançant la introducció d'una jornada laboral de 10 hores per a les indústries aeronàutiques i la racionalització de la producció. Durant aquest període es van aixecar i equipar 30 Kampfstaffeln i 16 Jagdstaffeln. Es van crear cinc Zerstörergruppen més ("grups de destructors") (JGr 101, 102,126,152 i 176), tots equipats amb el Bf 110.
La Luftwaffe també va ampliar en gran manera els seus programes d'entrenament de la tripulació a un 42% a 63 escoles de vol. Aquestes instal·lacions es van traslladar a l'est d'Alemanya, lluny de possibles amenaces aliades. El nombre de tripulants va arribar als 4.727, amb un augment del 31%. No obstant això, la pressa per completar aquest esquema d'expansió ràpida va provocar la mort de 997 efectius i 700 ferits més. 946 avions també van ser destruïts en aquests accidents. El nombre de les tripulacions de completar la seva formació va ser fins a 3.941 homes: la Luftwaffe disposava ara de 2,2 milions de membres.
L'abril i el maig de 1941, Udet va dirigir la delegació de la Luftwaffe inspeccionant la indústria aeronàutica soviètica en compliment del Pacte Mólotov-Ribbentrop. Udet va informar a Göring "que les forces aèries soviètiques són molt fortes i tècnicament avançades". Göring va decidir no denunciar els fets a Hitler, amb l'esperança que un atac sorpresa destruís ràpidament l'URSS. Udet es va adonar que la propera guerra contra Rússia podria paralitzar Alemanya. Udet, trencat entre la veritat i la lleialtat, va patir un trencament psicològic i fins i tot va intentar dir-li la veritat a Hitler, però Göring va dir a Hitler que Udet mentia, i després va controlar Udet donant-li drogues a les festes i a les sortides de caça. L'estat psicològic i d'alcohol de Udet es va convertir en un problema, però Göring va utilitzar la dependència d'Udet per manipular-lo.

### La guerra: 1939-1945

#### Invasió de Polònia
L'1 de setembre de 1939 les forces alemanyes van envair Polònia, provocant la Segona Guerra Mundial. La Luftwaffe va començar la invasió bombardejant la indefensa ciutat de Wieluń. La Luftwaffe va ser un component instrumental del pla de batalla Blitzkrieg. Es van assignar dues flotes a la campanya. La Luftflotte 1 d'Albert Kesselring estava equipada amb 807 avions, que van ser augmentats per 92 hidroavions del Fliegerfuhrer der Seeluftstreitkrafte. La Luftflotte 4 d'Alexander Löhr tenia 627 avions, augmentats per 30 avions eslovacs. Altres 406 caces van ser retinguts com a part de la defensa local contra un possible atac polonès, mentre que altres 333 avions de reconeixement, sota el comandament de Kommandeur der Luftwaffe, estaven units a l'exèrcit.
Els bombarders en picat Junkers Ju 87 Stuka van dur a terme la primera missió de la campanya, vint minuts abans que la guerra fos anunciada oficialment. Els bombarders van aconseguir la primera victòria aèria de la guerra quan el Kettenführer Leutnant Frank Neubert va disparar un avió de combat polonès PZL P.11c pilotat pel capità Mieczysław Medwecki.
La Força Aèria Polonesa va ser derrotada en poc més de dues setmanes. Els polonesos havien distribuït els seus avions operatius als aeròdroms satèl·lits, de manera que el que quedava als aeròdroms era un avió inutilitzable que després va ser destruït per la Luftwaffe, que és l'origen de la declaració incorrecta que la força aèria polonesa va ser destruïda a terra.
Les unitats de bombarders polonesos van intentar atacar les divisions Panzer (blindades) alemanyes i frenar la velocitat de l'avanç. Les unitats equipades amb bombarders PZL.37 Łoś van ser destruïdes en pocs dies. El Messerschmitt Bf 110 estava demostrant ser més que capaç tant en el paper d'intercepció d'escorta com de bombarder i va representar la majoria d'aquestes victòries, cosa que va agradar a Hermann Göring, un fan del bimotor pesat.
Les unitats de caces poloneses encara estaven actives i causaven petites pèrdues a La Luftwaffe, però els Jagd i els Zerstörergruppen augmentaven el seu paper d'atac terrestre. Com a resultat, molts combatents polonesos van ser atrapats enlairant-se quan es trobaven amb un desavantatge considerable. Va ser el suport aeri indirecte més que directe el que va guanyar la superioritat aèria de La Luftwaffe. En destruir les comunicacions, la Luftwaffe va augmentar el ritme de l'avanç que va sobrepassar les pistes d'aterratge poloneses i els llocs d'alerta primerenca i va causar problemes logístics a les forces poloneses. Moltes unitats de la Força Aèria polonesa ja tenien poc subministrament, 98 del seu nombre es van retirar a la Romania neutral (en aquell moment). La seva força inicial de 397 s'havia reduït a només 54 el 14 de setembre i l'oposició aèria pràcticament va cessar.
Part de les operacions de La Luftwaffe van consistir en la destrucció de la petita però moderna armada polonesa. La Luftwaffe tenia poques unitats capaces d'efectuar operacions contra la navegació. Una d'aquestes unitats era 4. (St) / TrGr 186: una unitat Stuka que originalment havia estat entrenada per operar des del portaavions alemany Graf Zeppelin. 4. (St) / TrGr 186 l'èxit més notable va ser enfonsar el destructor Wicher i el minador Gryf.
La Luftwaffe havia tingut èxit en la neutralització de l'energia aèria i marítima polonesa els primers dies de la campanya i, amb superioritat aèria establerta, La Luftwaffe era lliure de concentrar-se en atacar els enllaços de subministrament i comunicació amb efectes devastadors. Es va negar al caduc exèrcit polonès la mobilitat que li quedava ja que viatjar per carretera es feia perillós i les xarxes ferroviàries havien estat en gran part destruïdes.
El Stuka es va convertir en el símbol de la màquina de guerra alemanya durant tota la campanya. Operant sense oposició, donava suport a les divisions Panzer actuant com a artilleria volant. En una ocasió, sis divisions poloneses atrapades per les forces alemanyes circumdants es van veure obligades a rendir-se després d'un implacable assalt de quatre dies per part de StG 51, StG 76 i StG 77. Les bombes de fragmentació de 50 kg que van provocar un dany espantós a les tropes terrestres enemigues van ser obligades a rendir-se.. Desmoralitzats, els polonesos es van rendir.
La Wehrmacht, però, va rebre un xoc poc després. Els exèrcits polonesos "Poznan" i "Pomorze" van contraatacar, amenaçant de trencar el flanc del 8. Armée el 10.. Es va demanar a La Luftwaffe un esforç màxim en el que es va conèixer com la batalla de Bzura. L'ofensiva de La Luftwaffe va trencar el que quedava de la resistència polonesa en una "impressionant demostració de poder aeri". La Luftwaffe va destruir ràpidament els ponts a través del riu Bzura. Després, les forces poloneses van quedar atrapades al descobert i van ser atacades per onada rere onada de Stukas, llançant 50 bombes lleugeres que van causar un gran nombre de baixes. Les posicions de flak poloneses es van quedar sense municions i es van retirar als boscos, però van ser després "fumades" pels Heinkel He 111s i Dornier Do 17s que van deixar caure incendiaris de 100 kg. La Luftwaffe havia deixat l'exèrcit amb la senzilla tasca de netejar els supervivents. Només el Sturzkampfgeschwader va llançar 388 tones de bombes durant aquesta batalla.
La despesa de municions va superar les expectatives. La Luftwaffe havia gastat un terç dels seus explosius (unes 3.000 tones). Els 'avions de La Luftwaffe havia funcionat bé. El Dornier Do 17 i el Heinkel He 111 van ser més ràpids que els combatents polonesos i van ser capaços de superar-los. Moltes pèrdues es van produir a causa del foc antiaeri. Segons un informe del Quarter General de La Luftwaffe del 28 de setembre de 1939, les forces alemanyes van perdre 285 avions per totes les causes, mentre que 279 avions van ser danyats al 10% o més i van ser cancel·lats o van necessitar reparacions importants. Les pèrdues de la tripulació van ser de 189 morts, 126 ferits i 224 desapareguts.
La resistència polonesa va acabar completament el 6 d'octubre de 1939.

#### Noruega i Dinamarca
La Luftwaffe havia reunit 527 avions per a la campanya a Escandinàvia, incloent 300 bombarders mitjans i 50 bombarders en picat Stuka. Els alemanys també havien desplegat més de 40 avions de reconeixement d'hidroavions i 200 transports Junkers Ju 52 per transportar forces d'ocupació i paracaigudistes Fallschirmjäger. Les forces aèries oposades de Dinamarca i Noruega estaven mal equipades. Els danesos només tenien 89 avions de combat (i només 12 dels relativament moderns Fokker D XXI) i els noruecs una força de 74.
L'operació Weserübung va començar el 9 d'abril de 1940 al matí. L'únic compromís hostil en què va participar la Luftwaffe sobre Dinamarca va ser el primer dia de la invasió, quan un vol de Bf 110s of 1./ZG 1 (Zerstörergeschwader 1) va disparar un Fokker CV que s'enlairava en una missió de reconeixement des de l'aeròdrom de Vaerlose. La resta de màquines van ser destruïdes o greument danyades per les travesses terrestres. Dinamarca va ser pràcticament envaïda en 24 hores i va capitular. Els avions danesos supervivents van ser confiscats primer i més tard a la guerra van ser confiscats i utilitzats per a la formació de La Luftwaffe. Durant la invasió es va produir un incident important a la ciutat d'Aalborg, quan l'Oberleutnant Victor Mölders (germà de Werner Mölders) va prendre la rendició oficial de la ciutat després d'aterrar al camp d'aviació local. Vestit amb equip de vol, un lleter va portar-lo fins al centre de la ciutat per trobar un allotjament adequat per a les tripulacions de Bf 110 de I./ZG 1.
La invasió alemanya de Noruega també va començar aquell dia i, encara que inferiors a l'aire, els noruecs van resistir considerablement. La força aèria noruega al voltant d'Oslo consistia en només 24 avions de combat, inclosos cinc biplans Tiger Moth ; aquesta força va ser destruïda o capturada al vespre. Després de la lluita del primer dia, la força aèria noruega va caure a 54.
Un notable fracàs de la Luftwaffe durant la invasió inicial va ser causat pels Stukas de Sturzkampfgeschwader I./StG 1, que no van aconseguir silenciar les bateries de la fortalesa d'Oscarsborg, contribuint així a la pèrdua del creuer pesat Blücher i causant la interrupció dels aterratges 'amfibis a Oslo a través d'Oslofjord.
La Luftwaffe va patir pèrdues considerables a l'aeroport de Fornebu, a Oslo, en què els Gloster Gladiators noruecs van abatre un avió de transport a canvi d'una sola pèrdua. Els noruecs van continuar tenint l'aeroport i diversos Ju 52 van ser obligats a aterrar sota foc provocant pèrdues considerables als transports. Helmut Lent, un futur as de caça nocturn, va destruir dos Gladiators i després va procedir a atacar els defensors. Els Bf 110 es quedaven sense combustible i la situació es tornava crítica, fins que es van acostar més Ju 52 i van desgorjar les tropes aerotransportades que van assegurar ràpidament l'aeròdrom.
Amb el suport de la Luftwaffe, la Wehrmacht havia establert una presa de peus a Noruega. Els alemanys havien volat 680 sortides i havien perdut 43 avions destruïts o danyats. En els dies vinents la Luftwaffe establiria la superioritat aèria. El comandament de caces de la RAF, el comandament de bombarders de la RAF i el Braç Aeri de la Flota continuar donant suport a les forces aliades, però van patir fortes pèrdues a mans de la Luftwaffe.
La Luftwaffe també havia abonyegat la Royal Navy durant les primeres fases de la invasió. Junkers Ju 88 del KG 30 i Heinkels He 111s del KG 26 van aconseguir danyar el cuirassat HMS Rodney i enfonsar el destructor HMS Gurkha. Els Focke-Wulf Fw 200 "Condors" es van utilitzar per patrullar la costa i informar de les posicions de navegació als Kampfgruppen de la Luftwaffe i als submarins de la zona. El sud de Noruega estava efectivament en mans alemanyes el 20 d'abril, però els combats al nord i al centre de Noruega van durar algunes setmanes. La campanya noruega es va allargar fins al juny de 1940 i, amb els desastres patits pels aliats a França, les forces britàniques i franceses es van retirar i Noruega va capitular.
La campanya havia costat 260 avions a la Luftwaffe, dels quals 86 eren de transport. Les baixes de personal van ser de 342 morts i 448 desapareguts. Havia destruït 96 avions britànics (43 en combat aire-aire) i enfonsat un creuer, sis destructors, 21 altres vaixells de guerra d'altres tipus i 21 vaixells mercants. Les pèrdues de transport de la Luftwaffe, tot i que fortes, van ajudar a subministrar combustible i subministraments a l'exèrcit en 3.018 missions al llarg de la batalla. La Luftwaffe sens dubte havia decantat el balanç de la campanya a favor d'Alemanya, sense que l'avantatge dels aliats a terra i mar podria haver derrotat la invasió. Durant la resta de l'any, la Luftwaffe es trobaria amb un nombre creixent de Hawker Hurricane i Supermarine Spitfire, avions que eren molt més ràpids que la flota de bombarders de la Luftwaffe; les futures campanyes, tot i que reeixides, resultarien molt més costoses.

#### França, Bèlgica i els Països Baixos

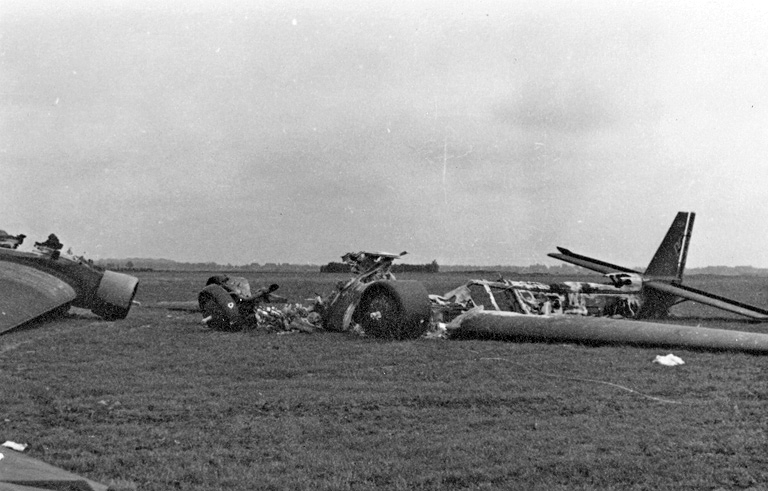
Un transport alemany Junkers Ju 52 cremat a un camp holandès. El 50% del Transportgruppen de la Luftwaffe va ser destruït durant l'assalt

El 10 de maig de 1940, la Wehrmacht va llançar la invasió de França i els Països Baixos. La primera fase de la invasió Fall Gelb va exigir una invasió dels Països Baixos i Bèlgica en què els alemanys van predir correctament que les forces franceses i britàniques penetrarien a Bèlgica per aturar els avenços cap a França. Gelb donaria llavors el cop principal, ja que la majoria de les divisions blindades alemanyes atacarien travessant les Ardenes i tallarien les forces aliades al nord de França, deixant la resta del país indefensa.
La campanya polonesa havia donat a la Luftwaffe valuoses lliçons. Ja no es pensava que pogués acabar amb la potència aèria francesa i britànica immediatament a terra, tot i que Albert Kesselring (comandant de la Luftlotte 3) esperava que això s'aconseguís contra els holandesos i els belgues. L'Armée de l'air francès comptava amb 1.562 avions i la força inicial del Comandament de Caces de la RAF era de 680 aparells, mentre que el  Comandament de Bombarders podia contribuir amb uns 392 avions a les operacions.
La Luftwaffe només va atacar un grapat d'aeròdroms a França durant el primer dia de la campanya, ja que la major part dels esforços es van desviar cap a operacions de suport terrestre. Als Països Baixos, la Luftwaffe va fer un ús extensiu de paracaigudistes i forces traslladades per planadors (finalment amb poc efecte). la Luftwaffe havia comès una força de 1.815 combats, 487 transports i 50 avions planadors per a la invasió dels Països Baixos.
Les forces aèries oposades de Bèlgica (l'Aéronautique militaire - AeMI) i els Països Baixos (Militaire Luchtvaart - ML) eren molt inferiors quant a equipament i nombre, la Força Aèria holandesa utilitzava en gran manera biplans. El ML tenia només 144 avions però, com el polonès, estaven ben dispersos. Després dels primers dies d'operacions, la meitat de la força del ML havia estat destruïda. Durant els quatre dies que va resistir la Luftwaffe, va representar només un grapat d'avions de la Luftwaffe abatuts.
Les dificultats de la Luftwaffe durant la campanya noruega van ressorgir als Països Baixos. Els aeròdroms de la Haia havien de ser capturats per planadors i paracaigudistes, però els holandesos havien fortificat fort la zona i havien preparat obstacles per dificultar els intents d'aterratge. Gran part del sòl també era suau, provocant que molts transports s'enfonsessin a l'herba, cosa que els feia molt vulnerables al foc d'artilleria enemic. La RAF es va desplegar ràpidament als Països Baixos per oferir suport a la ML. Juntament amb artilleria antiaèria holandesa, va causar greus pèrdues als Transportgruppen, 125 Ju 52 en total, van ser destruïts i 47 danyats, cosa que representa el 50% de la força de la flota.
El 14 de maig, els holandesos van iniciar les negociacions per l'alto el foc. El 14 de maig la ciutat de Rotterdam va ser bombardejada per la Luftwaffe. Els holandesos es van rendir oficialment el 15 de maig. Algunes forces holandeses van continuar resistint a Zeeland per permetre l'evacuació de les forces franceses i britàniques.
La Luftwaffe va tenir un èxit molt millor a Bèlgica. Després d'haver completat exhaustives missions de reconeixement fotogràfic, va destruir 83 dels 179 avions de l'Aéronautique militaire en les primeres 24 hores. La força aèria belga va fer 77 missions operatives però va contribuir poc a la campanya aèria. A la Luftwaffe se li va assegurar la superioritat aèria sobre els Països Baixos.
La fortalesa belga d'Eben Emael va ser presa el 10 de maig. Aquesta acció es va dur a terme amb èxit per les tropes transportades en planadors DFS 230, 85 paracaigudistes de la 1a divisió Fallschirmjäger dirigida per l'oberleutnant Rudolf Witzig. Reforçat pel 151è Regiment d'Infanteria alemany i l'11 de maig es van rendir 1.200 soldats belgues a la fortalesa. Malgrat l'assistència de la RAF i francesa, Bèlgica es va rendir el 28 de maig. Els primers nou dies de la campanya les pèrdues de l'Armée de l'air van superar les de les altres forces aèries aliades, perdent 420 avions per totes les causes. La RAF en perdria 203, inclosos 128 a terra.
Durant les operacions Blitzkrieg de Fall Gelb i Fall Rot, com a Polònia, va ser el Stuka el que va destacar. Els Stukas van patir un pesat pes de les forces navals i terrestres aliades. La seva capacitat per lliurar càrregues útils precises amb precisió i les seves sirenes psicològiques criades es va convertir en el flagell dels aliats. Tot i que armat lleugerament, lentament i manejable, la Luftwaffe havia establert una superioritat aèria virtual i Stukas havia d'operar sense molta oposició. Considerats com a "artilleria voladora", els Stukas van respondre a les crides de les divisions Panzer netejant bosses de resistència al llarg de l'eix d'avanç. Els Stukas funcionaven pràcticament als límits del seu abast, fins a la introducció del Ju 87R, que proporcionava un abast ampli. Més de 120 Stukas van ser destruïts o danyats durant la campanya (principalment per foc terrestre), que representava gairebé un terç de la força de les armes Stuka.
Els intents aliats de frenar l'avanç arran de la batalla de Dunkerque (vegeu també Evacuació de Dunkerque) mitjançant el bombardeig de les forces alemanyes que avançaven van fracassar amb fortes pèrdues. El 14 de maig de 1940, un dia que la Luftwaffe va anomenar "el dia dels caces", els bombarders aliats van intentar aturar la Wehrmacht creuant el riu Mosa, però protegits inadequadament van patir pèrdues espantoses a mans dels caces de la Luftwaffe. Més de 120 Bf 109 van destruir tants avions francesos i britànics (90 dels quals eren bombarders) durant els combats del dia.
Ja el 16 de maig, la posició francesa a terra i a l'aire esdevenia desesperada. Van pressionar els britànics perquè comprometessin més grups de combatents de la RAF a la batalla. Hugh Dowding, comandant en cap del Comandament de Comandament de la RAF es va negar, argumentant que si França es col·lapsava, la força de combat britànica quedaria severament debilitada.
El fracàs operatiu més important de la Luftwaffe durant aquestes campanyes va ser la incapacitat d'evitar l'embarcament de la major part de la Força Expedicionària Britànica al maig-juny de 1940. Tot i que es pot argumentar que Hitler en va ser el responsable, tement que les pèrdues de les divisions Panzer esgotessin l'avanç cap a França cap al sud i recordant com el 1914 les vies fluvials del nord-est de França havien empantanegat el flanc nord alemany, va impedir l'empenta que l'hauria atorgat a totes les forces terrestres aliades del continent. Durant la batalla de Dunkerque, la Luftwaffe va fer 1.882 missions de bombardeig i 1.997 de combat. Les pèrdues alemanyes sobre Dunkerque van representar només el 2% de les seves pèrdues durant la campanya, menys de 100 avions. Les pèrdues britàniques van sumar el 6% de les seves pèrdues totals durant la campanya francesa, inclosos 60 preciosos pilots de combat.
La segona i última fase del pla alemany va ser Fall Rot. la Luftwaffe va donar suport a l'exèrcit que avançava ràpidament cap al sud de França iniciant diverses ofensives com l'Operació Paula. L'oposició a l'aire, significativa al principi, va desaparèixer. L'Armée de l'air estava ara absent en gran part dels cels francesos. Gairebé 1.000 dels seus avions van ser destruïts i capturats als aeròdroms de París després de la caiguda de la ciutat el 14 de juny.
A principis de Fall Rot, la indústria aeronàutica francesa havia assolit una producció considerable i calculava la seva força en gairebé 2.000. Tot i que la manca crònica de peces va paralitzar aquesta gesta industrial. Només el 29% (599) avions eren útils, dels quals 170 eren bombarders, dels quals tots eren molt inferiors i vulnerables als Jagdgruppen de la Luftwaffe equipats amb el Bf 109 E.
Les forces terrestres franceses, ara soles després de Dunkerque, pràcticament no tenien cap cobertura aèria i, com a resultat, la Luftwaffe va ser capaç de permetre que grans formacions dels seus Stukas i bombarders funcionessin sense escortes, i els caces eren lliures de fer epassades per eliminar qualsevol oposició aèria. que va quedar. S'estima que les forces franceses van perdre 1.274 avions destruïts durant la campanya, i els britànics van patir pèrdues de 959 (477 caces).
La batalla per França havia costat a la Luftwaffe el 28% de la seva força de primera línia, destruïts uns 1.428 avions. 488 més van resultar danyats, fet que va afectar negativament un 36% de la força de la Luftwaffe. La Luftwaffe encara conservava una reserva total de 10.000 pilots, que serien necessaris en la batalla de desgast que havia de seguir sobre les illes britàniques.

#### La Batalla d'Anglaterra

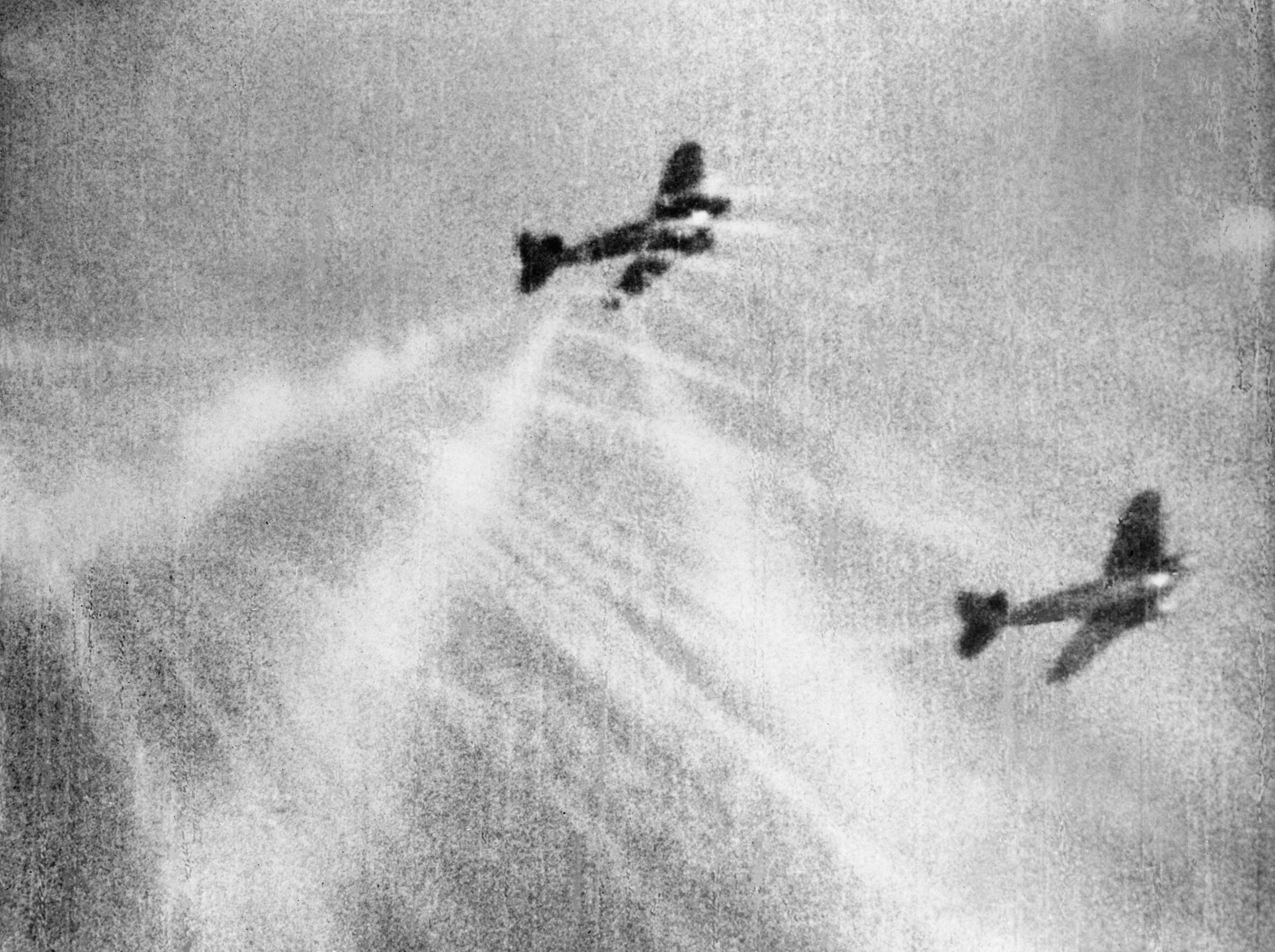
La pel·lícula de la càmera d'armes mostra municions traçadores d'un Supermarine Spitfire Mark I de l' Esquadró 609, pilotat pel tinent de vol JHG McArthur, colpejant un Heinkel He 111 al seu estribord.

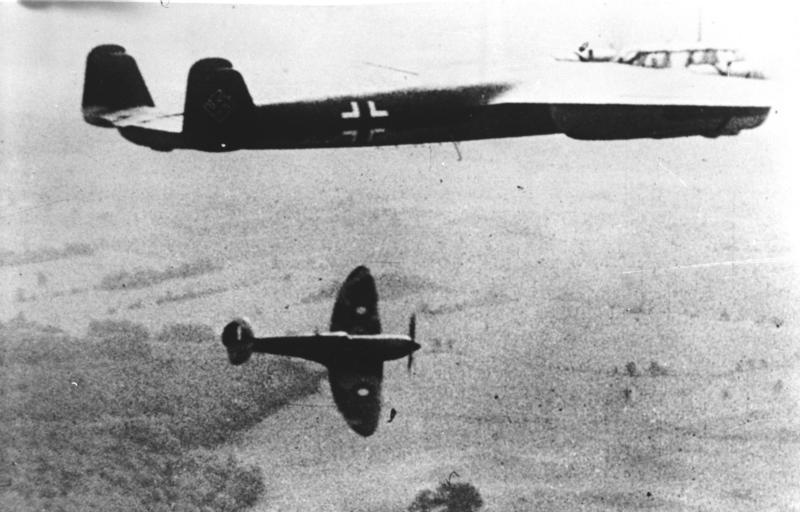
Un Dornier Do 17 i un Spitfire en batalla

Després de l'èxit de la campanya a França, i com a requisit previ per a l'operació Lleó Marí, la invasió de Gran Bretanya, la Royal Air Force (RAF) havia de ser derrotada. Els èxits anteriors havien provocat que Göring tingués massa confiança en les seves habilitats i li fes presumir que la RAF seria derrotada en qüestió de dies.
La Luftwaffe havia estat dissenyada com una força aèria tàctica per donar suport a les forces terrestres al camp de batalla i havia operat d'aquesta manera durant les campanyes continentals amb un enorme èxit. A la batalla d'Anglaterra, però, es va ordenar a la Luftwaffe que actués sola, com a arma estratègica. Aquest nou paper era una cosa per a la qual la Luftwaffe mai havia estat dissenyada: no tenia els bombarders estratègics i els caces de llarg abast necessaris per iniciar una campanya de bombardeig estratègic. Per tant, la primera tasca de la Luftwaffe va ser garantir la supremacia aèria sobre el sud-est d'Anglaterra, per obrir el camí a una flota d'invasió.
La Luftwaffe va comprometre tres Luftflotten a la campanya. La Luftflotte 2, sota la direcció de Generalfeldmarschall Albert Kesselring, va ser assignada a objectius del sud-oest i la zona de Londres. La Luftflotte 3, dirigida per Generalfeldmarschall Hugo Sperrle, va dirigir-se als West Midlands i al nord-oest d'Anglaterra. La Luftflotte 5, dirigida pel generaloberst Hans-Jürgen Stumpff i amb seu a Noruega, es va desplegar contra objectius al nord d'Anglaterra i Escòcia. Les incursions contra el nord van ser desastroses per a la Luftwaffe, i els alemanys mai no van intentar incursions a gran escala contra el nord d'Anglaterra. Es van desplegar els bombarders en picat Stuka al principi en incursions al sud d'Anglaterra, però van funcionar malament i molts van ser abatuts per la RAF. Es van haver de retirar de la batalla.
En general, les tripulacions aèries alemanyes tenien més experiència, però el nivell d'avions de caça era uniforme. El Bf 109E va ser lleugerament millor en totes les rondes que el Hawker Hurricane, però el Bf 109 i el Supermarine Spitfire estaven igualats. El Bf 109 era més ràpid a gran altura i el Spitfire tenia l'avantatge a altures mitjanes. Els Messerschmitt portaven armament pesat en forma de dos canons MG FF de 20 mm. Un avantatge significatiu per al caça alemany era el seu motor d'injecció de combustible, que li permetia realitzar maniobres en negatiu-G sense que el motor es tallés. Els Spitfire i Hurricane no tenien aquesta capacitat. El bimotor Messerschmitt Bf 110 havia tingut un bon rendiment en les campanyes anteriors. Estava ben armat i tenia un radi d'acció com per escoltar els bombarders fins a un territori enemic, del qual faltava el Bf 109. El seu defecte fatal era que, en comparació amb els combatents britànics, era poc maniobrable i, per tant, vulnerable.
L'agost de 1940, la RAF va evitar per poc la derrota. Va ser una batalla tancada i, a finals d'agost, amb la Luftwaffe atacant els aeròdroms de la RAF i les comunicacions al sud-est d'Anglaterra, la situació s'havia desesperat. La RAF va comprometre les seves darreres reserves, formades en gran part per pilots inexperts amb només hores d'entrenament de combat. Saundby conclou, "si els alemanys haguessin persistit en la seva política durant quinze dies més, el resultat hauria estat desastrós per al Comandament de Combat". També subratlla la pressió exercida per les Luftwaffe sobre les unitats de combat, "Els esquadrons més afectats van ser enviats al nord a sectors més tranquils per recuperar-se, però els esquadrons" descansats "massa aviat haurien de tornar al sud-est".

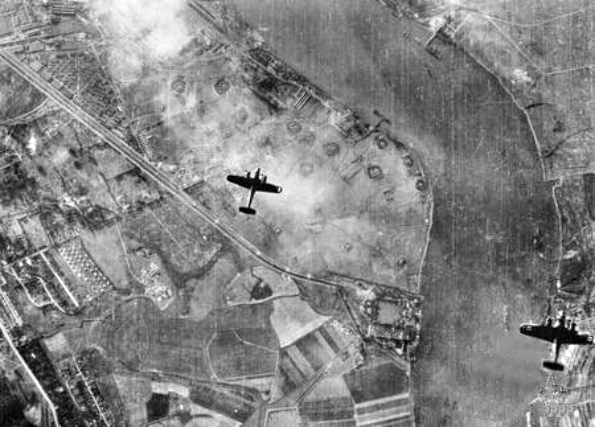
Dos Do 17Z sobre el Tàmesi.

El pla essencial per a la invasió era la superioritat aèria sobre els caps de platja. Göring va convèncer Hitler que la guerra aèria estava gairebé guanyada i que, de fet, la RAF estava a punt de morir. Hitler va canviar els objectius a Londres. Esperava extreure la RAF i destruir completament la seva força restant, mentre que devastava la moral civil a través del bombardeig massiu. Va ser finalment aquest error crític el que va ajudar a conduir a la recuperació del Comandament de Caces. Es van reparar els aeròdroms i es va estabilitzar el nombre de pilots i es va anar incrementant progressivament gràcies a l'afluència de nous pilots.
El 15 de setembre de 1940 Göring va enviar prop de 1.000 avions contra Londres patint pèrdues de 175 avions destruïts o danyats durant els combats del dia. El 17 de setembre de 1940, Hitler va ajornar la invasió. la Luftwaffe va passar a una campanya de bombardeig terrorista contra ciutats britàniques que va durar fins a la primavera de 1941, quan la majoria de les unitats de bombarders van ser redistribuïdes per la imminent invasió de la Unió Soviètica Les incursions sovint van causar danys espectaculars, però van fer poc perjudicar l'esforç bèl·lic britànic. Hitler va posposar de nou la invasió el 13 d'octubre de 1940 fins a la primavera de 1941. Però el 18 de desembre de 1940 Hitler va dictar la Directiva 21, iniciant els preparatius per a l'atac a la URSS, cancel·lant efectivament la invasió. Tot i que va derrotar la Luftwaffe va continuar sent formidable: com Winston Churchill va concloure, "no va ser el principi del final, sinó el final del principi". La batalla d'Anglaterra va costar a la Luftwaffe 873 caces i 1.014 bombarders. La RAF va perdre 1.023 caces. Mai més la Luftwaffe va operar en un nombre tan gran sobre Gran Bretanya.
El general Werner Kreipe la va descriure com un "fracàs estratègic (Luftwaffe)" i un "punt d'inflexió a la Segona Guerra Mundial". Es va descriure la Força Aèria Alemanya com a "sagnada gairebé fins a la mort i va patir pèrdues que mai no es podrien compensar al llarg de la guerra". Citant al doctor (Karl) Klee "La invasió i subjugació de Gran Bretanya depenia d'aquesta batalla i, per tant, el seu resultat va influir materialment en el curs i el destí de la guerra en general".
Els historiadors argumenten que la derrota britànica de la Luftwaffe durant la batalla d'Anglaterra va ser la més significativa a l'hora de provocar la caiguda de la força aèria alemanya.

#### Nord d'Àfrica i la Mediterrània 1941–1944
Al nord d'Àfrica i la Mediterrània, la Luftwaffe principalment va veure acció en suport de les operacions terrestres realitzades per l'Afrika Korps del general Erwin Rommel. Els Afrika Korps van lluitar al nord d'Àfrica des del febrer de 1941 fins al maig de 1943.
Abans de l'arribada de Rommel, la invasió de Grècia per Mussolini l'octubre de 1940 i l'ofensiva italiana contra els britànics a Egipte el mes anterior havien estat un desastre complet. Els britànics havien conduït les forces italianes cap a Líbia i ara semblaven disposats a escombrar-les de tota Àfrica. L'exèrcit grec també havia empès els italians cap a l'Albània ocupada pels italians i, mentre els grecs dubtaven en demanar tropes britàniques per por a la intervenció alemanya, uns quants esquadrons de la RAF van participar en les operacions contra els italians. Hitler es va enfurismar perquè els britànics estaven ara a una distància sorprenent dels camps petrolífers romanesos vitals de Ploieşti. Els alemanys van ajornar el seu atac contra l'URSS del 15 de maig de 1941 al 22 de juny per tal d'assegurar el seu flanc sud-est. Alemanya va començar a preparar-se per l'Operació Marita, la invasió de Grècia a través de Bulgària.
En aquest moment, la negativa de Iugoslàvia a unir-se al camp de l'Eix va provocar la ira de Hitler. El govern iugoslau sota la regència del príncep Pau havia estat inicialment partidari d'unir-se a Alemanya. Però un cop d'estat havia enderrocat el govern, destituït el regent i proclamat rei l'adolescent Pere II. En resposta a això, Hitler va ordenar la invasió de Iugoslàvia, l'Operació Càstig (Strafgericht). Durant el bombardeig de Belgrad, el centre de la capital iugoslava va ser destruït i 15.000 persones van morir i van quedar sense llar. El bombardeig va començar el 6 d'abril i va continuar durant quatre dies fins al 10 d'abril.
La Luftwaffe va proporcionar un inestimable suport aeri durant la ràpida victòria de la campanya dels Balcans. Ràpidament va establir una superioritat aèria absoluta, cosa que va permetre a l'exèrcit alemany dur a terme la conquesta de Iugoslàvia i Grècia en només tres setmanes (del 6 al 30 d'abril de 1941). Una vegada més, el Stuka va tornar a ser seu durant aquestes campanyes. Després d'haver patit fortes pèrdues durant les operacions sobre Gran Bretanya, el comandament de la Luftwaffe es va adonar que era vulnerable contra una defensa antiaèria ben organitzada i decidida. Aquests components mancaven a la Força Aèria Iugoslava i, com a resultat, el Stuka va ser capaç d'operar de manera efectiva sense por a l'oposició. Els Stuka van colpejar durament les forces navals i terrestres iugoslaves, destruint la majoria dels seus torpediners i l'enfonsament de la licitació de hidroavions de 1870 tones Zmaj. Durant la breu campanya a Iugoslàvia, la Luftwaffe va comprometre els Do 17s i els Bf 109 de la Força Aèria Iugoslava. Els iugoslaus van construir una llicència prop de 50 del Do 17, però la majoria van ser destruïts o capturats.
L'ofensiva va continuar a Grècia, en què la Luftwaffe va eliminar l'oposició grega i britànica a l'aire, tot i que molts punts forts sobre el terreny, com el fort Istibei i altres parts de la línia Metaxas es van mantenir sota un implacable assalt aeri durant diversos dies. La batalla de Creta restava per lliurar. L'illa grega va ser conquerida mitjançant un atac aeri, però va costar a la Luftwaffe 370 avions destruïts o danyats, inclosos 271 transports Junkers Ju 52. El general Kurt Student, el comandant de les forces aerotransportades, va comentar: "Creta va ser la tomba dels paracaigudistes alemanys".
El maig de 1941, la Luftwaffe també va comprometre el Fliegerführer Irak per donar suport als rebels en la guerra anglo-iraquiana. El Fliegerführer Irak comprenia un staffel de He 111s (4./KG 4), un staffel de Zerstörer (Bf 110s de 4./ZG 76), i 12 transports inclosos diversos Junkers Ju 90s. L'etapa de deu dies a l' Orient Mitjà va incloure dues victòries per al futur Experte pilot de caces nocturn, Leutnant Martin Drewes. L'oposició aèria aliada va ser lleugera i la força de la Luftwaffe es va concentrar principalment en tasques de suport terrestre. El 26 de maig, tot i canibalitzar dos aparells danyats en una incursió de la RAF a Mosul, ja no quedava cap Bf 110 útil. L'endemà el personal va ser evacuat pels Junkers Ju 90 després dels guanys aliats.
A la campanya del Dodecanès de 1943, les unitats de la Luftwaffe van contribuir a impedir que l'exèrcit britànic aconseguís el control d'illes estratègiques com Leros i Cos. Durant la batalla de Leros van provocar una de les últimes victòries alemanyes a la Segona Guerra Mundial. La Luftwaffe va romandre al teatre mediterrani fins al final de la guerra el maig de 1945. La unitat de combat més notable del nord d'Àfrica va ser el Jagdgeschwader 27 que durant gairebé divuit mesos (abril de 1941 - octubre de 1942) va ser l'única unitat de combat al nord d'Àfrica, encara que moltes altres unitats de combat van participar en tota la Mediterrània.
La força de la Luftwaffe va marcar la diferència durant la campanya nord-africana. la Luftwaffe va donar suport a l'Afrika Korps al desert occidental i a Tunísia. A més del nord d'Àfrica, els alemanys es van unir als italians per bombardejar Malta el 1941–42, però no van aconseguir eliminar l'ocupació britànica de l'illa. La resistència heroica de l'illa va estar marcada per la concessió de la Creu de Jordi a l'illa.

#### La batalla de l'Atlàntic
Després d'alguna experiència inicial en suport de la guerra al mar durant la campanya noruega, la Luftwaffe va contribuir amb petites quantitats de forces a la batalla de l'Atlàntic del 1940 al 1944. Es tractava principalment d'avions de reconeixement de llarg abast, primer amb Focke-Wulf el Fw 200 i més tard el Junkers Ju 290. Els avions inicials Focke-Wulf van tenir molt èxit, ja que van reclamar 365.000 tones a principis de 1941. El desenvolupament de les companyies d'escorta i l'augment dels esforços per part del Comandament Costaner de la RAF aviat van fer la tasca més perillosa i menys gratificant per a la Lufftwaffe. Les derrotes al front oriental, al nord d'Àfrica i les incursions cada vegada més grans de bombarders britànics al Reich va assegurar que el braç naval de la Luftwaffe, el Fliegerfuhrer Atlantik, no pogués rebre els recursos necessaris per combatre la superioritat aèria i naval aliada sobre l'Atlàntic. A finals de 1943, un Gruppe de He 177, que havia estat compromès, va perdre 17 del seu nombre per oposició aèria. Aquestes unitats s'havien entrenat amb bombes anti-navegació controlades per ràdio, i aquesta pèrdua de tripulacions completament entrenades va provocar el canvi a la lluita nocturna amb encara menys èxits. la Luftwaffe també va contribuir a la cobertura de combat pels U-boats que s'aventuraven i tornaven a l'Atlàntic.

#### Guerra soviètica-alemanya

##### 1941
El 18 de desembre de 1940, Adolf Hitler va publicar la Directiva 21, per a la invasió de la Unió Soviètica, anomenada operació Barbarroja. La directiva preveia tres grups de l'exèrcit, cadascun amb una força d'un milió d'homes forts, que realitzessin una ofensiva simultània des de la Polònia ocupada per Alemanya, Romania i Finlàndia, aliades dels alemanys. Els objectius principals eren Leningrad, Minsk, Kíev i Moscou. L'objectiu original alemany era la destrucció de l'Exèrcit Roig: les batalles frontereres i la ràpida conquesta de la part europea de la Unió Soviètica a una línia que connectava les ciutats d'Arkhangelsk i Astracan, sovint anomenada línia AA, a l'oest dels Urals. Les purgues dels anys trenta afectaren totes les branques de l'exèrcit, inclosa la Força Aèria Roja soviètica. El mal rendiment de la VVS (Voenno-Vozduixnie Sily) durant la guerra d'hivern amb Finlàndia havia augmentat la confiança de la Luftwaffe que les forces soviètiques podrien ser derrotades fàcilment. El nivell d'entrenament en vol s'havia accelerat en preparació per a un atac alemany que s'esperava arribar el 1942 o més tard. Com a resultat, l'entrenament de pilots soviètics era extremadament pobre.
L'esforç de guerra soviètica de la primera fase de la guerra del front oriental es va veure greument obstaculitzat per la obsoleta indústria de l'aviació. El 1941, el MiG-3, el LaGG-3 i el Yak-1 tot just començaven a sortir de les línies de producció, però eren inferiors en el rendiment global del Bf 109. Molts d'aquests avions es lliuraven abans de Barbarossa, però la majoria d'aquests eren destruït a terra.
L'avantatge alemany consistia en uns alts estàndards de desplegament tàctic, entrenament i experiència. La primera tasca de la Luftwaffe va ser la destrucció de la força aèria soviètica per establir el control dels cels. Per aconseguir-ho, es van desplegar quatre Luftflotte (flotes aèries) amb una força de 4.389 avions, dels quals 2.598 eren caces. A més d'això, les nacions aliades alemanyes; Itàlia, Romania, Bulgària i Hongria van comprometre 980 avions de combat més. Del contingent de la Luftwaffe, 929 eren bombarders mitjans. la Luftwaffe tenia menys bombarders que al començament de la batalla d'Anglaterra a causa de les greus pèrdues de l'estiu anterior.
L'atac del 22 de juny de 1941 va ser una completa sorpresa per a l'Alt Comandament soviètic. Sense estar preparada, la Força Aèria Roja va perdre un gran nombre d'avions a terra. Molts dels pilots de la Força Aèria Roja no havien estat entrenats adequadament amb els caces que se'ls assignaven, cosa que va fer que les missions fossin menys efectives. La situació era tan unilateral que alguns pilots soviètics van recórrer a atracar avions alemanys si podien.
El grau de la victòria de la Luftwaffe el primer dia d'operacions va ser dubtat pel seu comandant en cap, Hermann Göring. L'informe oficial afirmava que 1.489 avions soviètics havien estat destruïts. Göring va ordenar que es revisés. Després d'obrir-se camí entre les restes del front, els oficials de la Luftwaffe van trobar que el recompte superava els 2.000. Les pèrdues de la Luftwaffe van ser de 78 (24 Bf 109s, 23 Ju 88s, 11 He 111s, 7 Bf 110s, 2 Ju 87s, 1 Do 17 i 10 avions de transport i reconeixement). També es van perdre 12 avions de la Força Aèria de Romania.
En un intent desesperat per aturar el ràpid avanç alemany, els soviètics van enviar enormes onades de bombarders no escortats per embotir les accions de les divisions Panzer alemanyes al territori soviètic. El resultat va ser terribles pèrdues soviètiques. El 25 de juny, el Jagdgeschwader 77 va abatre 47 bombarders VVS. Un dia especialment desastrós per als russos va arribar el 29 de juny quan el Jagdgeschwader 51 va abatre 65 bombarders durant el dia. El 18 de juliol havia abatut 500 avions soviètics en combat.
Als alemanys se'ls va assegurar la superioritat aèria durant tot l'any. El VVS, tot i que resistia contínuament, era impotent per evitar que la Luftwaffe causés greus pèrdues a les forces terrestres soviètiques, i durant la resta de 1941 la Luftwaffe podia dedicar gran part de la seva energia a aquestes missions de suport terrestre. Els dos dies següents els soviètics van informar de la pèrdua de 1.922 avions més. Tres setmanes després de la campanya, el pilot alemany Werner Mölders va aconseguir la seva 100a victòria aèria, el primer pilot que ho va fer.
La Luftwaffe va ser particularment eficaç per trencar i destruir les divisions blindades soviètiques. El cos de tancs soviètics tenia una força estimada de 15.000 tancs al començament de la invasió. A l'octubre, aquesta força s'havia reduït al sector central a 150. i les clares victòries aconseguides i els ràpids avenços profunds al territori soviètic, la Luftwaffe havia perdut prop de 1.000 avions destruïts en els primers dos mesos. Es va fer evident que la Luftwaffe no podia suportar aquestes pèrdues durant molt de temps. Les distàncies creixents van suposar el lliurament de mà d'obra i de recanvis molt més lluny; i les peces de recanvi per substituir els avions danyats en batalla es van convertir en un problema. Malgrat això, la Luftwaffe havia reduït els soviètics a només 389 avions al sector central del front.
La Luftwaffe va donar suport als tres grups de l'exèrcit en la seva empenta cap a l'est i va ajudar a les forces terrestres a aconseguir una espectacular victòria a Kíev en què es calcula que 600.000 soldats de l'Exèrcit Roig van ser morts o capturats. L'impacte de la Luftwaffe durant aquests mesos va ser fonamental per al ritme de l'avanç. Durant la batalla de Kíev, la Luftwaffe va sumar 2.171 vehicles, 23 tancs i 107 avions soviètics destruïts entre el 12 i el 21 de setembre de 1941 i van causar greus baixes a les tropes terrestres soviètiques. Els presoners soviètics van revelar que els atacs de Stuka van devastar especialment la moral. El 15 de setembre, Heinkels del 3./Kampfgeschwader 55 va destruir vuit locomotores en una sola sortida. Però l'impuls cap a Moscou es va aturar durant la campanya de dos mesos, cosa que va donar temps als defensors de la capital soviètica per preparar defenses i moure una enorme quantitat d'indústria cap a l'est.
Durant aquest mes, el pilot de Stuka Hans-Ulrich Rudel va enfonsar el cuirassat soviètic Marat, durant un atac aeri al port de Kronstadt a la zona de Leningrad, amb un cop a la proa amb una bomba perforadora de 1.000 kg. Diversos altres vaixells soviètics es van enfonsar en aquest compromís. La Marina soviètica va patir fortes pèrdues a mans de la Luftwaffe durant la guerra.
A finals de 1941 la Luftwaffe s'havia reduït a només un 30-40% de la seva força original. El clima hivernal i la neu van causar danys als avions, ja que els motors es van agafar i el petroli i el combustible es van congelar a l'interior dels tancs. la Luftwaffe perdia tants avions danyats com en combat. la Luftwaffe també va perdre el seu general der Jagdflieger Werner Mölders, que va morir el 22 de novembre en un accident i va sofrir encara més la moral.
La Wehrmacht ara empenyia cap a Moscou i la Luftwaffe va fer les seves primeres incursions sobre la capital, però va causar pocs danys. No obstant això, els russos es van reforçar amb forces noves procedents de Sibèria, incloent un nombre significatiu de tancs T-34 i prop de 1.000 avions. El contraatac rus, tot i la intervenció de la Luftwaffe, va aconseguir empènyer els alemanys al desembre, salvant Moscou i tallant grans parts del Centre del Grup d'Exèrcits. Davant l'aniquilació de les seves forces al sector central, la Luftwaffe va rebre l'ordre d'augmentar els seus esforços i va aconseguir evitar la destrucció de les forces del front central. La VVS ara tenia superioritat numèrica.
El fracàs de la Luftwaffe durant Barbarossa es va reflectir en les seves pèrdues, amb 2.093 avions de tot tipus destruïts. Les pèrdues soviètiques són de 21.200 destruïts, 10.000 en combat, dels quals 7.500 van ser abatuts pels combatents de la Luftwaffe, que ara podien presumir d'alguns dels millors asos com Günther Lützow que ja havia superat els 100 punts de victòria; aquestes puntuacions augmentarien amb el pas del temps. Els èxits del braç aeri alemany es van compensar amb les pèrdues que, a diferència de la Força Aèria Soviètica, no es podrien substituir fàcilment, ja que l'economia alemanya encara no s'havia posat en ple nivell de guerra. Les pèrdues de personal també van ser elevades i irreemplaçables, amb 3.231 morts, 2.028 desapareguts i 8.453 ferits.
La campanya a Rússia havia començat amb un nombre insuficient d'avions de combat. La reducció dels avions útils, en particular dels bombarders en picat, va significar que unitats mitjanes de bombarders i bombarders de combat es precipitaven cap a "punts calents" per evitar guanys enemics. Es podria dir que la manca d'una força de bombarders estratègics va negar a la Luftwaffe l'oportunitat d'atacar la indústria soviètica i resultaria fatal per a l'èxit de la campanya, ja que la producció soviètica continuava augmentant, cosa que els ajudaria a mantenir un gran nombre d'avions i a guanyar numèricament i després, breument, superioritat aèria al novembre/desembre de 1941.

##### 1942
El fracàs de la Wehrmacht en aconseguir la victòria a la Unió Soviètica abans de 1941 no va ser un desastre complet per a l'esforç bèl·lic alemany, ja que en tots els fronts els alemanys encara mantenien la iniciativa estratègica. L'entrada dels Estats Units a la guerra, al bàndol dels aliats, el desembre de 1941, però, posaria el seu enorme poder industrial contra Alemanya. Hitler havia declarat que evitaria una guerra en dos fronts i sabia que havia de posar fi a la guerra al front oriental abans que els estatunidencs acumulessin una força significativa a Europa.
Hitler i l'Oberkommando der Wehrmacht (OKW) havien decidit que el principal esforç ofensiu de la Wehrmacht hauria de caure al sud, per capturar o tallar els jaciments petrolífers del Caucas de la resta de Rússia, i després desplaçar-se cap al nord, flanquejant Moscou pel sud. La conquesta del Caucas també condemnaria les considerables forces soviètiques que tenien Sebastòpol a Crimea. L'operació es va conèixer com Operació Fall Blau.
La Luftwaffe va ajudar a la captura de Sebastòpol sotmetent les defenses soviètiques a la ciutat i els seus voltants a un fort assalt, els bombardejos realitzats principalment per la Luftflotte 4. La Luftwaffe havia tractat efectivament l'oposició soviètica a l'aire, la força VVS de 300 havia estat destruïda deixant a la Luftwaffe per operar sense molèsties, amb suport aeri la ciutat va caure el 4 de juliol de 1942. La batalla de Sebastòpol havia vist com la Luftwaffe donava suport a l'exèrcit alemany de manera extremadament efectiva. Amb el Front Oriental molt tranquil a principis de 1942, la Luftwaffe va poder concentrar les seves forces, tal com havia fet en campanyes anteriors. Els russos també no tenien una cobertura aèria adequada a Crimea, cosa que permetia a la Luftwaffe evitar la tasca que requeria temps d'assolir la superioritat aèria. Durant l'ofensiva estiuenca, la Luftwaffe es trobaria cada vegada més estesa al front oriental mentre lluitava amb poderoses forces numèriques del VVS.
La Luftwaffe també va ser fonamental en la Segona Batalla de Khàrkiv, destruint la força aèria enemiga de 615 avions mentre destruïa centenars de tancs. El braç aeri alemany havia ajudat l'exèrcit a aconseguir una altra victòria espectacular.
Quan va començar Fall Blau, la Luftwaffe va acabar amb el fort contingent de forces VVS i va ser fonamental per interrompre les línies de subministrament i destruir les concentracions de tropes i vehicles enemics. El 19 de novembre, 2.846 avions soviètics van ser destruïts. En un esdeveniment no desitjat per a la Luftwaffe, els soviètics van començar a operar un gran nombre d'avions britànics provinents del lend-lease com el Hawker Hurricane. El primer mes, la Luftwaffe va perdre 251 avions, però l'avanç estava en ple desenvolupament i els alemanys semblaven disposats a endur-se la regió productora d'aliments de Kuban i els jaciments petrolífers de Bakú.
A causa de les pèrdues espantoses, la resistència soviètica a l'aire es va reduir radicalment a l'agost. Però fins i tot sense l'amenaça d'un atac aeri enemic les línies de subministrament de la Wehrmacht eren llargues i difícils de mantenir.
La Luftwaffe va continuar batent la flota del Mar Negre de la Marina soviètica i va causar greus pèrdues al transport marítim soviètic. De febrer a agost, els alemanys havien enfonsat 68 vaixells de càrrega, un líder de flotilla, tres destructors i tres submarins. Malgrat aquests èxits i suport aeri l'avanç s'havia alentit a un "ritme de cargol" a la regió de Kuban, amb les seves forces escampades, la Luftwaffe va ser impotent per evitar que els avions soviètics causessin pèrdues considerables a l'exèrcit.
A mesura que va començar la batalla de Stalingrad, la Luftwaffe operava ara sovint des d'aeròdroms pobres, cosa que va provocar accidents i va causar danys als avions, cosa que la Luftwaffe no es podia permetre. Com a resultat del bombardeig de Stalingrad, que va ser destruït en gran manera, la Luftwaffe va crear ruïnes en les quals l'Exèrcit Roig podia defensar-se eficaçment.
La Luftwaffe havia volat a l'octubre de 1942 més de 20.000 sortides individuals, però la seva força original (en forma de Luftflotte 4 amb 1.600 avions) havia caigut un 40% fins a 950 avions. Les unitats de bombarders havien estat les més afectades, quedant només 232 d'una força de 480. La Luftwaffe encara tenia una superioritat aèria, però clarament la seva força s'estava erosionant. La producció russa d'avions va continuar sense parar: per moltes màquines enemigues que es destruïssin, en van aparèixer més, mentre que les seves pròpies pèrdues molt menors, sobretot entre les tripulacions, esdevenien greus. El Sturzkampfgeschwader de la Luftwaffe va fer el màxim esforç durant aquesta fase de la guerra volant 500 sortides al dia i provocant greus pèrdues entre les forces soviètiques perdent només una mitjana d'un Stuka al dia.
El 19 de novembre de 1942 els soviètics van llançar l'Operació Urà que va tallar tot el Sisè exèrcit alemany. Göring va assegurar a Hitler que la Luftwaffe podia transportar aèria en subministraments a l'exèrcit envoltat. Hans Jeschonnek també va convèncer a Hitler que si es feien servir tant bombarders com transports i es mantenien els aeròdroms dins i fora de la butxaca, l'operació era possible. La Luftwaffe va intentar complir aquestes grans promeses, però no va aconseguir lliurar el tonatge requerit i el Sisè Exèrcit alemany es va rendir el 2 de febrer de 1943. La Luftwaffe havia aconseguit evacuar 30.000 soldats alemanys ferits i subministrar a l'Exèrcit 8.350,7 tones d'aliments i municions. No obstant això, es van perdre uns 488 avions, inclosos 266 transports Junkers Ju 52 (un terç de la força del Front Oriental de la Luftwaffe) i 165 Heinkel He 111. la Luftwaffe també va patir víctimes de prop de 1.000 aviadors, molts pilots de bombarders amb molta experiència. Les pèrdues soviètiques en avions el 1942 havien sumat 14.700, juntament amb milers de pilots. La batalla a Stalingrad havia canviat la marea de la guerra a l'est a favor de la Unió Soviètica.

##### 1943

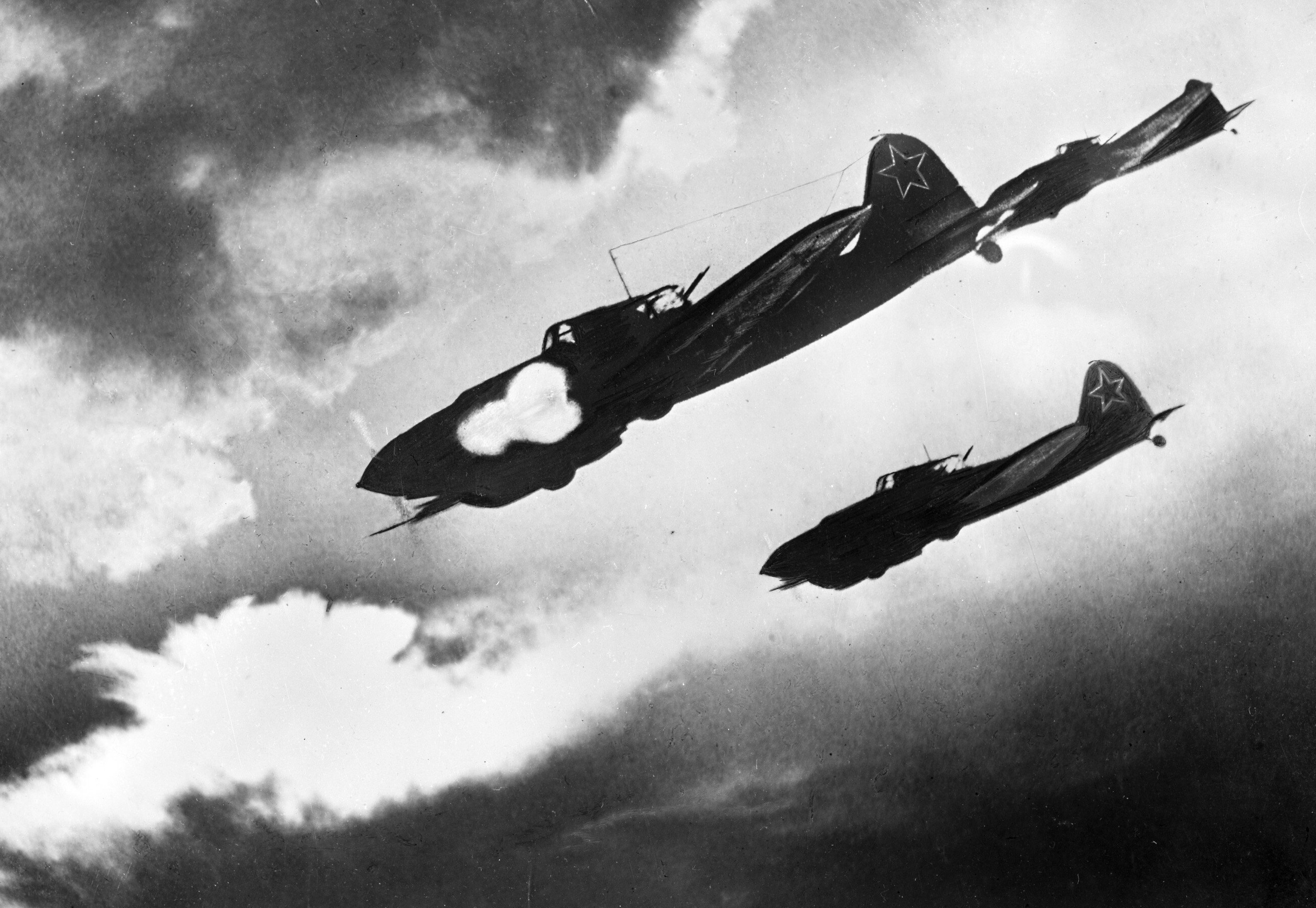
Avions soviètics Il-2 atacant una columna alemanya durant la batalla de Kursk

Malgrat el desastre a Stalingrad, l'Oberkommando der Wehrmacht va decidir llançar una altra ofensiva l'estiu de 1943 en què Hitler esperava tallar el gran sort que ara sobresortia al front alemany, eliminant les grans forces soviètiques que hi havia al seu interior i tornant la marea. a favor de la Wehrmacht. Aquesta nova operació es va anomenar Operació Ciutadella, que es va convertir en la batalla de Kursk. Per donar suport a les forces terrestres, la Luftwaffe va comprometre el I. Fliegerkorps i el VIII. Fliegerkorps sota la Luftflotte 6 i la Luftflotte 4 (sota el comandament dels generalfeldmarschalls Robert Ritter von Greim i Wolfram Freiherr von Richthofen respectivament). Uns 2.109 aparells es van assignar a les flotes aèries, el 65 per cent eren operatives.
El 5 de juliol els alemanys van començar l'ofensiva. la Luftwaffe va donar un suport més inestimable a l'exèrcit malgrat el fracàs de les operacions. El 12 de juliol, el I. Fliegerkorps va realitzar 37.241 sortides llançant 20.000 tones de bombes destruint 1.735 avions soviètics, 1.100 tancs, 1.300 vehicles per la pèrdua de 64 propis. Els seus Kampf i Jagdgruppen sobrevolaven Kursk entre sis i set sortides al dia. L'examen de registres d'arxius soviètics indica la pèrdua de 677 avions al sector sud del sortint de Kursk, durant el període del 5 al 31 de juliol. En el sector del nord, les pèrdues soviètiques van ser de 439. La Luftwaffe Generalquartiermiester reportà una pèrdua de 687 màquines amb 420 totalment destruïdes, 220 d'elles al sector nord. El mes següent les pèrdues soviètiques havien d'arribar a 1.104 entre el 12 de juliol i el 18 d'agost.
La batalla aèria atricional va esgotar alarmantment la força de la Luftwaffe. Es van perdre 911 avions al juliol, mentre que van provocar pèrdues molt més greus a les Forces Aèries soviètiques, la força de la qual semblava no disminuir. L'11è Exèrcit de Guàrdia soviètic va iniciar una ofensiva destinada a tallar els 2. Panzerarmee i el Novè Exèrcit. la Luftwaffe va ser cridada a rescatar la situació en una enorme contraofensiva aèria que va durar del 16 de juliol al 31 de juliol contra una ofensiva soviètica a Khotynets i va salvar dos exèrcits alemanys de l'encerclament, reduint l'atac de l'11è Exèrcit de Guàrdia a només 33 tancs el 20 de juliol. L'ofensiva soviètica havia estat completament aturada de l'aire Model va enviar un missatge a von Greim agraint-li que afirmava que "la intervenció de la Luftwaffe era absolutament decisiva per evitar un segon Stalingrad més desastrós".
A l'octubre de 1943, amb les forces soviètiques empenyent la Wehrmacht cap al Dnieper, la Luftwaffe tenia aproximadament 1.150 avions, el 60 per cent de la força del front oriental es concentrava al voltant de Kíev. Al desembre, la Luftwaffe tenia només 425 caces operatius sols al front oriental.

#### La defensa del Reich 1942-1945

##### Desenvolupament de la lluita nocturna
Tot i que la lluita nocturna s'havia iniciat en forma embrionària durant la Primera Guerra Mundial, la força de combat nocturn alemanya, el Nachtjagd, va haver de començar pràcticament de zero quan els bombarders britànics van començar a atacar objectius a Alemanya amb força a partir del 1940 pel que fa a la tàctica. Es va establir una cadena d'estacions de radar a tot el territori del Reich, des de Noruega fins a la frontera amb Suïssa, coneguda com a "línia Kammhuber", que porta el nom del generalleutnant Josef Kammhuber, i les ales de combat nocturn properes, Nachtjagdgeschwader (NJG), van ser alertades de la presència de l'enemic. Aquestes ales estaven equipades principalment amb aeronaus Messerschmitt Bf 110 i Junkers Ju 88, que posteriorment estarien equipades amb el radar muntat al nas de Lichtenstein.

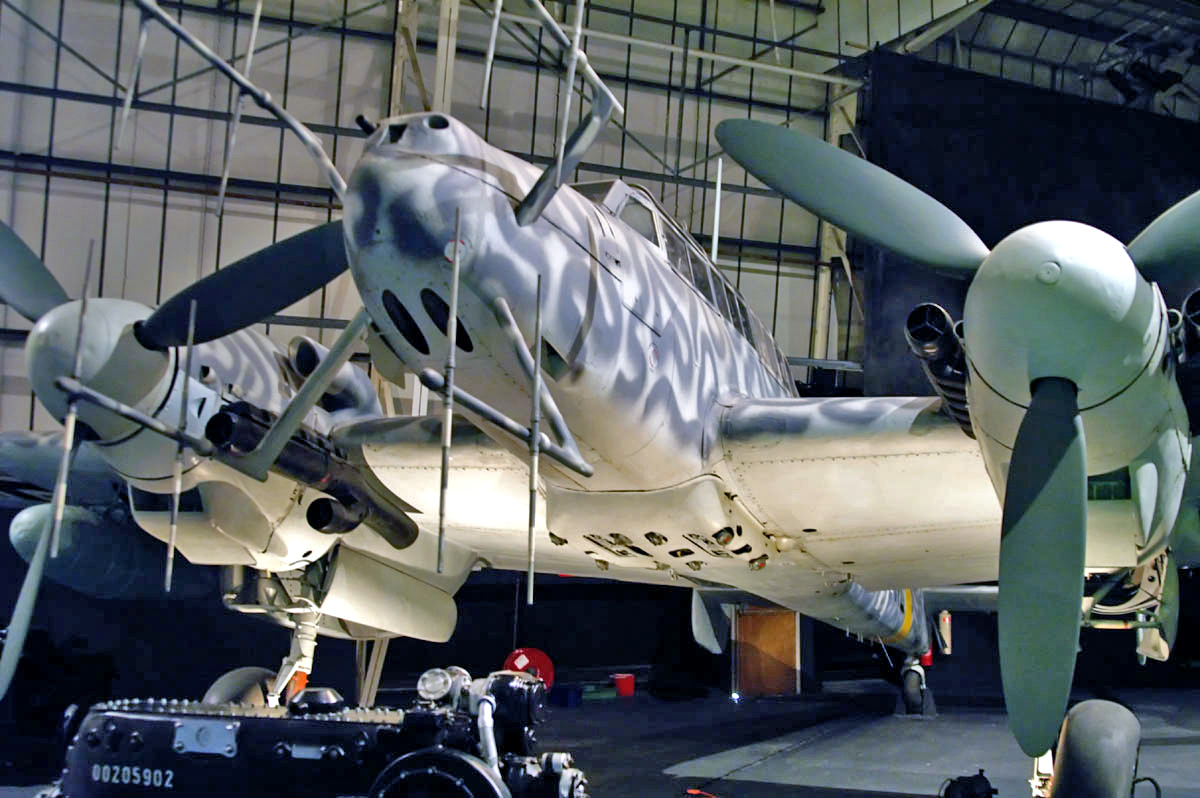
Un caça nocturn Bf 110 G-4 al RAF Museum de Londres, amb colors de camuflatge nocturn més clar influenciat per la lluentor.

El Messerschmitt Bf 110 va ser el caça nocturn amb més èxit que va servir a la Luftwaffe. Entre els asos de combat nocturn més destacats estan Helmut Lent, que va abatre 110 avions enemics i Heinz-Wolfgang Schnaufer, que en va abatre 121. Lent va volar sobretot al Bf 110 (i les variants del Ju 88), mentre que Schnaufer va volar el Bf 110 exclusivament. La força principal del Bf 110 era la seva capacitat per portar armament pesat a la secció del nas. La sèrie G posterior es va equipar amb canons MG FF / M de 20 mm i, de vegades, amb dos canons MK 108 de 30 mm. A partir de mitjan 1944, els caces nocturns Bf 110 G-4 van entrar en producció en sèrie amb dos MG FF / M com a sistema de "pistola fora del taló" (tret ascendent) Schräge Musik per atacar els bombarders aliats per sota amb diverses unitats modificant el seu Bf 110 amb aquest sistema temps abans. Els canons Schräge Musik solien muntar-se a la zona més acristallada de la cabina a la Bf 110 o al fuselatge darrere de la cabina en altres màquines. Diversos Dornier Do 217, Junkers Ju 88 i Heinkel He 219 portaven instal·lacions similars. Per agravar els problemes de bombarders nocturns britànics, Avro Lancaster, Handley Page Halifax i Short Stirling no portaven torretes de bola ventral sota el fuselatge, cosa que els feia vulnerables a aquest tipus d'atac.

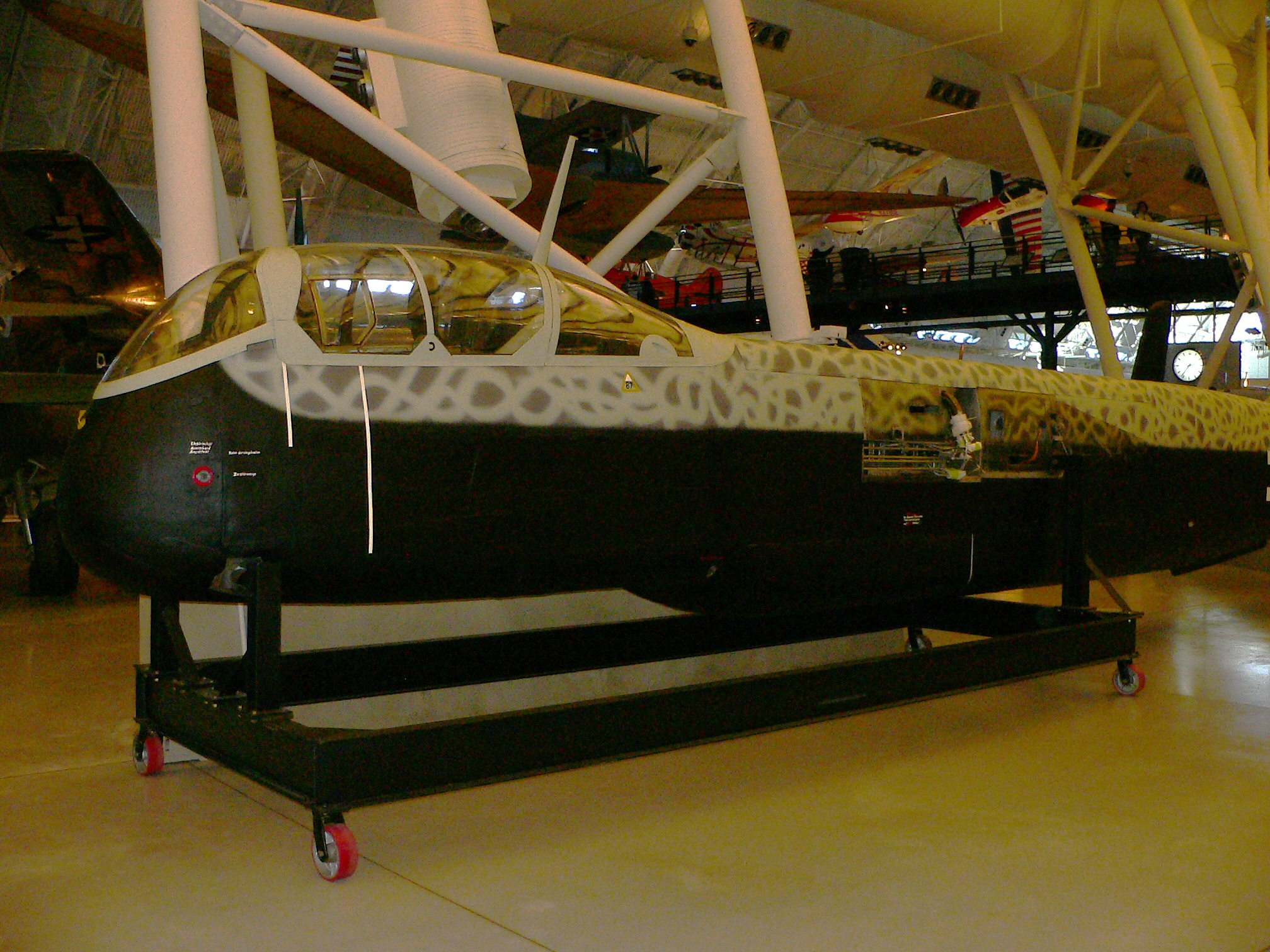
El caça nocturn He 219 del NASM, mostrant el color lateral/inferior posterior negre per a fins de guerra, els combatents nocturns de Luftwaffe.

Durant el període de 1942-1943, l'anterior camuflatge de caça nocturn completament negre utilitzat pels combatents nocturns de la Luftwaffe havia cedit a un esquema de camuflatge de color clar que aprofitava el resplendor de les ciutats alemanyes a la nit - generalment això consistia en l'ús de la Luftwaffe habitual Color de superfície blau clar Hellblau per a avions diürns, i una capa de base de color gris clar sobre les superfícies superiors que coincideix amb el resplendor de les ciutats alemanyes que tenien l'encàrrec de defensar. El color base gris clar tenia generalment patrons irregulars de taques de gris més fosc o línies ondulades irregulars repartides per les zones de gris clar per augmentar l'efecte de camuflatge. Més tard a la Segona Guerra Mundial, els combatents nocturns de la Luftwaffe, com alguns dels Kampfgeschwader amb bombarders pesats He 177A que s'utilitzaven a la nit, van tornar a una coloració negra per a les superfícies inferiors i els laterals verticals de la cèl·lula, tot conservant el gris clar amb patrons disruptius de color gris fosc establerts a mitjan guerra.
A mitjan 1943, el major Hajo Herrmann, pilot de bombarders de la Luftwaffe, va idear un nou pla d'atacs nocturns. Els bombers es van perfilar sobre les zones objectiu des dels focs de sota i els focus de llum, cosa que els faria vulnerables a l'atac des de dalt. Tres Jagdgeschwader, (JG 300, JG 301 i JG 302) van rebre l'encàrrec d'aquestes operacions amb el nom en codi d' atacs de Wilde Sau. Les unitats estaven equipades amb Bf 109 G-6 / N i Fw 190 A-5 / U2, ambdues versions de l'avió van ser modificades per a ús nocturn i algunes d'elles estaven equipades amb un detector de radar passiu Naxos. El conjunt de detectors FuG 350 Naxos-Z podria fer un seguiment de les transmissions del radar H2S des d'un abast de trenta milles, que permeten als combatents alemanys "acollir-se" als bombarders britànics. Les tàctiques de Herrmann van tenir un èxit raonable, però la 30 Jagddivision només va accionar fins que es va dissoldre el març de 1944.
A principis de 1944, per combatre el NachtJagdgeschwader de la Luftwaffe, els britànics van operar caces nocturns Mosquito en el paper de suport als bombarders, amb el 100 Grup del Comandament de Bombarders de la RAF. Aquestes unitats van rebre l'encàrrec d'assetjar els aeròdroms de caça nocturn alemanys, d'interrompre les seves operacions i d'atacar-les quan eren més vulnerables, durant l'enlairament i l'aterratge.

##### LaLuftwaffeal capdamunt
Entre el 1942 i el 1945, la Luftwaffe va haver de consumir contínuament els seus recursos per contrarestar la campanya de bombardeigs estratègics aliats contra objectius situats a l'interior d'Alemanya. El Comandament de Bombarders de la RAF dirigit per Sir Arthur Harris havia començat a bombardejar objectius alemanys a principis de 1942, però després de les greus pèrdues es va passar al bombardeig nocturn. La Vuitena Força Aèria de les Forces Aèries de l'Exèrcit dels Estats Units (USAAF) finalment es va unir a la tardor de 1942 amb missions a la llum del dia. Aquesta campanya es va conèixer com la defensa del Reich.
El 1941 el caça Focke-Wulf Fw 190 va començar a substituir parcialment el Bf 109 com a principal caça tipus de la Luftwaffe. El Fw 190 va resultar ser més manejable i millor armat, però el seu rendiment per sobre dels 6.100 m va baixar considerablement. El Bf 109G i el K podien lluitar bé a grans altures i eren un partit per als combatents aliats en el rendiment. L'Oberkommando der Luftwaffe va decidir mantenir tant el Fw 190 com el Bf 109 en producció. Els Fw 190 s'haurien d'utilitzar principalment com a destructors de bombarders, mentre que el Bf 109, el superior dels dos a gran altitud, s'enfrontaria a qualsevol caça d'escolta.
En total, més de 11.000 bombarders pesants de la RAF i la USAAF es van perdre al teatre d'operacions europeu entre 1942 i 1945. Una de les incursions més desastroses de la RAF que es van produir el 30-31 d'octubre de 1943 quan la RAF va bombardejar la ciutat bavaresa de Nuremberg, perdent 96 bombarders sobre Alemanya, i un nombre més en tornar a la base.

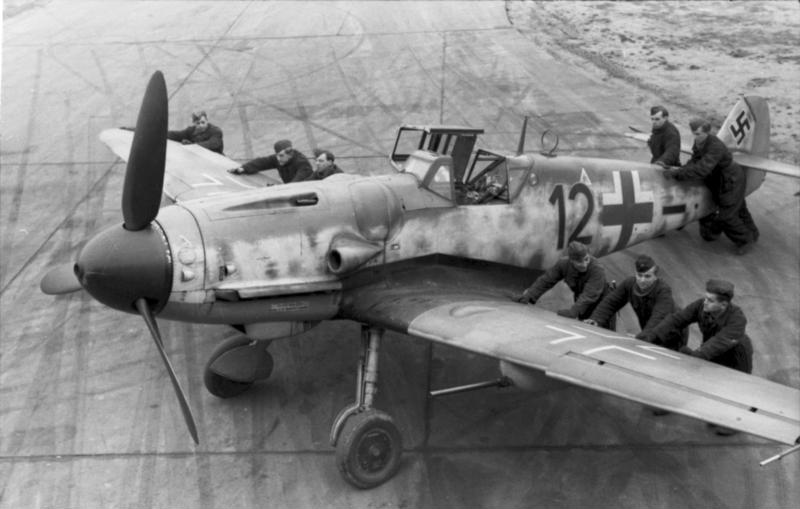
Messerschmitt Bf 109 G-6 amb canó addicional de 20 mm MG 151 per sota de l'ala. El Bf 109 va ser la columna vertebral del Jagdwaffe (força de combat) durant tota la guerra.

A diferència dels alemanys, abans de la guerra, la RAF i la USAAF (sota el comandament del general Henry H. Arnold), van desenvolupar forces estratègiques de bombarders. A partir de 1942 els seus bombarders van penetrar profundament al territori del Reich en nombre creixent. Això va obligar a la Luftwaffe a augmentar substancialment l'assignació de caces al front occidental el 1943, que segons l'estimació d'intel·ligència aliada representava el 60% del total, amb el front rus assignat el 22% i el front mediterrani el 18% dels seus caces.
Els britànics havien intentat convèncer els nord-americans que els bombardejos a la llum del dia no es podien aconseguir, ja que als combatents aliats els faltava el radi d'acció per escoltar els bombarders cap a i des de l'objectiu. Inicialment, els britànics havien de tenir raó, ja que a finals de 1943 les pèrdues gairebé van aturar les incursions amb la llum del dia. La USAAF va mantenir una campanya de bombarders de llum diürna sense objectius industrials fins a l'octubre de 1943, quan va perdre 120 bombarders en dues incursions a Regensburg i Schweinfurt .
El 14 d'octubre de 1943, una missió a Schweinfurt va costar als nord-americans 60 B-17 destruïts en poc més de tres hores d'atacs continus. L'objectiu d'aquests atacs, les plantes de rodament de boles, es van dispersar abans que els nord-americans tornessin a Schweinfurt. Albert Speer, ministre d'armament de Hitler, va dir que cap arma no va arribar al front per manca de rodaments de boles.
La victòria de la Luftwaffe a l'octubre de 1943 va ser òbvia per als nord-americans, segons el general de la Força Aèria Henry H. Arnold, "la resistència de combat més gran i salvatge de qualsevol guerra de la història". La segona setmana d'aquest mes, quatre missions de força completa a Bremen, Marienburg, Münster i Schweinfurt havien costat a la Vuitena Força Aèria 148 bombarders pesats, el cinquanta per cent de la seva força operativa diària.
Els nord-americans van haver de dirigir els seus atacs contra objectius dins de la cobertura de combat dels bombarders. La RAF, després d'haver après aquesta lliçó, estava executant la seva ofensiva mitjançant la realització d'operacions de bombardeig nocturn a una escala cada vegada més gran, ja que es van reunir incursions de 1.000 bombarders a partir del 1942. Les incursions de penetració profunda a Alemanya es suspendrien fins que estiguessin disponibles combatents d'escorta de llarga distància. El P-38 amb tancs de 568 litres va tornar a funcionar a Europa després d'un any d'absència per lluitar amb la Jagdwaffe. Fins a finals d'any, la Luftwaffe mantindria la superioritat aèria sobre la seva terra natal.

##### El tomb de la truita

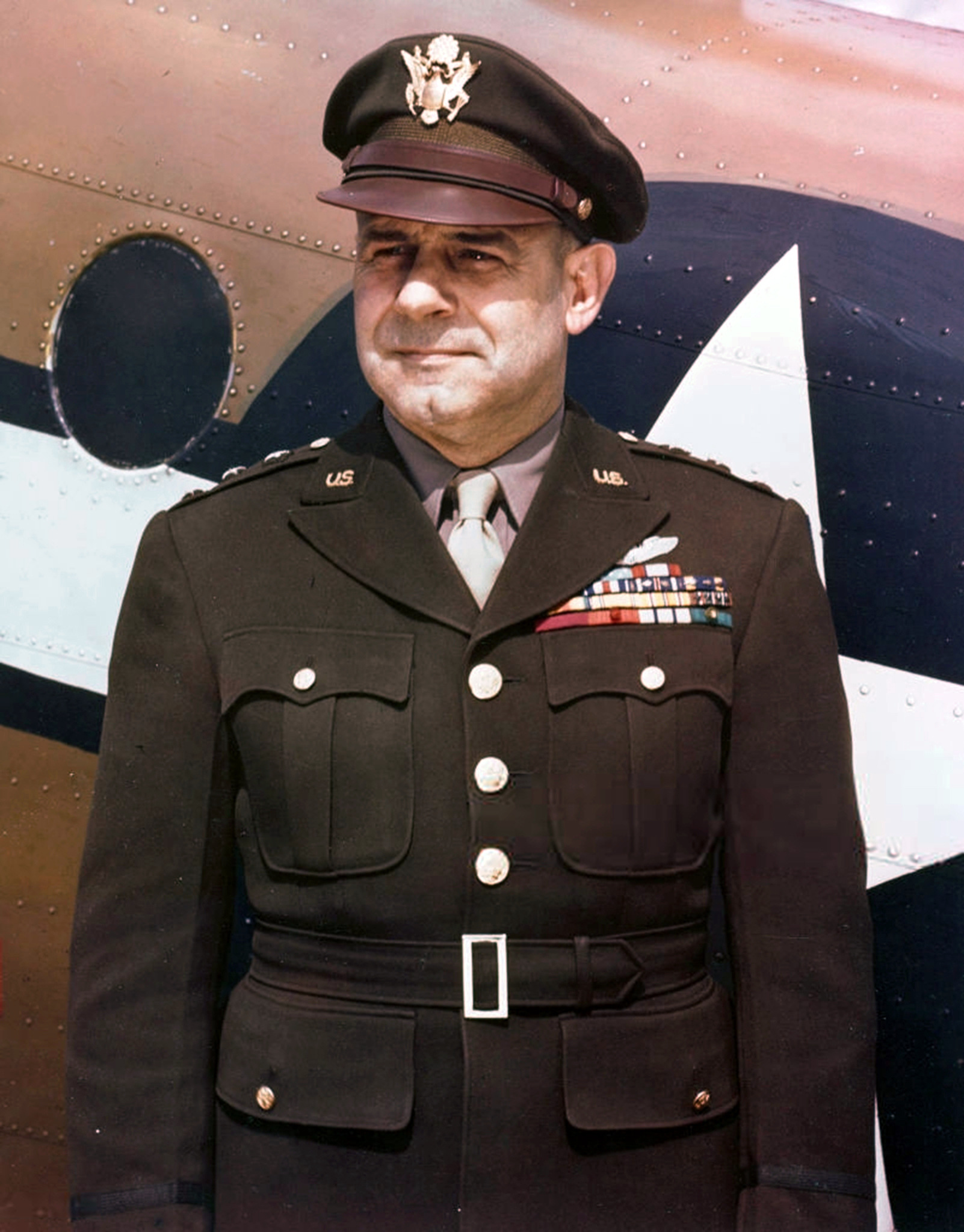
Els canvis del major general Jimmy Doolittle en les tàctiques de caça americà va condemnar la força de combat de la Luftwaffe durant el 1944.

Tot i que la batalla d'Anglaterra es va descriure com un "punt d'inflexió" i va causar pèrdues que "mai no es podrien compensar al llarg de la guerra", la Luftwaffe encara va poder combatre els bombardeigs dels aliats.
Fins al desenvolupament dels caces de llarg abast aliats, la Luftwaffe va continuar sent capaç de causar greus pèrdues per part de les unitats de combat de dia i de combat nocturn (Nachtgeschwader), així com dels canons antiaeris al seu comandament. la Luftwaffe va utilitzar el Ju 88 i el Bf 110 Zerstörer bimotor, o unitats destructores de bombarders per atacar les formacions estatunidenques amb coets i canons pesats amb un èxit considerable. No obstant això, amb l'arribada del caça de llarg abast P-51D aquestes unitats van patir fortes pèrdues.
El desastrós Me 210, dissenyat per substituir el Bf 110, va trobar dificultats de disseny i va ser substituït pel Me 410 Hornisse, que era un desenvolupament del Me 210. Els Me 410 eren extremadament vulnerables en cels hostils i el 1944 ja eren res més que carn de canó per a abatre els caces de "dia" aliats.
El gir de la fortuna de la Luftwaffe va arribar durant la Gran Setmana en què la Vuitena Força Aèria dels Estats Units que operava des de les bases del Regne Unit i la Quinzena Força Aèria des de les bases del sud d'Itàlia van dur a terme incursions contra la indústria aeronàutica alemanya a tot Europa. El nou comandant de la Vuitena Força Aèria, major general Jimmy Doolittle, la influència més important en la guerra aèria europea, es va produir a principis de 1944 quan va canviar la política que obligava els caces d'escorta nord-americans a romandre amb els bombarders en tot moment. Amb el seu permís, inicialment es realitzava amb P-38 i P-47s, amb els dos tipus anteriors substituïts constantment pels P-51 de llarg abast a mesura que avançava la primavera del 1944, els pilots de caça nord-americans en missions de defensa contra els bombarders volarien principalment molt per davant de les formacions de caixes de combat dels bombarders en mode de supremacia aèria, literalment "netejant el cel" de qualsevol oposició de combat de la Luftwaffe cap a l'objectiu. Aquesta estratègia va desactivar fatalment les ales de combat pesades Zerstörergeschwader bimotor i la seva substitució, pels Sturmgruppen monomotors de Fw 190As molt armats, netejant cada força dels destructors de bombarders al seu torn des del cel d'Alemanya durant la major part del 1944. Com a part d'aquesta estratègia que va canviar el joc, especialment després que els bombarders havien assolit els seus objectius, els combatents de la USAAF quedaven lliures per atacar els aeroports alemanys i els transpors mentre tornaven a la base, contribuint significativament a la assoliment de la superioritat aèria per les forces aèries aliades sobre Europa. Durant la campanya de bombarders de la Big Week de finals de febrer de 1944, que va començar a introduir les noves tàctiques de combat, els bombarders mitjans i pesats nord-americans van llançar junts aproximadament 10.000 tones de bombes i van interrompre greument la producció de caces alemanys. Durant la Setmana Gran, la Vuitena Força Aèria va perdre 97 B-17. Juntament amb les pèrdues de B-24s, la xifra va sumar 137 inicialment i 20 més desballestats a causa dels danys. La Quinzena Força Aèria va perdre 90 avions i les pèrdues dels caces nord-americans van ser de 28. Les pèrdues de la Luftwaffe van ser elevades entre les seves unitats Zerstörer bimotors que van patir fortes pèrdues i van delmar els Gruppem de Bf 110 i Me 410. Més preocupant per a la Jagdwaffe va ser la pèrdua del 17% dels seus pilots; gairebé 100 van morir. Havia girat la truita, i la superioritat aèria havia passat als aliats occidentals.

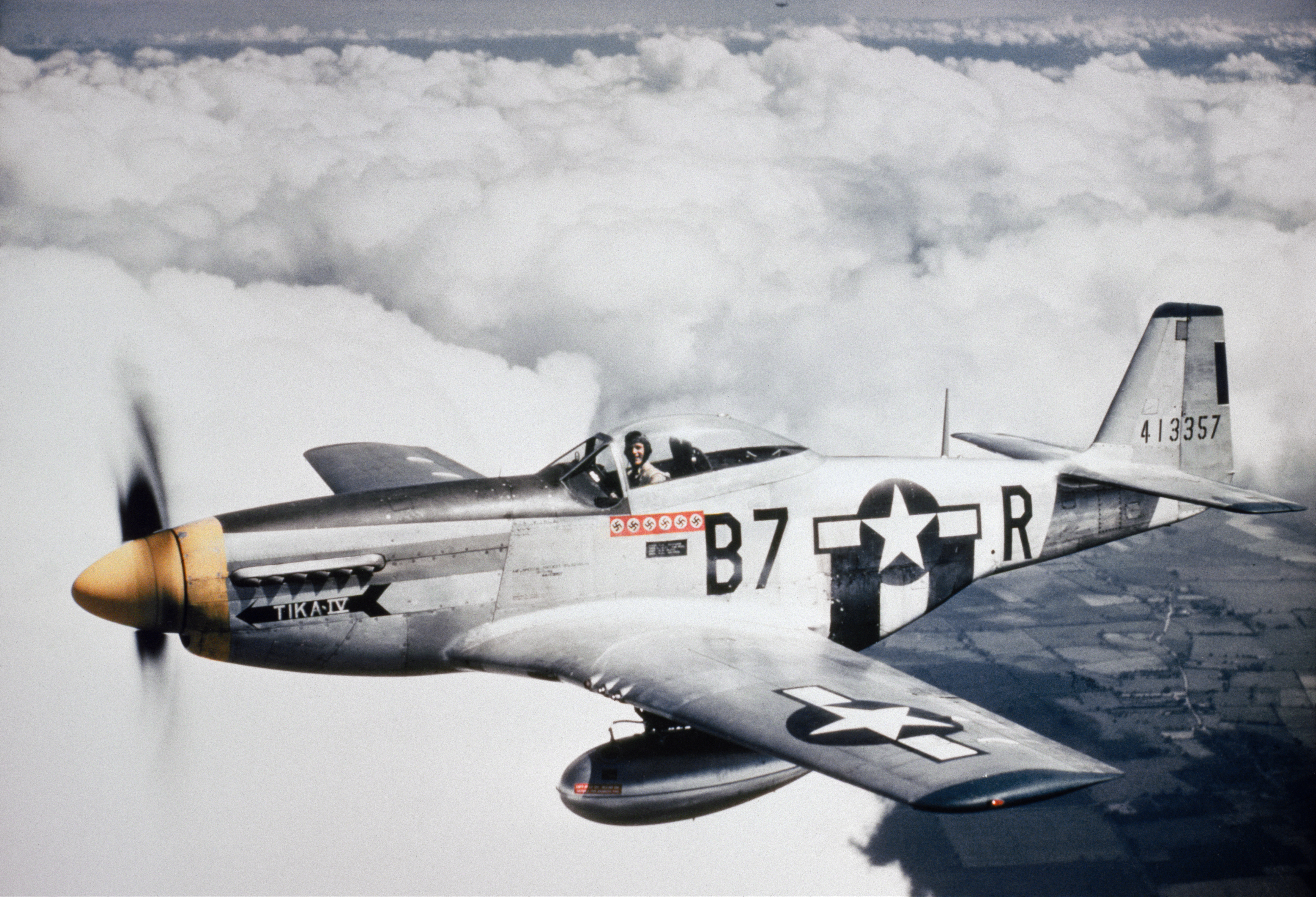
P-51D del 374è esquadró de combat. Aquest és un model D primerenc, sense la barra de punta; Els tancs de caiguda de 75 galons (284 litres) es troben als bastidors de les ales.

Quan el suport dels caces de llarg abast es va fer àmpliament disponible al maig de 1944, l'esforç defensiu de la Luftwaffe es va veure greument danyat. Els P-51 D Mustangs i els P-47 Thunderbolts amb abast ampliat ara eren capaços d'escortar els bombarders cap a i des de l'objectiu. la Luftwaffe ara no tenia l'oportunitat d'atacar les flotes desprotegides. Les batalles aèries resultants van disminuir la força de la Jagdwaffe.
Els combatents estatunidencs i de la RAF van emprendre moltes neteges de combat, i els límits de la línia del front es van desplaçar constantment cap a l'est. Van contractar molts avions d'entrenament de la Luftwaffe, i el desemparat Jagdflieger de demà va ser abatut en massa. L'entrenament de pilots s'havia reduït per tal d'omplir la primera línia de Gruppen, que sovint tenia més avions que pilots. La producció d'avions alemanys va assolir el seu punt àlgid a l'agost de 1944, igualant finalment la producció soviètica i americana, però la producció va arribar massa tard per modificar el resultat de la guerra aèria. La Luftwaffe tenia un munt d'avions però una escassetat crítica de pilots de caça experimentats.
La campanya aèria aliada no va tenir èxit en fer fora Alemanya de la guerra per si sola, però va contribuir significativament a la derrota alemanya, obligant els alemanys a centrar valuosos recursos en la batalla sobre Alemanya, que després es van perdre en altres fronts. Albert Speer va dir que si la campanya de 1944 contra els jaciments de petroli romanesos s'hagués continuat durant un mes més, tota la Wehrmacht hauria quedat paralitzada. Segons Speer, el 98% de les plantes de combustible d'avions alemanyes estaven fora de producció. La producció de combustible d'aviació va caure de 180.000 tones a 20.000 tones entre març i novembre de 1944.
Per augmentar els problemes de la Jagdwaffe, els combatents estatunidencs estaven volant missions de llançadora i aterrant a les bases de la Unió Soviètica. Aquesta tàctica els va permetre ampliar el seu temps de combat ja considerable a la zona objectiu. L'entusiasme americà per aquestes missions va acabar quan els russos no van poder defensar aquests avions dels atacs de la Luftwaffe. Una d'aquestes incursions al març de 1944 va destruir a terra 43 bombarders B-17 i 15 caces P-51.
La retirada de les bases aèries de la Luftwaffe es va convertir en un lloc comú a mesura que va passar el 1944, fins que enlloc d'Europa la Jagdwaffe no podia romandre fora de la zona dels aliats. Si la crisi del combustible va ser prou dolenta, les baixes que va patir l'ara ja desaparegut Kampfgruppen començaven a ser greus. Ara la majoria de les unitats de bombarders transportaven i transportaven personal a tota Alemanya. A l'abril / maig de 1944, la Luftwaffe va perdre 67 avions d'aquest tipus, a l'est fins a Dresden.
Moltes càmeres de pistoles de combat aliades sovint revelaven que els avions que havien estat declarats destruïts com a 109 eren sovint avions d'entrenament Arado Ar 96 amb un pilot cadet als comandaments. Per contrarestar això, els vols no de combat només s'havien de dur a terme a l'alba i al vespre. La Luftwaffe va ampliar els sistemes d'alerta d'avions i va idear senyals de ràdio per advertir els vols d'intrusos. Si eren atacats, els avions mal armats havien de capbussar-se fins al nivell dels arbres i, si calia, el pilot anava a aterrar i cobrir-se, ja que els pilots eren molt més importants que els avions.
Els alemanys també van utilitzar camuflatge, pantalles de fum i van recórrer a soterrar comunicacions vitals i cables elèctrics que servien el radar i les estacions de comandament. Les municions s'emmagatzemaven en túnels juntament amb subministraments de combustible preciosos. Els pilots aliats també van assenyalar que els alemanys cobrien els camps d'aviació amb canons quàdruples de 20 mm i 37 mm capaços de posar pantalles de foc al pas dels caces de baixa volada. Com a resultat d'aquestes mesures, les pèrdues dels combatents aliats van augmentar.
La introducció del B-17G amb la seva torreta "barbeta" controlada a distància va forçar un canvi de tàctica a la Jagdwaffe. Al llarg de 1943, els atacs frontals havien tingut èxit contra els bombarders pesats estatunidencs. Moltes unitats de la Luftwaffe ara van millorar la potència de foc dels seus caces. Alguns caces Fw 190 portaven canons MK 108 de 30 mm que podrien destruir la majoria dels bombarders pesants amb dos o tres impactes. Les versions posteriors del Messerschmitt Bf 109 (a partir del Gustav) també eren capaces de portar armament més pesat com el MK 108, tot i que només un sol canó disparava a través de l'eix de l'hèlix com un Motorkanone muntat al motor .
El setembre del 1944 els soviètics avançaven cap a Romania i es van perdre els jaciments petrolífers. A partir d'aquest moment, la Luftwaffe va experimentar escassetat crònica de combustible. Molts interceptors alemanys que tornaven de les missions van apagar els motors en tocar a terra per evitar malgastar combustible. Els equips de terra els portaven ràpidament sota cobert. En aquest moment les pèrdues dels pilots de combat eren cada vegada més insuportables i la Jagdwaffe estava a punt de trencar-se.

##### El final a l'Oest 1944–45
Entre gener i maig de 1944, la Luftwaffe va emprendre l'operació Steinbock, l'anomenada Baby Blitz, que va reunir 474 bombarders per a una campanya contra Londres. Steinbock va ser desconvocat quan es van disposar de coets V-1 per als atacs de càstig i després de la pèrdua de 329 bombarders. La manca d'experiència de vol nocturn de la tripulació va contribuir a les pèrdues. La força bombardera, sota el comandament de l'oberst Dietrich Peltz, ara només tenia 143 bombarders disponibles per a la invasió de Normandia.
El 1944 la Luftwaffe ja no estava en condicions d'oposar-se seriosament a l'operació Overlord, la invasió aliada de França el 6 de juny de 1944. Només un grapat d'operacions de la Luftwaffe es van llançar contra els caps de la platja. La més coneguda va ser l'acció que es va produir a les platges: va ser una passada dirigida per l'as del Fw 190, Josef Priller i el seu ala, Emil Lang va obtenir 29 victòries contra els aliats occidentals, tots menys un sobre el front d'invasió de Normandia, cosa que el va convertir en el as alemany amb més victòries de la campanya.
Durant l'operació Market Garden, l'intent aliat de posar fi a la guerra el 1944 forçant una ruta pels Països Baixos i cap a la regió d'Alemanya del Ruhr, les forces de combat Luftwaffe van aconseguir causar pèrdues importants als avions aliats que transportaven paracaigudistes i subministraments a la batalla, però patint pèrdues foren greus. La Jagddivision operativa a la zona va reclamar la destrucció de 209 avions aliats, inclosos només 35 avions de transport. A canvi, la Luftwaffe va perdre 192 caces. L'operació aliada va fracassar, i la Luftwaffe va sobreviure l'any següent.
Durant la batalla de les Ardenes, la Luftwaffe va emprendre atacs de bombardeig nocturn contra Bastogne. Un subministrament aeri de puntes de llança alemanyes va fracassar completament. L'1 de gener de 1945, la Luftwaffe va emprendre una operació d'atac final coneguda com a operació Baseplate (Unternehmen Bodenplatte) contra els aeròdroms aliats dels Països Baixos i Bèlgica per intentar establir la superioritat aèria i eliminar els atacs aeris contra les forces alemanyes a la zona de les Ardenes.
Adolf Galland, que havia substituït Werner Mölders com a general der Jagdflieger protestava, ja que havia estat conservant amb cura la força de combat de la Luftwaffe pel seu "Gran cop" contra els bombarders aliats, en què més de 800 caces serien enviats en atacs massius per causar pèrdues devastadores als bombarders aliats, que esperava persuadir els aliats de deixar de bombardejar Alemanya durant un temps. Juntament amb altres com Johannes Steinhoff va intentar persuadir Hitler perquè retirés la Reichsmarschall Göring del comandament de la Luftwaffe, conduint a la revolta dels pilots de caça. Van ser acomiadats i retornats a les seves unitats de primera línia.
Creient correctament que un atac de l'1 de gener capturaria les forces aèries aliades amb la guàrdia baixa, la Luftwaffe va destruir molts avions aliats a terra, però a canvi va patir pèrdues paralitzants. Els alemanys van perdre 271 Bf 109 i Fw 190s destruïts o capturats, i 65 més danyats, així com 9 Ju 88 destruïts i 4 més danyats. Les pèrdues dels pilots van ser de 143 pilots morts, 70 com a presoners de guerra i 21 ferits. Les pèrdues van representar el 25% de la força atacant. Es calcula que es van perdre 3 Kommodore, 5 Kommandeure and 14 Staffelkapitäne.
L'operació havia estat tan secreta que la Luftwaffe no va notificar-la a les seves unitats antiaèries de primera línia, que van provocar moltes pèrdues a causa del foc amic. Dels restants pilots de la Luftwaffe pocs tenien més de deu missions en el seu haver. La pèrdua de vint-i-dos comandants de la unitat va ser devastadora, aquests homes eren irreemplaçables en aquest moment. La pèrdua d'aquests pilots excepcionals va provocar una caiguda de la moral i la pèrdua de l'orientació que van donar als pilots més joves. A canvi de les pèrdues paralitzants, es va pensar per primera vegada que la Luftwaffe va destruir 232 avions aliats i va danyar 156. L'examen dels registres aliats mostra que les xifres van ser destruïdes a prop de 305 i 190 danyades. No obstant això, com que la gran majoria d'aquests avions van ser destruïts a terra, les pèrdues de pilots aliats van ser molt lleus i els avions podrien ser substituïts ràpidament pels aliats. L'operació va ser un desastre per a la Jagdwaffe. la Luftwaffe va centrar la seva atenció en un revolucionari avió de combat del Messerschmitt Me 262 Stormbird o Schwalbe (Empassar). Tot i que aquest avió podia superar qualsevol avió aliat i disposava d'un armament que pogués destruir efectivament els bombarders aliats amb una única ràfega de foc, no es va produir en nombre suficient per canviar la guerra aèria.

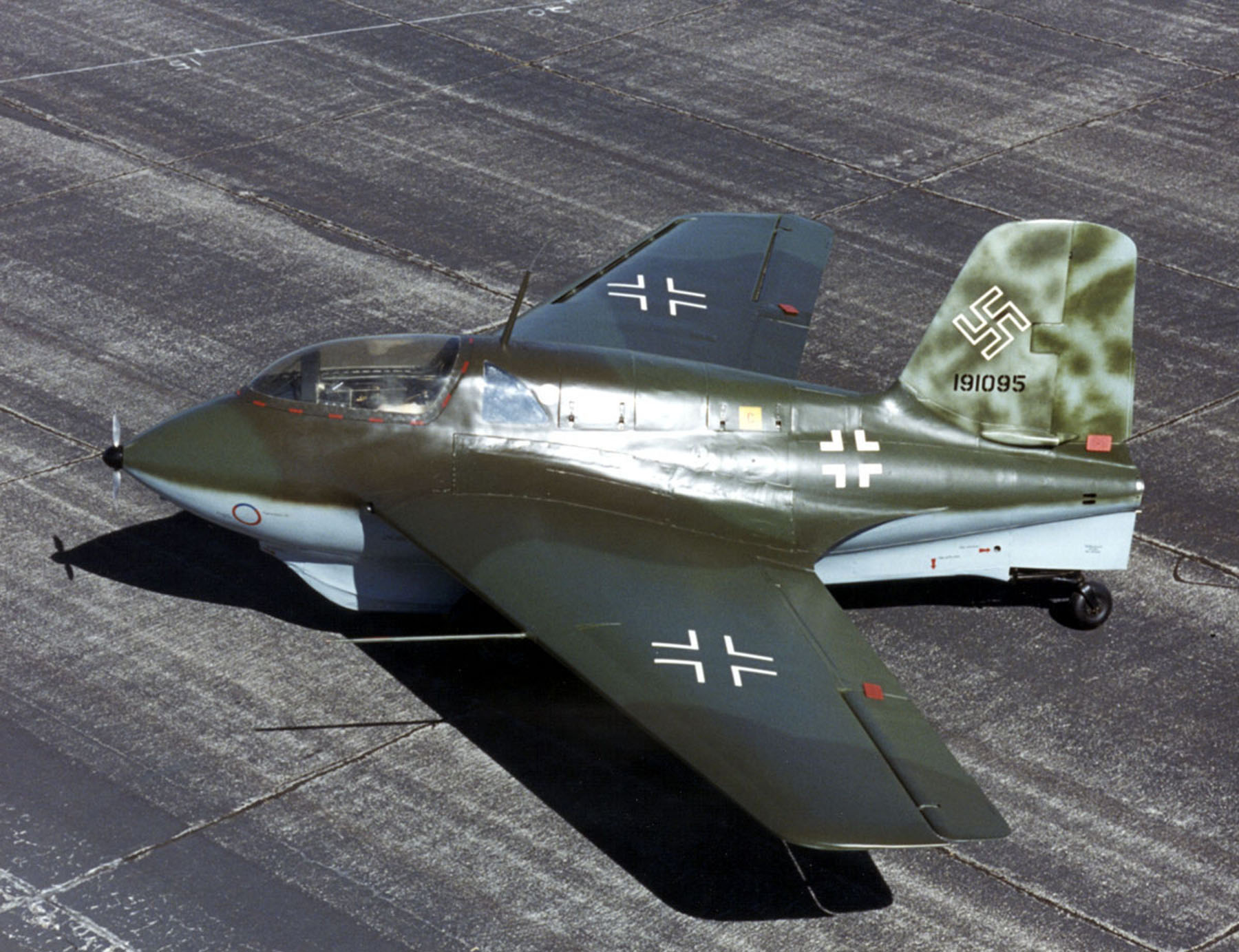
El Messerschmitt Me 163 Komet, era un avió de combat alemany amb coet.

La Luftwaffe va continuar resistint l'atac aeri aliat sobre Alemanya, que al març de 1945 s'havia convertit en la primera línia de front. En diverses missions durant el mes de març, les flotes de bombarders estatunidencs van informar d'atacs de grans grups d'avions alemanys amb motor de pistó i avions a reacció, de vegades fins a 150. L'escassetat de combustible era ara la responsable de deixar a terra la Jagdwaffe. Es va donar prioritat a les unitats de reacció que ara operaven els Messerschmitt Me 163 i Me 262.
Adolf Galland, abans general der Jagdflieger i ara en desgràcia després de la Revolta dels Pilots de Caça, va formar el Jagdverband 44 (JV 44). Aquesta unitat era una força especial de combat que consistia en alguns dels millors asos de combat alemanys de la Luftwaffe, que volarien el jet Messerschmitt Me 262. La unitat es va crear el febrer de 1945. El personal volador de l'esquadró estava format gairebé exclusivament per asos amb gran puntuació, o Experten. Els cinc màxims asos de la unitat havien obtingut més de 1.000 victòries. El JV 44 va defensar el sud d'Alemanya i Àustria contra l'atac aeri.

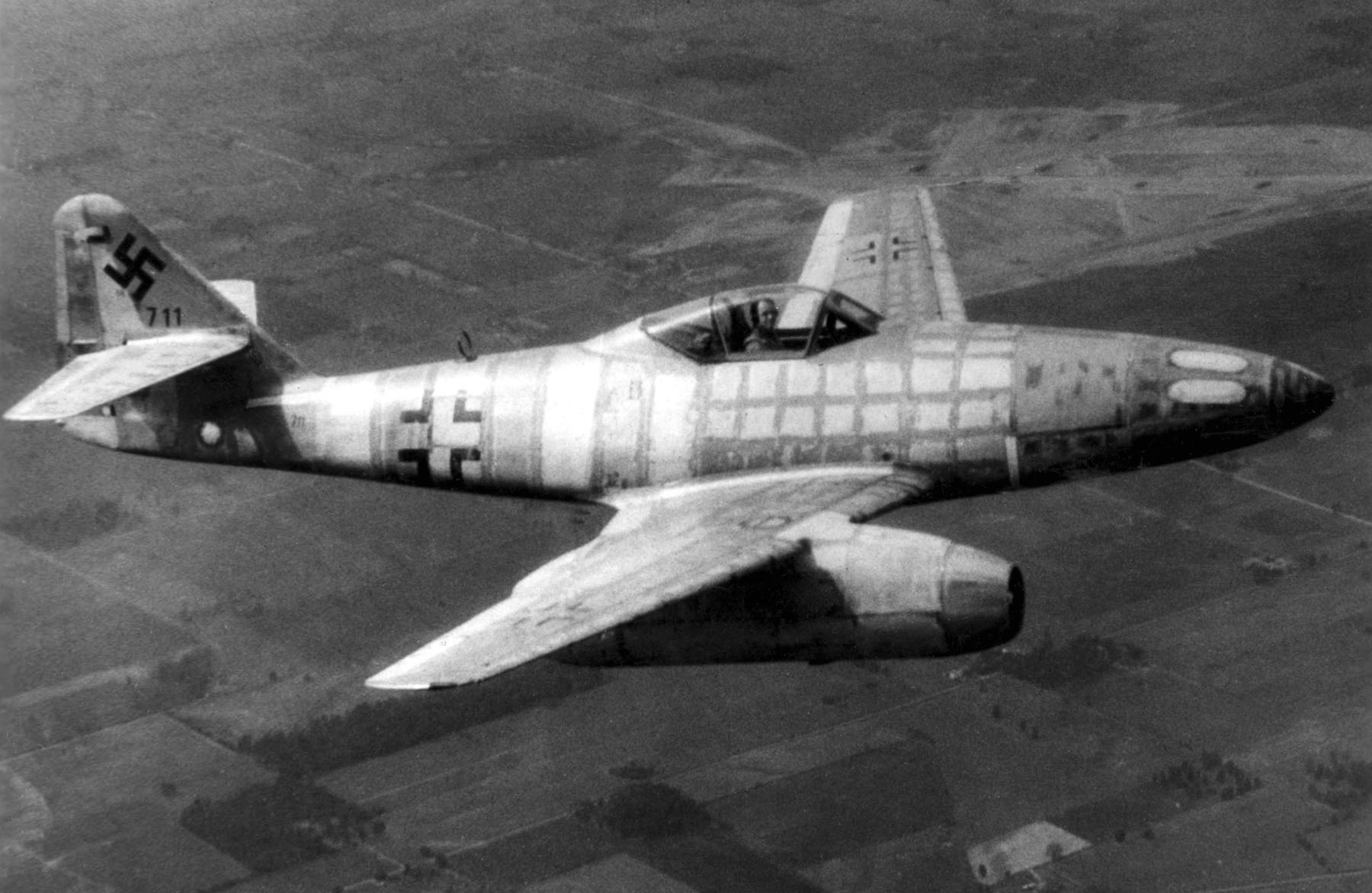
El Messerschmitt Me 262 Schwalbe, el primer avió de combat a reacció operatiu del món.

A causa de la major longitud de pista que requeria i de la lenta acceleració que tenia a velocitats baixes, el Me 262 era especialment vulnerable durant l'enlairament i l'aterratge. La unitat va construir un esquadró de protecció (Platzschutzstaffel) dirigit pel tinent Heinz Sachsenberg per proporcionar cobertura aèria als enlairaments i aterratges. Aquesta unitat va fer volar el Fw 190 D "Dora" de nas llarg, variant del conegut Fw 190. Aquests avions es van pintar de vermell brillant a la seva part inferior amb franges blanques contrastades perquè les bateries antiaèries poguessin distingir-les dels avions aliats. La unitat va continuar les operacions fins al final de la guerra, el mateix Galland va resultar ferit, després de destruir un solitari B-26, quan va ser abatut per un P-47 Thunderbolt.
A l'abril, el front alemany a l'oest s'havia desintegrat i a l'est l'Exèrcit Roig havia envoltat Berlín. Els alemanys van recórrer a solucions desesperades com l'esquadró Leonidas. Les últimes batalles lliurades al cel sobre Alemanya ja eren insignificants. Tot menys superat, va començar la rendició massiva del personal militar alemany. De la Luftwaffe només quedaven restes disperses sobre camps d'aviació que eren pràcticament “cementiris” d'avions. Molts exemples dels avions revolucionaris que la Luftwaffe esperava que convertissin la marea van caure en mans dels aliats, exemples com el Me 262 i el Heinkel He 162 van impressionar molt els aliats.

## Organització de laLuftwaffe

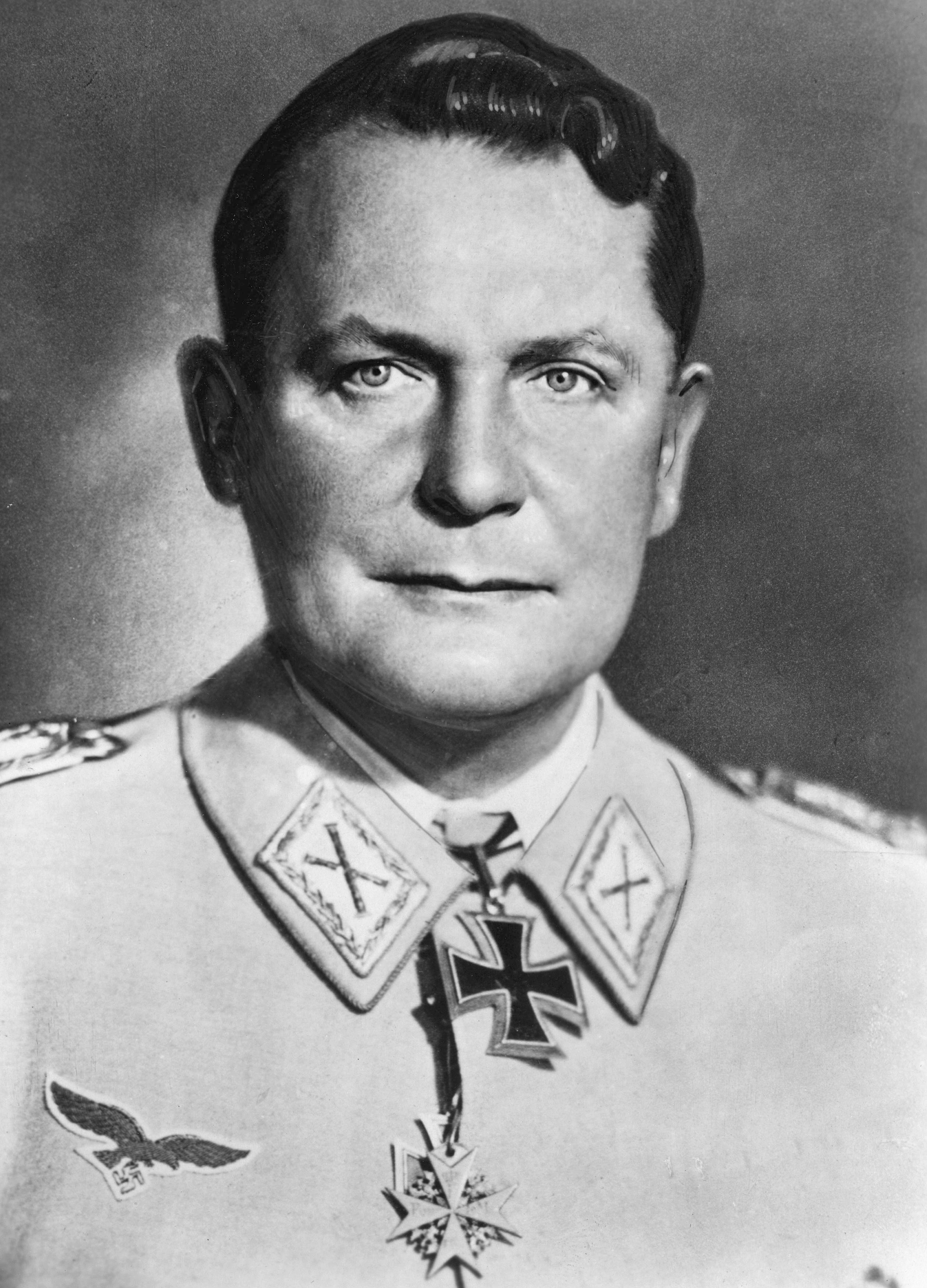
Hermann Göring, el primer comandant suprem de la Luftwaffe

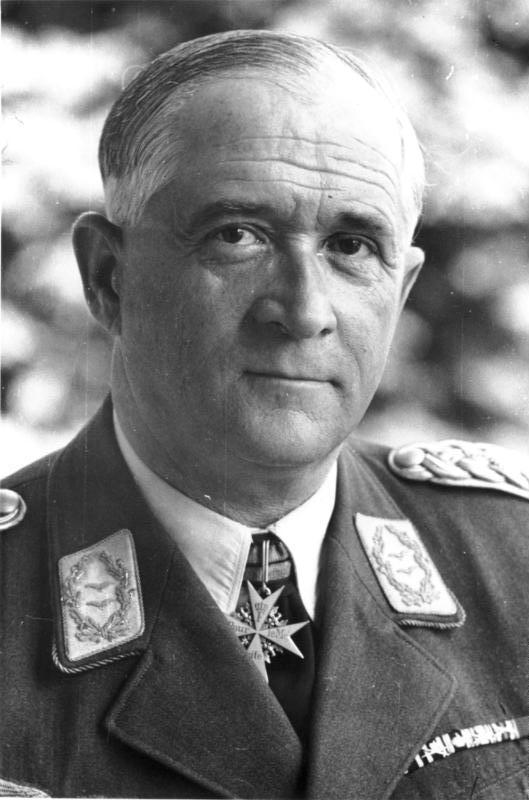
Robert Ritter von Greim, el segon i darer comandant suprem de la Luftwaffe

### Comandants de laLuftwaffe
Al llarg de la història de l'Alemanya nazi, la Luftwaffe només va tenir dos comandants en cap. El primer va ser el Reichsmarschall Hermann Göring, sent el segon i últim el generalfeldmarschall Robert Ritter von Greim. El seu nomenament com a comandant en cap de la Luftwaffe va ser concomitant amb la seva promoció a Generalfeldmarschall, l'últim oficial alemany de la Segona Guerra Mundial que va ascendir al màxim rang. Altres oficials ascendits al segon grau militar més alt d'Alemanya van ser Albert Kesselring, Hugo Sperrle, Erhard Milch i Wolfram von Richthofen.
Al final de la guerra, amb Berlín envoltat per l'Exèrcit Roig, Göring va suggerir a Hitler que assumís el lideratge del Reich. Hitler va ordenar la seva detenció i execució, però els guardes SS de Göring no van complir l'ordre, i Göring va sobreviure per ser jutjat a Nuremberg.
Sperrle va ser processat al Procés OKW, un dels darrers dotze dels Processos de Nuremberg després de la guerra. Va ser absolt pels quatre càrrecs. Va morir a Múnic el 1953.

### Organització i cadena de comandament
Al començament de la guerra, la Luftwaffe tenia quatre Luftflotten (flotes aèries), cadascuna responsable d'aproximadament una quarta part d'Alemanya. A mesura que avançava la guerra, es van anar creant més flotes aèries a mesura que s'ampliaven les zones sota domini alemany. Com a exemple, la Luftflotte 5 es va crear el 1940 per dirigir operacions a Noruega i Dinamarca, i es van crear altres Luftflotten quan fos necessari. Cada Luftflotte contindria diversos Fliegerkorps (Cos aeri), Fliegerdivision (Divisió aèria), Jagdkorps (Cos de caces), Jagddivision (divisió aèria) o Jagdfliegerführer (Comandament aeri de combat). Cada formació li hauria unit diverses unitats, normalment diverses Geschwader, però també Staffeln i Kampfgruppen independents. La Luftflotte també era responsable de la formació d'avions i escoles a les seves àrees operatives.
Un Geschwader estava comandat per un Geschwaderkommodore, amb el rang de major, oberstleutnant o oberst. Altres oficials d'estat majorde la unitat amb funcions administratives incloïen l'ajut, l'oficial tècnic i l'oficial d'operacions, que normalment (encara que no sempre) eren tripulants amb experiència o pilots que encara volaven en operacions. Un altre personal especialitzat eren el personal de navegació, senyals i serveis d'intel·ligència. Un Stabschwarm (vol del quarter general) estava unit a cada Geschwader.
Un Jagdgeschwader (ala de caça) (JG) era un caça de dia Geschwader d'un sol seient, típicament equipat amb avions Bf 109 o Fw 190 que volaven en els papers de combat o bombarder. Al final de la guerra, el 1944–45, el JG 7 i el JG 400 (i l'especialista en avions a reacció JV 44) van volar avions molt més avançats, amb el JG 1 treballant amb avions a reacció al final de la guerra. Un Geschwader consistia en grups (Gruppen), que al seu torn consistien en Jagdstaffel (esquadrons de combat). Per tant, l'Ala de Caces 1 era el JG 1, el seu primer Gruppe (grup) era el I./JG 1, utilitzant un número romà només per al nombre del Gruppe, i el seu primer Staffel (esquadró) era 1./JG 1. La força del Geschwader era normalment de 120 a 125 avions.
Cada Gruppe estava comandat per un Kommandeur i un Staffel per un Staffelkapitän. No obstant això, es tractava de "nomenaments", no de rangs, dins de la Luftwaffe. Habitualment, el Kommodore tindria el rang d'oberstleutnant o, excepcionalment, d'oberst. Fins i tot un leutnant es podia trobar comandant un Staffel.
De la mateixa manera, una ala de bombarder era un Kampfgeschwader (KG), una ala de combat nocturn era un Nachtjagdgeschwader (NJG), una ala de bombarder en picat era un Stukageschwader (StG) i unitats amb responsabilitats específiques per a les patrulles costaneres i tasques de cerca i rescat, eren Küstenfliegergruppen (Kü.Fl. Gr.). Els grups especialitzats en bombarders eren coneguts com a Kampfgruppen (KGr). La força d'un Geschwader era d'uns 80-90 bombarders.

### Personal
| Força de la Luftwaffe Durant la tardor de 1941 |                       |
| Forces                                         | Quantitat de personal |
| Unitats de vol                                 | 500.000               |
| Unitats antiaèries                             | 500.000               |
| Unitats de senyal d'aire                       | 250.000               |
| Unitats construcció                            | 150.000               |
| Unitats Landsturm (milícies)                   | 36.000                |
| Font:                                          |                       |

La força de la Luftwaffe en temps de pau a la primavera del 1939 era de 370.000 homes. Després de la mobilització el 1939, van servir prop de 900.000 homes, i just abans de l'operació Barbarroja el 1941, la plantilla havia assolit els 1,5 milions d'homes. La Luftwaffe va assolir la seva major dotació de personal durant el període de novembre de 1943 a juny de 1944, amb gairebé tres milions d'homes i dones d'uniforme; d'aquests 1,7 milions eren soldats homes, 1 milió d'homes de la Wehrmachtsbeamte i civils i gairebé 300.000 auxiliars de dones i homes (Luftwaffenhelfer). L'octubre de 1944, les unitats antiaèries tenien 600.000 soldats i 530.000 auxiliars, inclosos 60.000 homes del Reichsarbeitsdienst, 50.000 Luftwaffenhelfer (homes de 15 a 17 anys), 80.000 Flakwehrmänner (homes de més edat militar) i Flak-V-soldaten (homes) no aptes per al servei militar), i 160.000 dones Flakwaffenhelferinnen i RAD-Maiden, així com 160.000 personal estranger (Hiwis).
Els pilots de caça de dia i de nit alemanys van obtenir més de 70.000 victòries aèries durant la Segona Guerra Mundial D'aquestes, s'estima 745 victòries van ser obra dels caces de reacció. Els Flak van abatre 25.000-30.000 avions aliats. Desglossats segons les diferents forces aliades, uns 25.000 eren avions estatunidencs, uns 20.000 britànics, 46.100 soviètics, 1.274 francesos, 375 375 polonesos, i 81 holandesos, així com avions d'altres aliats nacionalitats.

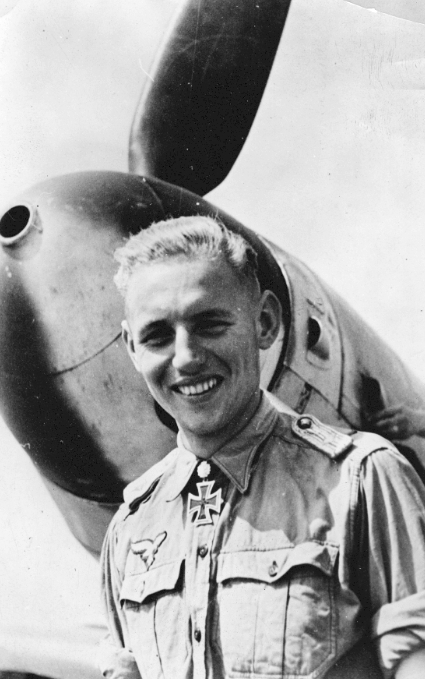
Erich Hartmann, el màxim as alemany, amb 352 victòries

El pilot de caça de dia amb més puntuació va ser Erich Hartmann amb 352 victòries confirmades, totes elles al front oriental contra els soviètics. Els principals assos a l'oest van ser Hans-Joachim Marseille amb 158 morts contra avions de l'Imperi Britànic (RAF, RAAF, i SAAF), i Georg-Peter Eder amb 56 victòries d'avions de la USAAF (d'un total de 78). Al pilot de caça nocturn amb més èxit, Heinz-Wolfgang Schnaufer, se li atribueix 121 victòries. Werner Mölders va ser el primer pilot en assolir la xifra de 100 victòries aèries a la Segona Guerra Mundial..
103 pilots de caça alemanys van abatre més de 100 avions enemics per un total d'aproximadament 15.400 victòries aèries. Aproximadament 360 pilots més van obtenir entre 40 i 100 victòries aèries per la ronda unes 21.000 victòries. Altres 500 pilots de caça van obtenir entre 20 i 40 victòries per un total de 15.000 victòries. Una part de la raó per la qual els pilots alemanys van obtenir un total de victòries tan elevat va ser que van estar en combat durant tota la guerra, a diferència dels aliats, que rotaven els seus aviadors fora del combat després d'un cert temps, els pilots alemanys van volar fins que els mataven. capturaven o quedaven massa ferits per seguir volant. És relativament segur que 2.500 pilots de caça alemanys van assolir l'estatus d'as, després d'haver aconseguit almenys cinc victòries aèries. Aquests èxits van ser guardonats amb 453 pilots de caça diürn alemanys monomotors i bimotors (Messerschmitt Bf 110) que reberen la Creu de Cavaller de la Creu de Ferro. 85 pilots de caça nocturna, inclosos 14 membres de la tripulació, van rebre la Creu de Cavaller de la Creu de Ferro.
Alguns pilots de bombarders també van tenir un gran èxit. El pilot de Stuka i Schlachtflieger Hans-Ulrich Rudel va volar 2.530 missions d'atac terrestre i va reclamar la destrucció de més de 519 tancs i un cuirassat, entre d'altres. Es va convertir en el militar alemany més decorat de la Segona Guerra Mundial. El pilot de bombarders Hansgeorg Bätcher va volar més de 658 missions de combat, destruint nombrosos vaixells i altres objectius.
Les pèrdues de la Luftwaffe, en canvi, també van ser elevades. El nombre total estimat de destruïts i danyats durant la guerra va ser de 76.875 avions. D'aquests, uns 43.000 es van perdre en combat, la resta en accidents operatius i durant l'entrenament. Per tipus, les pèrdues van sumar 21.452 caces, 12.037 bombarders, 15.428 d'entrenament, 10.221 caces bimotors, 5.548 aeronaus d'atac terrestre, 6.733 avions de reconeixement i 6.141 transports.
Segons l'estat major de la Wehrmacht, les pèrdues del personal de vol fins al febrer de 1945 van ascendir a:
- Morts en acció: 6.527 oficials i 43.517 soldats
- Ferits en acció: 4.194 oficials i 27.811 soldats
- Desapareguts en acció: 4.361 oficials i 27.240 soldats

en total: 15.082 oficials i 98.568 soldats
Segons estadístiques oficials, el total de baixes de la Luftwaffe, inclòs el personal de terra, va ascendir a 138.596 morts i 156.132 desapareguts fins al 31 de gener de 1945.

### Rangs
Les insígnies de rang a la Luftwaffe seguien el següent patró, similar al de les altres branques de la Wehrmacht.:
|                     | Generale (Oficials generals) | Generale (Oficials generals) | Generale (Oficials generals) | Generale (Oficials generals) | Generale (Oficials generals) | Generale (Oficials generals) | Leitende Offiziere (Oficials superiors) | Leitende Offiziere (Oficials superiors) | Leitende Offiziere (Oficials superiors) | Haupleute und Rittmeister (Capitans) | Leutnante (Oficials subalterns) | Leutnante (Oficials subalterns) |
| ------------------- | ---------------------------- | ---------------------------- | ---------------------------- | ---------------------------- | ---------------------------- | ---------------------------- | --------------------------------------- | --------------------------------------- | --------------------------------------- | ------------------------------------ | ------------------------------- | ------------------------------- |
| Insígnia de coll    |                              |                              |                              |                              |                              |                              |                                         |                                         |                                         |                                      |                                 |                                 |
|                     |                              |                              |                              |                              |                              |                              |                                         |                                         |                                         |                                      |                                 |                                 |
| Insígnia d'espatlla |                              |                              |                              |                              |                              |                              |                                         |                                         |                                         |                                      |                                 |                                 |
|                     |                              |                              |                              |                              |                              |                              |                                         |                                         |                                         |                                      |                                 |                                 |
| Insígnia de màniga  |                              |                              |                              |                              |                              |                              |                                         |                                         |                                         |                                      |                                 |                                 |
| Reichsmarschall     | Generalfeldmarschall         | Generaloberst                | General                      | Generalleutnant              | Generalmajor                 | Oberst                       | Oberstleutnant                          | Major                                   | Hauptmann                               | Oberleutnant                         | Leutnant                        |                                 |

|                     | Unteroffiziere (Sots-oficials) | Unteroffiziere (Sots-oficials) | Unteroffiziere (Sots-oficials) | Unteroffiziere (Sots-oficials) | Unteroffiziere (Sots-oficials) | Unteroffiziere (Sots-oficials) | Mannscharten (Tropa) | Mannscharten (Tropa) | Mannscharten (Tropa) | Mannscharten (Tropa) | Mannscharten (Tropa) |
| ------------------- | ------------------------------ | ------------------------------ | ------------------------------ | ------------------------------ | ------------------------------ | ------------------------------ | -------------------- | -------------------- | -------------------- | -------------------- | -------------------- |
| Insígnia de coll    |                                |                                |                                |                                |                                |                                |                      |                      |                      |                      |                      |
|                     |                                | Oberfeldwebel                  | Feldwebel                      | Unterfeldwebel                 | Unteroffizier                  | Stabsgefreiter                 | Stabsgefreiter       | obergrefreiter       | Grefreiter           | Oberschutze          |                      |
| Insígnia d'espatlla |                                |                                |                                |                                |                                |                                |                      |                      |                      |                      |                      |
|                     | Hauptfeldwebel                 | Oberfeldwebel                  | Feldwebel                      | Unterfeldwebel                 | Unteroffizier                  | Stabsgefreiter                 | Stabsgefreiter       | Stabsgefreiter       | Stabsgefreiter       | Stabsgefreiter       |                      |
| Insígnia de màniga  |                                |                                |                                |                                |                                |                                |                      |                      |                      |                      |                      |
|                     | Hauptfeldwebel                 | Oberfeldwebel                  | Feldwebel                      | Unterfeldwebel                 | Unteroffizier                  | Stabsgefreiter                 |                      | Obergrefreiter       | Grefreiter           |                      |                      |
|                     |                                | Stabsfeldwebel                 | Oberfeldwebel                  | Feldwebel                      | Unterfeldwebel                 | Unteroffizier                  | Stabsgefreiter       | Hauptgefreiter       | Obergrefreiter       | Grefreiter           | Flieger              |

## Omissions i errors

### Manca de defensa aèria
El fracàs de la Luftwaffe en la campanya de defensa del Reich va ser el resultat de diversos factors. La Luftwaffe no tenia un sistema efectiu de defensa antiaèria a principis de la guerra. La política exterior d'Adolf Hitler havia empès Alemanya a la guerra abans que es poguessin desenvolupar plenament aquestes defenses. la Luftwaffe es va veure obligada a improvisar i construir les seves defenses durant la guerra.
Les accions a la llum del dia sobre el territori controlat per Alemanya van ser escasses entre 1939-1940. La responsabilitat de la defensa de l'espai aeri alemany va recaure en els Luftgaukommandos (comandaments del districte aeri). Els sistemes de defensa es basaven principalment en el braç "flak". Les defenses no estaven coordinades i la comunicació era deficient. Aquesta manca d'entesa entre el flak i les branques voladores de la defensa afectaria la Luftwaffe durant tota la guerra. Hitler, en particular, volia que la defensa descansés sobre l'artilleria antiaèria ja que donava a la població civil una "crossa psicològica" per molt ineficaços que fossin les armes.
La majoria de les batalles lliurades per la Luftwaffe al front occidental van ser contra les incursions del "Circ" de la RAF i les ocasionals incursions de la llum del dia contra l'espai aeri alemany. Aquesta va ser una posició afortunada ja que l'estratègia de la Luftwaffe de centrar el seu poder d'atac en un front començat a enfonsar-se amb el fracàs de la invasió de la Unió Soviètica. L'estratègia "perifèrica" de la Luftwaffe entre 1939 i 1940 havia estat desplegar les seves defenses de combat als límits del territori ocupat per l'Eix, amb poca protecció de les profunditats interiors. A més, les unitats de primera línia a l'Oest es queixaven de la pobra quantitat i rendiment dels avions. Les unitats es van queixar de la manca de Zerstörer amb totes les condicions meteorològiques i la "manca de potència d'escalada del Bf 109". La Luftwaffe ' avantatge tècnica s lliscava com el nou avió només formidable en l'arsenal alemany era el Focke-Wulf Fw 190. El generalfeldmarschall Erhard Milch havia d'ajudar Ernst Udet amb l'augment de la producció d'avions i la introducció de tipus d'avions de combat més moderns. No obstant això, van explicar en una reunió del Consell Industrial del Reich el 18 de setembre de 1941 que els nous avions de nova generació no havien pogut materialitzar-se i que la producció de tipus obsolets havia de continuar satisfent la creixent necessitat de substitucions.
L'acumulació de la Jagdwaffe ("Força de caces") va ser massa ràpida i la seva qualitat va patir. No es va sotmetre a un comandament unificat fins al 1943, que també va afectar el rendiment de les nou ales de combat de Jagdgeschwader existents el 1939. No es van formar més unitats fins al 1942 i es van desaprofitar els anys 1940-1941. L'OKL no va poder construir una estratègia; en canvi, el seu estil de comandament era reaccionari i les seves mesures no eren tan efectives sense una planificació exhaustiva. Això va ser particularment evident amb els esquadrons Sturmböck, formats per substituir les cada vegada més ineficaços ales de combat pesants de Zerstörer bimotor com a principal defensa contra les incursions de la llum del dia de la USAAF. El Sturmböcke van volar caces Fw 190A armats amb canons pesats de 20 mm i 30 mm per destruir bombarders pesats, però això va augmentar el pes i va afectar el rendiment del Fw 190 en un moment en què l'avió reunia un gran nombre de tipus aliats iguals, si no superiors.
La defensa aèria diürna contra ben defensats bombarders de la USAAF, en particular la Vuitena Força Aèria i la Quinzena Força Aèria, va tenir els seus èxits durant l'any natural de 1943. Però a principis de 1944, el comandant de la 8a AF Jimmy Doolittle va fer un canvi important a tàctiques de combat ofensives, que va derrotar la força de caces diürna la Luftwaffe des d'aquest moment en endavant. Un nombre constantment creixent de superlatiu caça monomotor nord-americà P-51 Mustang, que conduïa els bombarders de la USAAF a l'espai aeri alemany, va derrotar primer les ales de Bf 110 Zerstörer, després el Fw 190A Sturmböcke .

### Desenvolupament i equipament

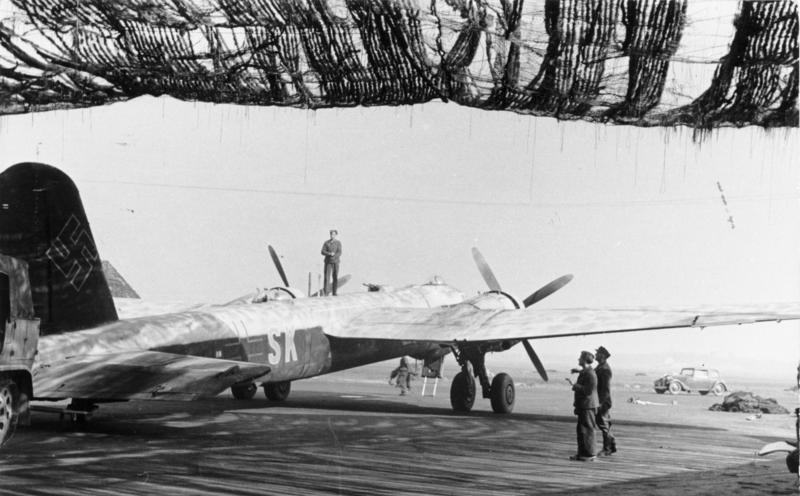
El més problemàtic de tots els dissenys alemanys durant la Segona Guerra Mundial, tant en desenvolupament com en servei, va ser el bombarder pesat He 177A Greif.

Pel que fa al desenvolupament tecnològic, el fracàs en el desenvolupament d'un bombarder de llarg abast i combatents capaços de llarg abast durant aquest període va deixar a la Luftwaffe incapaç de dur a terme una campanya de bombardeig estratègic significativa durant tota la guerra. No obstant això, Alemanya en aquest moment patit de limitacions en les matèries primeres com ara el petroli i l'alumini, el que significava que hi havia recursos insuficients per a molt més enllà d'una força aèria tàctica: donat aquestes circumstàncies, la dependència de la Luftwaffe en bombarders tàctics de gamma mitjana bimotors i els bombarders en picat de curt abast van ser una opció estratègica pragmàtica. Es podria argumentar també que la Luftwaffe ' s les Kampfgeschwader, ales de bombarders mitjans i pesats, eren perfectament capaces d'atacar objectius estratègics, però la manca de combatents capaços d'escorta de llarg abast va deixar que els bombarders no poguessin dur a terme les seves missions de manera efectiva contra una oposició decidida i ben organitzada.
El major fracàs del Kampfgeschwader, no obstant això, va ser assentar-se en un avió destinat a ser un bombarder pesat de quatre motors: el perpètuament problemàtic Heinkel He 177, els motors del qual eren propensos a calar foc durant el vol. De les tres propostes paral·leles dels departaments d'enginyeria de Heinkel per a una versió de quatre motors de la sèrie A He 177 al febrer de 1943, una d'aquestes era el candidat Amerikabomber de la firma Heinkel, només una, la He 177B, va sorgir en els mesos finals de 1943. Només es van produir tres prototips aerodinàmics del disseny de la sèrie B He 177 a principis de 1944, uns tres anys després dels primers prototips de l'Avro Lancaster, el bombarder pesat de la RAF amb més èxit.

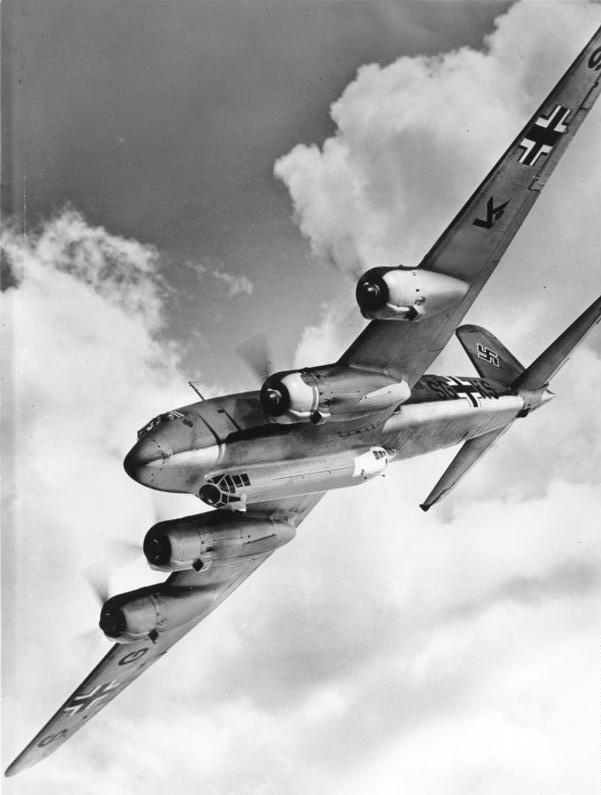
Es podria dir que un dels majors fracassos tàctics va ser la negligència de l'aviació naval al teatre occidental, 1939-1941. (a la imatge es mostra un Focke-Wulf Fw 200 C Condor)

Un altre fracàs en l'aprovisionament i l'equipament va ser la manca d'un braç aeri naval dedicat. El general Felmy ja havia expressat el seu desig de construir un braç aeri naval per donar suport a les operacions de la Kriegsmarine a les aigües atlàntiques i britàniques. Gran Bretanya depenia d'aliments i matèries primeres del seu Imperi i d'Amèrica del Nord. Felmy va insistir fermament en aquest cas durant els anys 1938 i 1939 i, el 31 d'octubre de 1939, el Großadmiral Erich Raeder va enviar una carta fortament redactada a Göring en suport d'aquestes propostes. L'avió flotant Heinkel He 115 bimotor de la primera guerra i el Dornier Do 18 eren massa lents i de curta distància. El llavors contemporani Blohm & Voss BV 138 Seedrache (Seadragon) trimotor hidroavió va esdevenir la principal plataforma marítima del transport marítim de patrulla de la Luftwaffe, amb prop de 300 exemplars construïts; el seu trio de motors dièsel Junkers Jumo 205 li va donar una autonomia màxima de 4.300 km (2.670 mi). Una altra Blohm und Voss de disseny de 1940, l'enorme, de 46 metres d'envergadura amb sis motors Blohm und Voss BV 222 Wiking de patrulla marítima, el veuria amb un abast 6.800 quilòmetres (4.200 milles), el màxim de la resistència quan s'utilitza de major versions de sortida de les mateixes centrals elèctriques Jumo 205 que la BV 138, en anys posteriors. El Dornier Do 217 hauria estat ideal com a opció basada en la terra, però patiria problemes de producció. Raeder també es va queixar del deficient nivell de torpedes aeris, tot i que el seu disseny va ser responsabilitat del braç naval combinat de la Wehrmacht (la Kriegsmarine), fins i tot considerant la producció del torpede japonès tipus 91 utilitzat a Pearl Harbor com a Lufttorpedo LT 850 a l'agost de 1942
Sense avions de patrulla marítims especialitzats navals o terrestres, dissenyats específicament, la Luftwaffe es va veure obligada a improvisar. La cèl·lula de l'avió Focke-Wulf Fw 200 Condor, dissenyada per a l'ús de l'avió civil, no tenia la força estructural per maniobrar el combat a cotes més baixes, cosa que el feia inadequat per al seu ús com a bombarder en tasques de patrulla marítima. Al Condor li faltava velocitat, blindatge i capacitat de càrrega de bomba. De vegades, el fuselatge literalment "es va trencar l'esquena" o un tauler de les ales va caure solt de l'arrel de les ales després d'un aterratge dur. No obstant això, aquest transport civil es va adaptar per al reconeixement de llarg abast i les funcions contra la navegació i, entre agost de 1940 i febrer de 1941, els Fw 200 van enfonsar 85 vaixells per un total reclamat de 363.000 Grt. La Luftwaffe es va centrar en l'aviació naval, en particular els avions de patrulla marítima de llarg abast, com els esmentats multimotors Blohm & Voss, propulsats per dièsel, que Alemanya hauria estat capaç de guanyar la  batalla de l'Atlàntic. No obstant això, Raeder i la Kriegsmarine no van aconseguir pressió per poder tenir un braç aeronaval fins que va començar la guerra, mitigant la responsabilitat de la Luftwaffe. A més, Göring considerava qualsevol altra branca de l'exèrcit alemany que desenvolupés la seva pròpia aviació com una invasió a la seva autoritat i frustrava contínuament els intents de la Marina de construir la seva pròpia potència aèria.
L'absència d'una força bombardera estratègica per a la Luftwaffe, després de la mort accidental del general Wever a principis d'estiu de 1936 i la finalització del programa del bombarder Ural que va impulsar abans de la invasió de Polònia, no es tornaria a abordar fins a l'autorització del Concurs de disseny del "Bombarder B" el juliol de 1939, que pretenia substituir la força bombardera mitjana amb què la Luftwaffe havia de començar la guerra, i el concepte de bombarder mitjà d'alta velocitat Schnellbomber aconseguit parcialment amb un avió bombarder d'alta velocitat bimotor més avançat amb parells de motors relativament d'alta potència de 1.500 kW (2.000 CV) de potència i nivells superiors cadascun com a continuació de l'anterior Projecte Schnellbomber, que també seria capaç de funcionar com a bombarders pesants de menor abast.

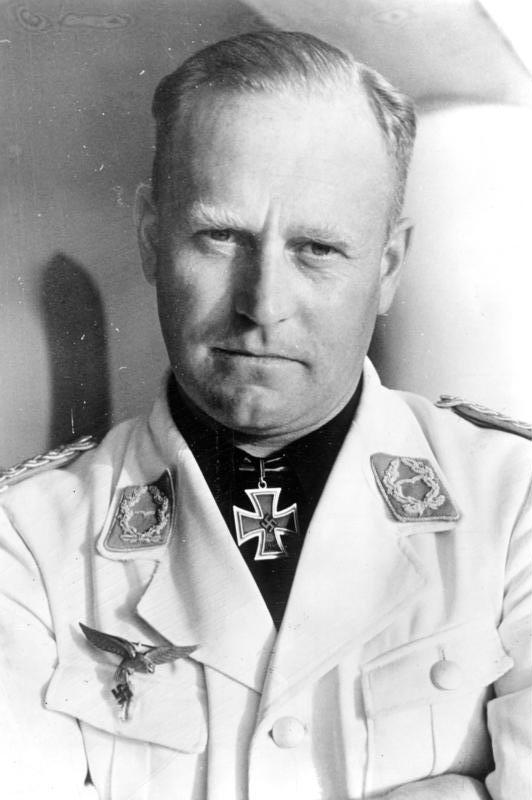
Oberst Edgar Petersen, el cap del Erprobungsstellen de la Luftwaffe, la xarxa d'instal·lacions de prova a finals de la guerra

El programa Amerikabomber de la primavera de 1942 també va intentar produir dissenys estratègics útils de bombarders per a la Luftwaffe, essent la seva prioritat de disseny una capacitat avançada de rang transoceànic com a objectiu principal del projecte per atacar directament els Estats Units des d'Europa o les Açores. Inevitablement, tant els programes Bomber B com Amerikabomber van ser víctimes de l'èmfasi continu de la Wehrmacht, que va insistir en la combinació de la insistència militar perquè el seu braç aeri de la Luftwaffe donés suport al Heer com a missió principal i el dany a la indústria aeronàutica alemanya per atacs de bombarders aliats.

### Reptes per abordar directament els problemes dels pilots de combat
L'aparent manca d'un departament "tècnic-tàctic" dedicat al RLM, que hauria estat directament en contacte amb pilots de combat per avaluar les seves necessitats d'actualització d'armes i consells tàctics, mai s'havia previst seriosament com una necessitat crítica en la planificació del braç aeri original alemany. El RLM tenia el seu propi Technisches Amt (T-Amt) per gestionar problemes de tecnologia de l'aviació, però es va encarregar de gestionar tots els problemes de tecnologia de l'aviació del Tercer Reich, tant de caràcter militar com civil, i tampoc no se sap que hagi tingut mai cap vincle administratiu i consultiu clar i actiu amb les forces de primera línia establertes per a tals propòsits. Pel costat de combat de primera línia de l'emissió, i per al contacte directe amb les empreses d'aviació alemanys que construïen les aeronaus de la Luftwaffe, la Luftwaffe tenia el seu propi sistema raonablement efectiu de quatre instal·lacions de prova de l'aviació militar, o Erprobungstellen ubicades en tres llocs costaners - Peenemünde-West (que incorpora també una instal·lació independent a la propera Karlshagen), Tarnewitz i Travemünde - i el lloc central interior de Rechlin, establert per primera vegada com a camp d'aviació militar a finals d'agost de 1918 per l'Imperi alemany, amb el sistema de quatre instal·lacions comandat més tard a la Segona Guerra Mundial per l'oberst Edgar Petersen. Tanmateix, a causa de la manca de coordinació entre el RLM i l'OKL, tot el desenvolupament dels caces i bombarders es va orientar cap a avions de curt abast, ja que es podrien produir en major nombre, en lloc d'avions de llarg abast de qualitat, cosa que va posar la Luftwaffe en desavantatge ja a la batalla d'Anglaterra. La "pujada" als nivells de producció necessaris per complir elLuftwaffe ' necessitats de primera línia s també va ser lent, no aconseguint el màxim de sortida fins a 1944. La producció de caces no va tenir prioritat fins a 1944; Adolf Galland va comentar que això hauria d'haver-se produït almenys un any abans. Galland també va assenyalar els errors i desafiaments comesos en el desenvolupament del jet Messerschmitt Me 262 - que incloïa el temps de desenvolupament prolongat necessari per al seu motor de reacció Junkers Jumo 004 per aconseguir fiabilitat. Els tipus d'avions de combat alemanys que es van dissenyar i volar per primera vegada a mitjan anys 30 havien quedat obsolets, però es mantenien en producció, en particular el Ju 87 Stuka i el Bf 109, perquè no hi havia dissenys de recanvi ben desenvolupats.

### Fracassos de producció
El fracàs de la producció alemanya va ser evident des de l'inici de la batalla d'Anglaterra. A finals de 1940, la Luftwaffe havia patit fortes pèrdues i havia de reagrupar-se. Els lliuraments de nous avions eren insuficients per satisfer la fuga de recursos; la Luftwaffe, a diferència de la RAF, no aconseguia ampliar el nombre de pilots i avions. Això es va deure en part a fracassos en la planificació de la producció abans de la guerra i a les demandes de l'exèrcit. No obstant això, la indústria aeronàutica alemanya estava sent superproduïda el 1940. Pel que fa a la producció d'avions de combat, els britànics van superar els seus plans de producció en un 43%, mentre que els alemanys es van mantenir un 40% "darrere" de l'objectiu l'estiu de 1940. De fet, la producció alemanya en caces va caure de 227 a 177 al mes entre juliol i setembre de 1940.Una de les moltes raons del fracàs de la Luftwaffe el 1940 va ser que no tenia els mitjans operatius i materials per destruir la indústria aeronàutica britànica, cosa que pretenia la tan esperada competició de disseny del Bomber B.
L'anomenat "programa Göring" s'havia basat en gran manera en la derrota de la Unió Soviètica el 1941. Després del fracàs de la Wehrmacht davant de Moscou, les prioritats industrials per a una possibilitat d'augment de la producció d'avions es van abandonar en gran manera per donar suport l'augment de les taxes de desgast de l'exèrcit i les pèrdues d'equips pesats. Les reformes d'Erhard Milch van augmentar les taxes de producció. El 1941 es produïen una mitjana de 981 avions (inclosos 311 caces) cada mes. El 1942 es va elevar a 1.296 avions, dels quals 434 eren caces. Els augments de producció previstos per Milch es van oposar inicialment. Però al juny se li va concedir materials per a 900 combatents al mes com a producció mitjana. L'estiu de 1942, la força de combat operativa de la Luftwaffe s'havia recuperat d'un mínim del 39% (44% per als caces i 31% per als bombarders) a l'hivern de 1941-1942, fins al 69% a finals de juny (75% per als caces i 66% per als bombarders) el 1942. No obstant això, després de l'augment dels compromisos a l'est, les taxes generals de preparació operativa van fluctuar entre el 59% i el 65% per a l'any restant. Al llarg de 1942, la Luftwaffe es va produir en avions de combat en un 250% i en avions bimotors en un 196%.
El nomenament d'Albert Speer com a ministre d'Armaments va augmentar la producció de dissenys existents i els pocs dissenys nous que s'havien originat a principis de la guerra. No obstant això, la intensificació del bombardeig aliat va provocar la dispersió de la producció i va evitar una acceleració eficient de l'expansió. La producció d'aviació alemanya va arribar a aproximadament 36.000 avions de combat el 1944. No obstant això, quan es va aconseguir això, la Luftwaffe no tenia combustible i va entrenar als pilots per fer que aquest assoliment valgués la pena.
La manca de producció de maximitzar immediatament després dels fracassos a la Unió Soviètica i Àfrica de nord van assegurar la Luftwaffe la derrota efectiva en el període de setembre de 1943 - febrer de 1944. Tot i les victòries tàctiques, no va poder aconseguir una victòria decisiva. Quan la producció va assolir nivells acceptables, com tants altres factors tenien per a la Luftwaffe - i per a tota la tecnologia de les armes i armes de la Wehrmacht en el seu conjunt - a finals de la guerra, era "massa poc, massa tard".

### Desenvolupament del motor
A finals de la dècada de 1930, els mètodes de construcció de cèl·lules havien progressat fins al punt que es podien construir cèl·lules a qualsevol mida necessària, basades en les tecnologies de disseny de cèl·lules totalment metàl·liques iniciades per Hugo Junkers el 1915 i que van millorar constantment durant més de dues dècades, especialment a Alemanya amb avions com el Dornier Do X i l'avió de línia Junkers G 38. No obstant això, impulsar aquests dissenys era un repte important. Els motors aerodinàmics de mitjans dels anys 30 es limitaven a uns 600 CV i els primers 1.000 CV acabaven d'entrar en la fase de prototip: per al nou braç aeri del Tercer Reich, això significava dissenys V12 invertits refrigerats per líquid com el Daimler-Benz DB 601.
Els Estats Units ja havien començat a assolir aquest objectiu el 1937 amb dos dissenys de motors radials refrigerats per aire de dos cilindres de 18 cilindres de gran cilindrada, amb una cilindrada mínima de 46 litres cadascun: el Pratt & Whitney Double Wasp i el Wright Duplex-Cyclone.
La necessitat inicial de l'Alemanya nazi de motors d'aviació substancialment més potents es va originar amb l'empresa privada Heinkel He 119 de reconeixement d'alta velocitat, i el Messerschmitt Me 261, aparentment bimotor per a tasques de reconeixement marítim: per alimentar cadascun d'aquests dissenys, Daimler-Benz va literalment "duplicar" els seus nous motors DB 601 injectats de combustible. Aquesta "duplicació" implicava col·locar dos DB 601 un al costat de l'altre del costat d'un marc espacial de pla vertical comú amb els costats exteriors dels seus carters amb cadascun un muntatge similar al que s'utilitzaria en una instal·lació d'un sol motor, creant un Compressor centrífug "imatge de mirall" per al component estribord DB 601, inclinant els extrems superiors dels seus càrters aproximadament 30º cap a l'interior per aparellar-se amb el muntatge central del marc espacial i col·locant una carcassa comuna de reducció d'engranatges d'hèlix als extrems anteriors dels dos motors. Aquest motor d'aviació "sistema de potència" de doble carter fabricat a partir d'un parell de DB 601 va donar lloc a una sortida màxima de 2.700 CV (1,986 kW) per a aquests dos dissenys d'aeroplà el febrer de 1937, però cadascun d'aquests motors acoblats DB 606 pesava al voltant de 1,5 tones casacún.
El primer desenvolupament dels motors "acoblats" DB 606 es va paral·lelitzar a finals de la dècada de 1930 amb el desenvolupament simultani de Daimler-Benz d'un disseny de motors de classe 1.500 kW mitjançant un únic carter. El resultat va ser el motor Daimler-Benz DB 604 de configuració X de vint-i-quatre cilindres, amb quatre bancs de sis cilindres cadascun. Posseeix essencialment el mateix desplaçament de 46,5 litres que la versió inicial del Junkers Jumo 222 refrigerat per líquid del motor multibanc, en si mateix una opció "inversa" en la configuració del DB 604 en posseir sis bancs de quatre cilindres en línia; casualment, tant el disseny original de Jumo 222 com el DB 604 pesaven aproximadament un terç menys (aproximadament 1.080 kg / 2.379 lliures de pes sec) que el DB 606, però el desenvolupament prolongat del DB 604 desviava valuosos recursos de recerca en centrals d'aviació alemanyes, i amb més desenvolupament del motor acoblat DB 610 basat en el "bessó DB 605" (es va iniciar el juny de 1940 amb un nivell de producció màxim de 2950 CV (2.909 CV), i reunit de la mateixa manera - amb el mateix amb un pes total d'1,5 tones (tal com havia estat el DB 606) donant millors resultats en aquell moment, el Ministeri de l'Aire del Reich va aturar totes les obres del DB 604 el setembre de 1942.Aquestes "centrals elèctriques acoblades" van ser l'elecció exclusiva de la potència per al bombarder pesat Heinkel He 177 A Greif, que des dels seus inicis va intentar fer un "bombardeig en picat" d'angle moderat per a un bombarder pesat de 30 metres d'ala d'envergadura disseny: les gemmes bessones per a un parell de DB 606 o 610 van reduir l'arrossegament per a aquest "requisit" de combat, però el mal disseny dels allotjaments del motor de la He 177A per a aquests "sistemes de potència" de doble carter va provocar repetits brots de focs de motors, provocant la cancel·lació del requisit de "bombardeig" per al He 177A a mitjans de setembre de 1942.

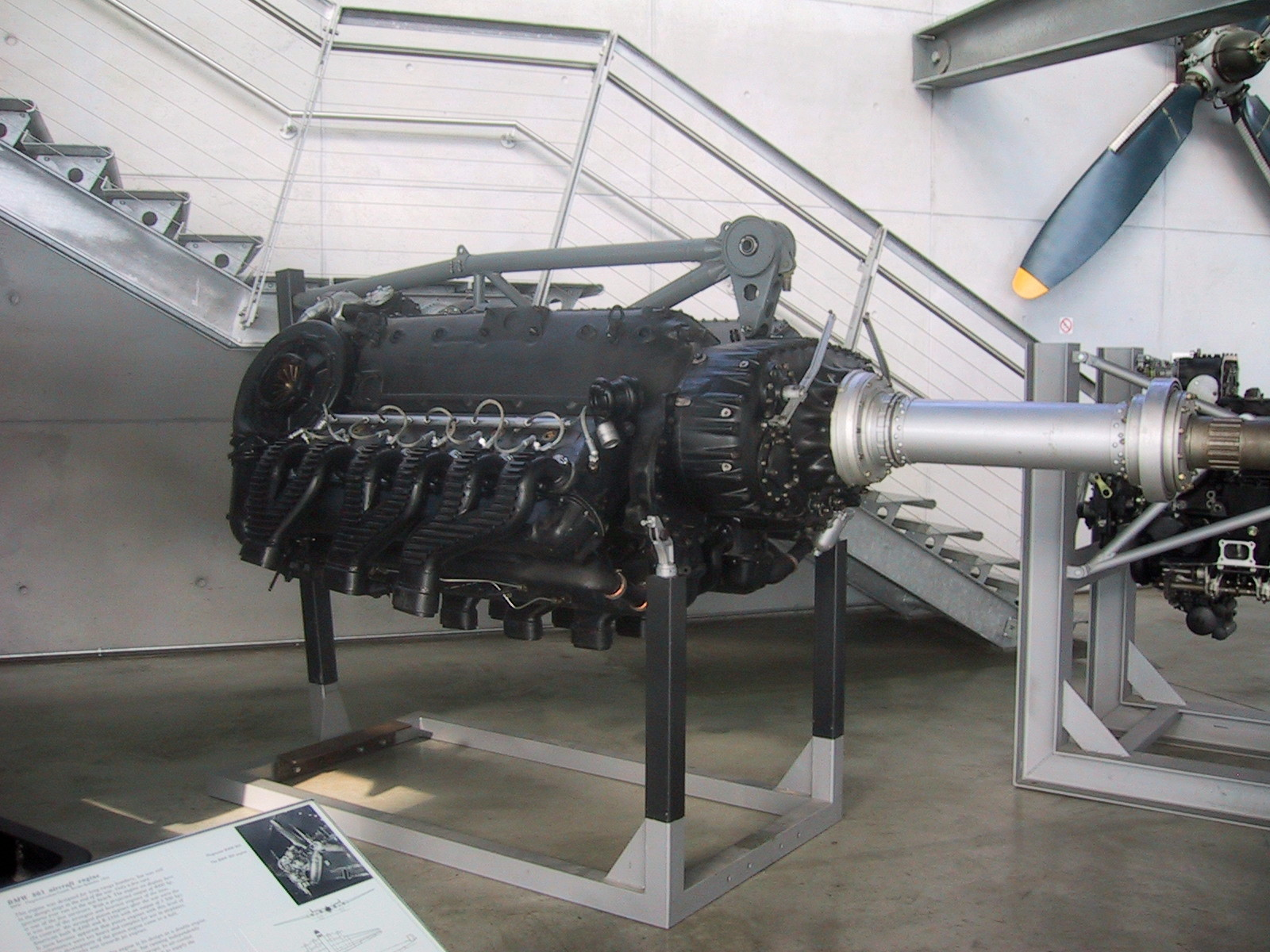
Un motor "sistema de potència" DB 610 restaurat, que comprèn un parell de V12 invertits DB 605: es pot veure la part superior de la seva estructura central de muntatge del motor del marc espacial.

BMW va treballar en el que va ser essencialment una versió ampliada del seu exitós disseny BMW 801 del Focke-Wulf Fw 190 A. Això va conduir al BMW 802 de 53,7 litres de cilindrada el 1943, un radial refrigerat per aire de divuit cilindres, que gairebé coincidia la xifra de 54,9 litres de l'American Duplex-Cyclone, però amb un pes d'uns 1.530 kg que coincideix amb el del DB 606 en línia de 24 cilindres refrigerat per líquid; i l'encara més gran BMW 803 de 83,5 litres de 28 cilindres refrigerats per líquid, que a partir de declaracions de la postguerra del personal de desenvolupament de BMW es consideraven programes de desenvolupament de "prioritat secundària". Aquesta situació amb els dissenys 802 i 803 va fer que el personal d'enginyeria de la companyia es redirigís a tots els esforços per millorar el 801 per desenvolupar-lo al màxim. El desenvolupament radial del BMW 801F, mitjançant l'ús de característiques provinents del subtipus 801E, va ser capaç de superar substancialment el nivell de potència superior als 1.500 kW. Els dos equivalents aliats més propers als 801 en configuració i desplaçament: el Wright Twin Cyclone americà i el soviètic Xvetsov ASh-82 radial: mai no va haver de desenvolupar-se més enllà d'un nivell de potència de 1.500 kW, ja que els motors d'aviació radials de 18 cilindres de cilindrada més gran en ambdues nacions (els esmentats Double Wasp i Duplex-Cyclone) i l'estrena eventual del 1945 del soviètic Xvetsov ASh-73, que va començar el seu desenvolupament abans de 1940, gestionava les necessitats d'una potència encara més gran dels grans motors d'aviació radials.
El Daimler-Benz DB 601, de 1.750 kW de potència DB, i el seu descendent més potent, el DB 610 de 2.130 kW de producció basat en DB 605, amb un pes d'1,5 tones cada un, eren els únics a nivell de producció de 1.500 kW-plus que Alemanya produirà per a avions de combat de la Luftwaffe, principalment per al bombarder pesat Heinkel He 177A. Fins i tot la central elèctrica d'avions V12 invertida de major desplaçament construïda a Alemanya, el Daimler-Benz DB 603, de 44,52 litres, que va tenir un ús generalitzat en dissenys bimotors, no podia superar el nivell de potència de 1.500 kW sense més desenvolupament. Al març de 1940, fins i tot el DB 603 estava sent "acoblat" tal com havien estat el 601/606 i el 605/610, per convertir-se en el seu "sistema d'alimentació" de reemplaçament: aquest era el cargol doble DB 613, estrictament experimental, amb un pes d'aproximadament 1,8 tones. capaç de produir més de 2.570 kW (3.495 CV), però que mai no va sortir de la fase de prova.
Els subtipus de potència de més de 1.500 kW proposats per als dissenys de motors d'aviació de pistó existents de la indústria aeronàutica alemanya —que s'adherien a l'ús d'un únic carter que eren capaços de superar substancialment el nivell de potència de més de 1.500 kW esmentat— eren el DB 603 LM (1.800 kW a enlairament, en producció), el DB 603 N (2.205 kW a l'enlairament, previst per al 1946) i el motor BMW 801F (1.765 kW (2.400 CV). La naturalesa pionera de la tecnologia dels motors de reacció mostrà problemes de desenvolupament per als dos principals dissenys de motors de reacció alemanys per veure la producció en massa, el Jumo 004 i el BMW 003 (tots dos amb un pioner disseny de cabal axial), amb el Heinkel HeS 011 més potent, però que mai va abandonar la fase de proves, ja que només es construiran 19 exemples de l'HES 011 per al desenvolupament. Fins i tot amb uns tristos graus d'èxit per a aquests avançats dissenys de centrals elèctriques d'aviació, cada vegada hi ha més propostes de disseny de nous avions de combat alemanys en el període 1943–45 centrats al voltant de les fallides centrals d'aviació Jumo 222 o HeS 011 per a la seva propulsió.

### Personal i lideratge

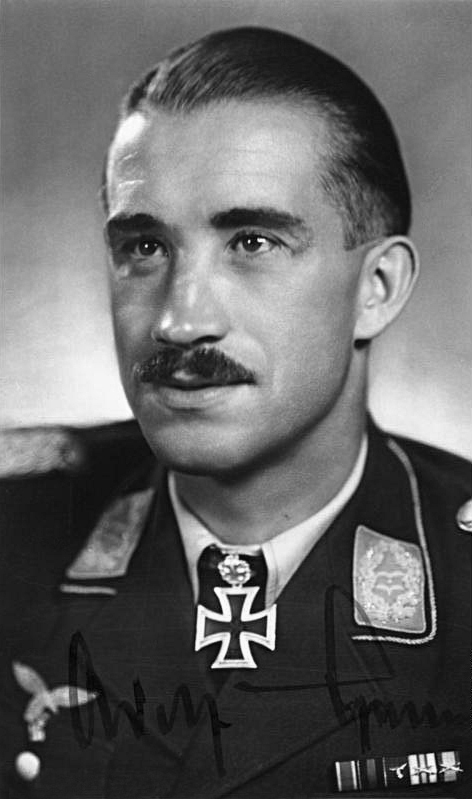
Adolf Galland, qui començà la guerra com a Oberleutnant, i les seves victòries aèries el portaren al rang de Generalleutnant

Es va donar preferència al braç bombarder i va rebre els pilots "millors". Més tard, els líders dels pilots de caça van ser pocs en nombre com a resultat d'això. Igual que amb el canvi tardà a la producció de caces, les escoles de pilots de la Luftwaffe no van donar preferència a les escoles de pilot de combat prou aviat. la Luftwaffe, segons argumentava l'OKW, seguia sent una arma ofensiva i el seu focus principal era produir pilots de bombarders. Aquesta actitud va prevaler fins a la segona meitat del 1943. Durant la campanya de defensa del Reich del 1943 i del 1944, no hi havia prou pilots de combat i líders encarregats per assolir els índexs de desgast; a mesura que va sorgir la necessitat de substituir les tripulacions aèries (a mesura que augmentaven les taxes de desgast), la qualitat de la formació de pilots es va deteriorar ràpidament. Més tard, això va empitjorar per l'escassetat de combustible per a l'entrenament de pilots. En general, això significava una reducció de l'entrenament sobre els tipus operatius, el vol de formació, l'entrenament de l'artilleria i l'entrenament de combat, i la manca total d'entrenament d'instruments.
Al començament de la guerra, els comandants van ser substituïts per comandaments més joves massa ràpidament. Aquests comandants més joves van haver d'aprendre "sobre el terreny" en lloc d'entrar a un lloc de primera línia completament qualificats. La formació dels líders de la formació no va ser sistemàtica fins al 1943, que era massa tard, amb la Luftwaffe ja estesa. Per tant, a la Luftwaffe li faltava un grup d'oficials d'estat major per establir noves unitats de
combat amb personal de combat acuradament seleccionat i qualificat, i transmetre experiència.
D'altra banda, el lideratge de la Luftwaffe des del principi va ficar mà en el comandament d'entrenament, cosa que va minar la seva capacitat per substituir les pèrdues, alhora que planejava "campanyes curtes, que no pertanyien. A més, no es van establir plans per als caces nocturns. De fet, quan es van aixecar protestes, Hans Jeschonnek, cap de l'estat major de la Luftwaffe, va dir: "Primer hem de vèncer a Rússia i després podem començar a entrenar!"

## Les forces terrestres de laLuftwaffe

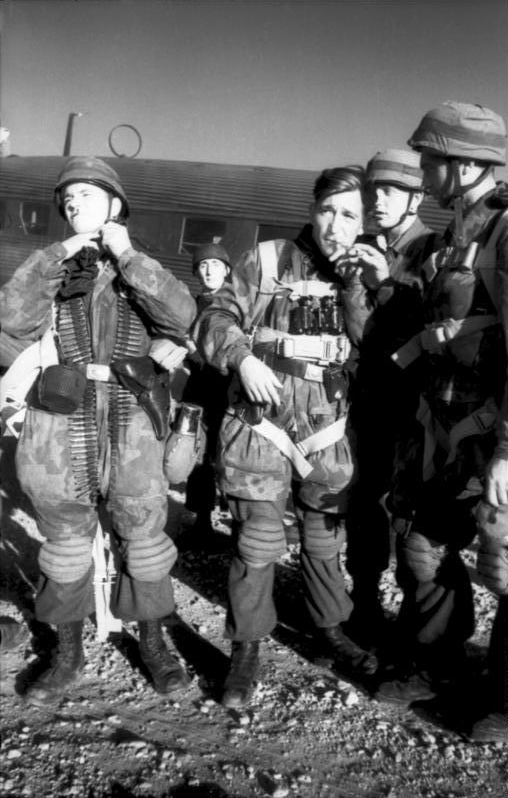
Paracaigudistes alemanys es preparen per saltar sobre l'illa grega de Leros el 1943.

La Luftwaffe era inusual entre les forces aèries independents contemporànies en posseir una força paracaigudista orgànica anomenada Fallschirmjäger. Establerts el 1938, es van desplegar en operacions de paracaigudes el 1940 i el 1941 i van participar en la batalla del Fort d'Eben-Emael i a la batalla de La Haia el maig de 1940 i durant la batalla de Creta el maig de 1941. Tot i això, més de 4.000 Fallschirmjäger van morir durant l'operació de Creta. Posteriorment, tot i que continuaven formant-se en el lliurament de paracaigudes, els paracaigudistes només s'utilitzaven com a paracaigudistes per a operacions de menor escala, com ara el rescat de Benito Mussolini el 1943. Les formacions de Fallschirmjäger es van utilitzar principalment com a infanteria lleugera a tots els teatres de la guerra. Les seves pèrdues van ser de 22.041 morts, 57.594 ferits i 44.785 desapareguts (fins al febrer de 1945).
Durant el 1942, el personal sobrant de la Luftwaffe es va utilitzar per formar les divisions de camp de la Luftwaffe, divisions d'infanteria estàndard que s'utilitzaven principalment com a unitats de rereguarda per alliberar tropes de primera línia. A partir de 1943, la Luftwaffe també tenia una divisió blindada anomenada Fallschirm-Panzer Division 1 Hermann Göring, w, que es va ampliar a un Panzerkorps el 1944.
De suport a terra i unitats de combat del Reichsarbeitsdienst (RAD) i del Cos de Motor Nacional Socialista (NSKK) també van ser posats a disposició de la Luftwaffe durant la guerra. El 1942, 56 companyies RAD van servir amb la Luftwaffe a l'oest com a tropes de construcció d'aeròdroms. El 1943 es van formar 420 companyies RAD com a artilleria antiaèria (AAA) i enviades als batallons AAA de la Luftwaffe existents a la terra natal. Al final de la guerra, aquestes unitats també lluitaven contra tancs aliats. Començant el 1939 amb un regiment de transports, el NSKK tenia el 1942 una unitat de transport completa de mida divisòria que donava servei a la Luftwaffe, la NSKK Transportgruppe Luftwaffe que serví a França i al front oriental. El nombre aclaparador dels seus 12.000 membres eren col·laboradors belgues, holandesos i francesos.

## Crims de guerra i bombardeig d'objectius no militars

### Treballs forçats

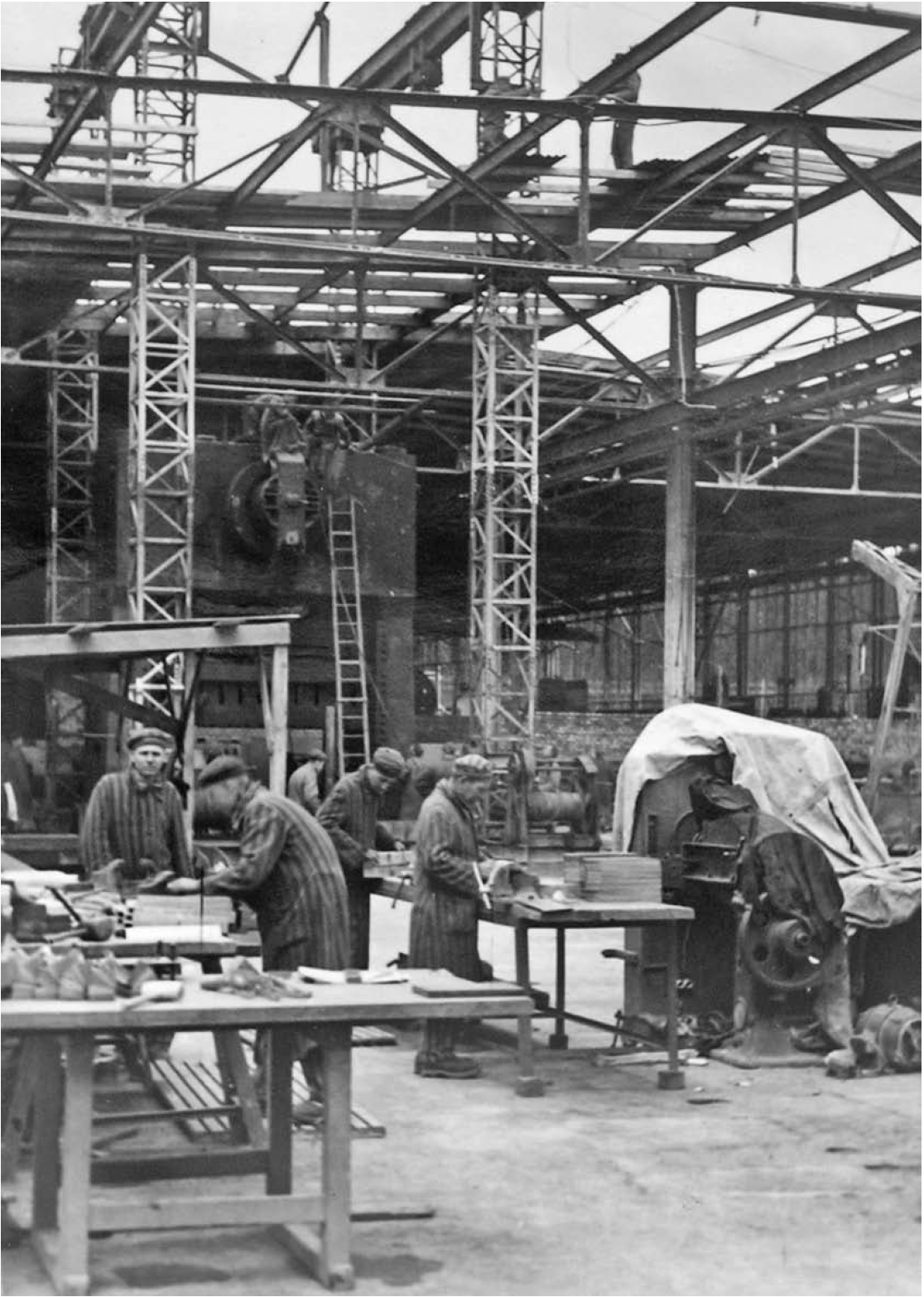
Presoners del camp de concentració obligats a treballar en una fàbrica d'avions Messerschmitt.

El 1943 i el 1944, la producció d'avions es va traslladar als camps de concentració per tal de pal·liar l'escassetat de mà d'obra i per protegir la producció dels atacs aeris aliats. Les dues fàbriques d'avions més grossos d'Alemanya es trobaven als camps de concentració de Mauthausen-Gusen and Mittelbau-Dora concentration camps. També es van fabricar peces d'avions a Flossenbürg, Buchenwald, Dachau, Ravensbrück, Gross-Rosen, Natzweiler, Herzogenbusch i Neuengamme. El 1944 i el 1945, fins a 90.000 presos dels camps de concentració van treballar a la indústria aeronàutica i van ser aproximadament una dècima part de la població del camp de concentració durant l'hivern de 1944–45. En part com a resposta a la demanda de la Luftwaffe per augmentar la producció de combat, va doblar-se la quantitat de presos treballant-hi entre mitjans de 1943 (224000) i mitjans de 1944 (524.000). Part d'aquest augment es va deure a la deportació dels jueus hongaresos; el programa Jägerstab es va utilitzar per justificar les deportacions a el govern hongarès. Dels 437.000 jueus hongaresos deportats entre maig i juliol de 1944, uns 320.000 van ser gasejats en arribar a Auschwitz i la resta forçats a treballar. Només en van sobreviure 50.000.

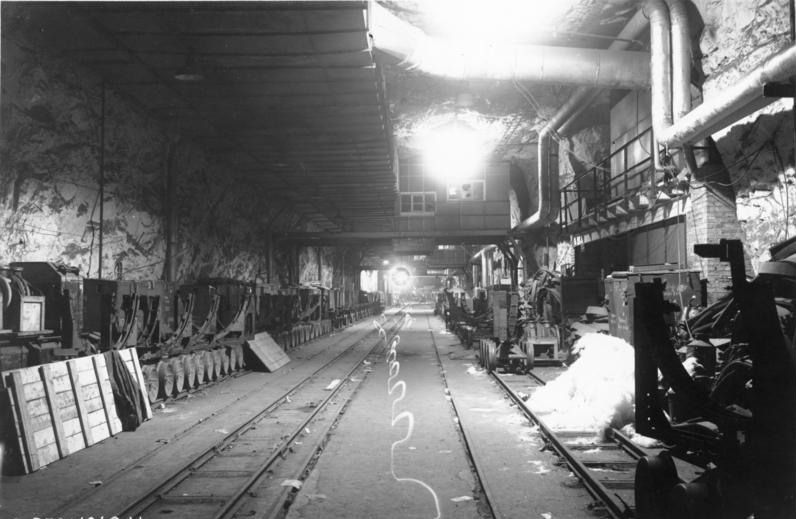
Fabricació de míssils de creuer V-1 i coets V-2 als túnels de Mittelwerk, amb la mort de més de 12.000 persones

Els camps d'aviació de la Luftwaffe es mantenien amb freqüència mitjançant treballs forçats. Milers de reclusos de cinc subcamps de Stutthof van treballar als camps d'aviació. Els presoners van construir o mantenir camps d'aviació i bases prop de diversos camps de concentració i guetos. Per ordre de la Luftwaffe, els presoners de Buchenwald i Herzogenbusch es van veure obligats a desactivar les bombes que havien caigut al voltant de Düsseldorf i Leeuwarden respectivament.
Milers de personal de la Luftwaffe treballaven com a guàrdies dels camps de concentració. Auschwitz incloïa una fàbrica de municions vigilada per soldats de la Luftwaffe; 2.700 efectius de la Luftwaffe treballaven com a guàrdies a Buchenwald. Desenes de camps i subcamps estaven formats principalment per soldats de la Luftwaffe . Segons l'Enciclopèdia de Camps i Guetos, era típic que els camps dedicats a la producció d'armament fossin dirigits per la branca de la Wehrmacht que utilitzava els productes. El 1944, molts soldats de la Luftwaffe van ser traslladats als camps de concentració per pal·liar l'escassetat de personal.

### Massacres

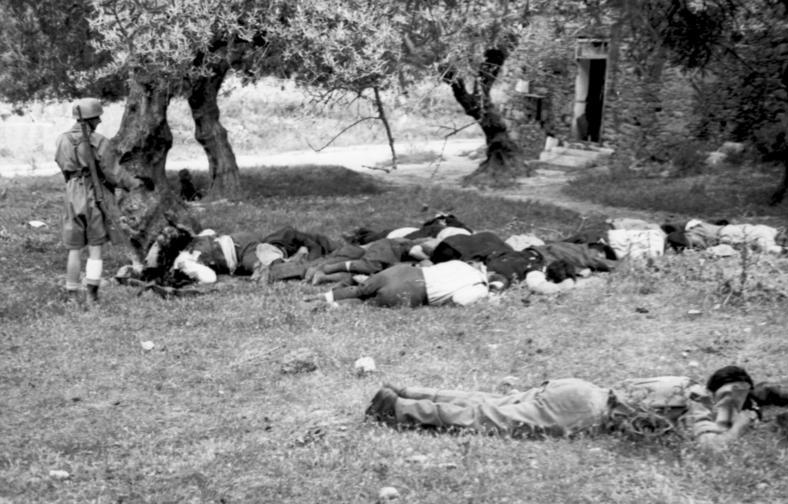
Civils assassinats per paracaigudistes de la Luftwaffe a Kondomari, Creta

Els paracaigudistes de la Luftwaffe van cometre molts crims de guerra a Creta després de la seva conquesta, incloent-hi les execucions d'Alikianos, la massacre de Kondomari i la destrossa de Kandanos. Diverses divisions de la Luftwaffe, inclosa la 1. Fallschirmjäger-Division, la 2. Fallschirmjäger-Division, la 4. Fallschirmjäger-Division, la 19a divisió de terra de la Luftwaffe, la 20a divisió de terra de la Luftwaffe i la 1a divisió Fallschirm-Panzer van cometre crims de guerra a Itàlia, assassinant centenars de civils.
Les tropes de la Luftwaffe van participar en l'assassinat de jueus empresonats en guetos a Europa de l'Est. Per exemple, van ajudar en l'assassinat de 2.680 jueus al gueto de Nemirov, van participar en una sèrie de massacres al gueto d'Opoczno, i van ajudar a liquidar el gueto de Dęblin–Irena deportant milers de jueus al camp d'extermini de Treblinka. Entre 1942 i 1944, dos batallons de seguretat de la Luftwaffe estaven estacionats al bosc de Białowieża per a operacions de Bandenbekämpfung operations. Animats per Göring, van assassinar milers de jueus i altres civils. Els soldats de la Luftwaffe executaven sovint civils polonesos a l'atzar amb accentuacions sense fonament de ser "agents bolxevics ", per mantenir la població en línia, o com a represàlia per activitats partisanes. El rendiment de les tropes es va mesurar pel nombre de persones assassinades. Deu mil soldats de la Luftwaffe estaven estacionats al front oriental per a aquestes operacions "antipartisanesa".

### Experimentació amb humans
Durant tota la guerra, els presoners del camp de concentració es van veure obligats a servir de conillets d'Índies humans en proves d'equips de la Luftwaffe. Alguns d'aquests experiments van ser realitzats per personal de la Luftwaffe i d'altres van ser realitzats per les SS a les ordres de l'OKL.
El 1941, es van dur a terme experiments amb la intenció de descobrir com prevenir i tractar la hipotèrmia per a la Luftwaffe, que havia perdut tripulants a causa de la hipotèrmia d'immersió. Els experiments es van dur a terme a Dachau i Auschwitz. Sigmund Rascher, un metge de la Luftwaffe amb seu a Dachau, va publicar els resultats a la conferència mèdica de 1942 titulada "Problemes mèdics sorgits del mar i de l'hivern". De prop de 400 presoners obligats a participar en experiments amb aigua freda, de 80 a 90 van morir.
A principis de 1942, Rascher va utilitzar els presoners de Dachau en experiments per perfeccionar els seients projectables a gran altitud. Es va utilitzar una cambra de baixa pressió que contenia aquests presoners per simular condicions a altituds de fins a 20.000 metres (66.000 peus). Es va rumorear que Rascher va realitzar viviseccions al cervell de les víctimes que van sobreviure a l'experiment inicial. Dels 200 subjectes, 80 van morir per l'experimentació, i els altres van ser executats. Eugen Hagen, metge en cap de la Luftwaffe, infectà els interns del camp de concentració de Natzweiler amb el tifus per tal de provar l'eficàcia de les vacunes proposades.

### Bombardeig aeri d'objectius no militars

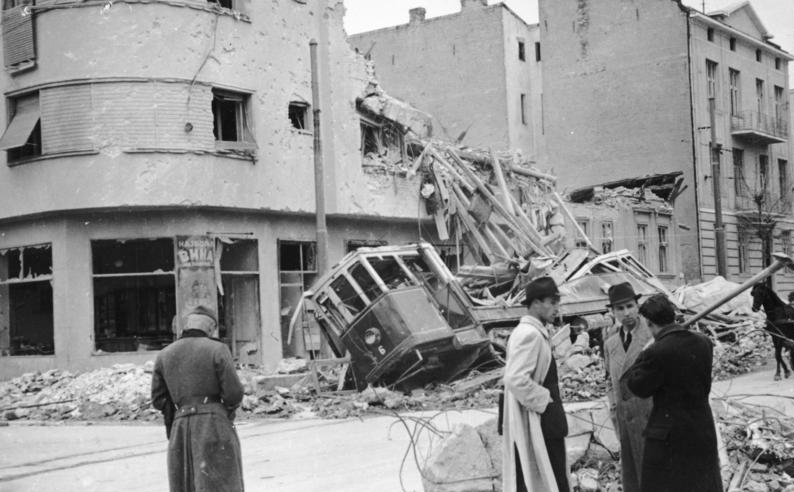
Edificis danyats per bombes a Belgrad a l'abril de 1941

No existia cap dret humanitari internacional consuetudinari positiu o específic respecte a la guerra aèria abans o durant la Segona Guerra Mundial. Aquesta és la raó per la qual cap oficial de la Luftwaffe va ser processat en els processos de crims de guerra dels Aliats de la Segona Guerra Mundial pel atacs aeris.
El bombardeig de Wieluń va ser un atac aeri a la ciutat polonesa de Wieluń per part de la Luftwaffe l'1 de setembre de 1939. la Luftwaffe va començar a bombardejar Wieluń a les 04:40, cinc minuts abans del bombardeig de Westerplatte, que tradicionalment s'ha considerat el començament de la Segona Guerra Mundial a Europa. L'atac aeri a la ciutat va ser un dels primers bombardejos aeris de la guerra. Al voltant de 1.300 civils van morir, centenars van resultar ferits i el 90% del centre de la ciutat va ser destruït. El percentatge de víctimes va ser més del doble que el de Guernica. El documental de Sender Freies Berlin, realitzat el 1989, afirmava que no hi havia objectius militars ni industrials a la zona, excepte una petita fàbrica de sucre als afores de la ciutat. A més, Trenkner va afirmar que els bombarders alemanys primer van destruir l'hospital de la ciutat. Els jutges alemanys occidentals van acomiadar dos intents, el 1978 i el 1983, de perseguir persones pel bombardeig de l'hospital de Wieluń quan els fiscals van declarar que els pilots no havien pogut esbrinar la naturalesa de l'estructura a causa de la boira.
L'operació Retribució va ser el bombardeig de Belgrad, la capital del Regne de Iugoslàvia. El bombardeig es va dirigir deliberadament a l'assassinat de civils com a càstig i va provocar 17.000 morts de civils. Va ocórrer els primers dies de la invasió alemanya de Iugoslàvia. L'operació va començar el 6 d'abril i es va concloure el 7 o 8 d'abril, cosa que va provocar la paràlisi del comandament i control civils i militars iugoslaus, la destrucció generalitzada al centre de la ciutat i moltes víctimes civils. Després de la capitulació iugoslava, els enginyers de la Luftwaffe van realitzar una avaluació de danys per bomba a Belgrad. L'informe indicava que es van llançar 218,5 tones mètriques (215,0 tones llargues; 240,9 tones curtes) de bombes, sent del 10 al 14 per cent incendiaris. Enumerava tots els objectius del bombardeig, que incloïen: el palau reial, el ministeri de guerra, la seu militar, l'oficina central de correus, l'oficina de telègrafs, les estacions de ferrocarril de passatgers i mercaderies, les centrals elèctriques i els barracons. També es va esmentar que es van llançar set mines aèries i que s'havien destruït les zones del centre i nord-oest de la ciutat, que representaven del 20 al 25 per cent de la seva superfície total. Alguns aspectes del bombardeig continuen sense ser explicats, en particular l'ús de les mines aèries. En canvi, Pavlowitch afirma que gairebé el 50% de l'habitatge a Belgrad va ser destruït. Després de la invasió, els alemanys van obligar entre 3.500 i 4.000 jueus a recollir runa causada pel bombardeig.

### Judicis
Diversos destacats comandants de la Luftwaffe van ser condemnats per crims de guerra, inclòs el general Alexander Löhr i el mariscal de camp Albert Kesselring.

## Insígnies i distincions
|                                                             | |                                                                                |                                                                                          |                                                                             |                                                                                                   |
| Insígnia de Tripulant Aeri Fliegerschaftsabzeichen          | Insígnia del Pilot Flugzeugführerabzeichen                                                                | Insígnia d'Observador Beobachterbzeichen                                       | Insígnia Combinada de Pilot-Observador Gemeinsames Flugzeugführer und Beobachterbzeichen | Insígnia d'operador de ràdio Bordfunkerabzeichen                            | Insígnia de pilot de planador Segelflugzeugführerabzeichen                                        |
|                                                             | |                                                                                |                                                                                          |                                                                             |                                                                                                   |
| Passador de Vol Operatiu Frontlugspange                     | Insígnia de Paracaigudista Fallschirmschützenabzeichen der Luftwaffe                                      | Insígnia de Combat de Tancs de la Luftwaffe Panzerkampfabzeichen der Luftwaffe | Insígnia de combat naval Seekampfabzeichen der Luftwaffe                                 | Insígnia dels Anti-Aeris Flak-Kampfabzeichen der Luftwaffe                  | Insígnia d'aviador retirat Flieger-Erinnerungsabzeichen                                           |
|                                                             | |                                                                                |                                                                                          |                                                                             |                                                                                                   |
| Insígnia del combat a terra Erdkampfabzeichen der Luftwaffe | Insígnia d'ametrallador i d'enginyer de bord Fliegerschützenabzeichen für Bordschützen und Bordmechaniker | Insígnia de la citació d'honor Ehrenblattspange                                | Insígnia del Combat Tancat de la Luftwaffe Nahkampfspange der Luftwaffe                  | Copa d'Honor de la Luftwaffe Ehrenpokal für besondere Leistung im Luftkrieg | Safata d'Honor pels Assoliments Distingits en Batalla Ehrenschale für Hervorragende Kampfleistung |